# Lista över gatunamn i Göteborg 2001–2015
Det här är en lista över gatunamn i Göteborg 2001–2015. Den innehåller namn på gator, vägar, gångstigar, torg och platser i Göteborgs kommun som har tillkommit från och med år 2001 till och med 2015. Nya gatunamn föreslås av Göteborgs Stad Namnberedningen, som lyder under kommunens kulturnämnd, vilken fastställer namnen. Detta är en fortsättning på den 4:e utgåvan av gatunamnen som släpptes 2001: Göteborgs Gatunamn 1621 t o m 2000, [4:e uppl.], red. Greta Baum, Tre Böcker Förlag, Göteborg 2001, ISBN 91-7029-460-7.

## Kronologisk lista över gatunamn i Göteborg under perioden 2001–2015
Listan gör inte anspråk på att vara komplett.
För gatunamn från och med 2016 se lista över gatunamn i Göteborg från och med 2016.
| Gatunamn                       | Stadsdel                                                          | Motivering | Typ                        | Fastställd                           | Koordinater                                               | Bild |
| ------------------------------ | ----------------------------------------------------------------- | --- | -------------------------- | ------------------------------------ | --------------------------------------------------------- | ---- |
| Alivallsgatan                  | Kviberg                                                           | I närheten av Alivallen, som är uppkallad efter den i Göteborg legendariska idrottsmannen och fotbollsledaren Erik Pettersson (1908-1983). Han bar sedan barndomen smeknamnet "Ali". | väg                        | 2001                                 | 57°44′15″N 12°1′29″Ö / 57.73750°N 12.02472°Ö              |      |
| Amhults Byväg                  | Torslanda                                                         | Väg som delvis gått inom den gamla byn Amhult. | väg                        | 2001                                 | 57°42′43″N 11°46′22″Ö / 57.71194°N 11.77278°Ö             |      |
| Amhults Långelid               | Torslanda                                                         | Gammalt namn inom Amhults Trädgårdsstad. | väg                        | 2001                                 | 57°42′44″N 11°46′1″Ö / 57.71222°N 11.76694°Ö              |      |
| Amhults Torg                   | Torslanda                                                         | Inom Amhults Trädgårdsstad. | torg                       | 2001                                 | 57°42′37″N 11°46′26″Ö / 57.71028°N 11.77389°Ö             |      |
| Amhults Uppegård               | Torslanda                                                         | Gammalt gårdsnamn inom Amhults Trädgårdsstad. | väg                        | 2001                                 | 57°42′45″N 11°46′5″Ö / 57.71250°N 11.76806°Ö              |      |
| Arvid Hedvalls Backe           | Johanneberg                                                       | Till minne av Arvid Hedvall (1889–1974), professor i kemisk teknologi på Chalmers från 1920. Hans forskning gav viktiga rön inom områdena korrosion och katalys. Gatan ligger inom tidigare Vasa sjukhus område, nu Chalmers. | väg                        | 2001                                 | 57°41′32″N 11°58′35″Ö / 57.69222°N 11.97639°Ö             |      |
| Benjamins Lycka                | Torslanda                                                         | Gammalt namn inom Amhults Trädgårdsstad. | väg                        | 2001                                 | 57°42′46″N 11°45′56″Ö / 57.71278°N 11.76556°Ö             |      |
| Blå Hangarens Plats            | Torslanda                                                         | Blå Hangaren hörde till Torslanda flygplats och fungerade som riktmärke i samband med Göteborgsutställningen 1923. | plats                      | 2001                                 | 57°42′8″N 11°46′39″Ö / 57.70222°N 11.77750°Ö              |      |
| Conrad Olssons Väg             | Askim                                                             | Conrad Olsson (1863–1936) var lantbrukare och kommunfullmäktiges ordförande i Askim. | väg                        | 2001                                 | 57°38′8″N 11°55′36″Ö / 57.63556°N 11.92667°Ö              |      |
| Cronackersgatan                | Lindholmen                                                        | Efter släkten Cronacker, innehavare av Bräcke, Färjestaden och Pölsebo. | väg                        | 2001                                 | 57°42′38″N 11°55′42″Ö / 57.71056°N 11.92833°Ö             |      |
| Doktor Wigardhs Gata           | Guldheden                                                         | Uppkallad efter gynekologen Thora Wigardh (1860–1933), som efter Kjellbergska flickskolan tog studenten i Lund 1886 som privatist och läste sedan medicin i Uppsala och Lund. Hon blev rikskänd som föreläsare i hygieniska och sociala ämnen. Hon blev den första kvinnliga ledamoten av Göteborgs läkaresällskap i januari 1898. | väg                        | 2001                                 | 57°41′3″N 11°58′32″Ö / 57.68417°N 11.97556°Ö              |      |
| Einar Eriksons Gata            | Torslanda                                                         | Inom Amhults Trädgårdsstad. Uppkallad efter Einar Erikson, lokalt känd och den förste anställde hamnmästaren. Han var aktiv inom det kommunala och socialt engagerad. | väg                        | 2001                                 | 57°42′32″N 11°46′21″Ö / 57.70889°N 11.77250°Ö             |      |
| Entreprenadvägen               | Tuve                                                              | Ligger i ett industriområde. | väg                        | 2001                                 | 57°44′29″N 11°56′46″Ö / 57.74139°N 11.94611°Ö             |      |
| Eriksgården                    | Olofstorp                                                         | På gamla kartor från Angered (1825 och 1836) finns namnet med. | väg                        | 2001                                 | 57°47′22.6″N 12°6′3″Ö / 57.789611°N 12.10083°Ö            |      |
| Fjärrkallevägen                | Kärra                                                             | En skvaltkvarn fanns i området. Dess mittstång kallades fjärrkalle. | väg                        | 2001                                 | 57°48′14″N 11°58′54″Ö / 57.80389°N 11.98167°Ö             |      |
| Flaggbergsstigen               | Styrsö                                                            | Leder till en bergknalle på Brännö, där man flaggar med svensk flagga på flaggdagar och föreningsflagga övriga dagar. Traditionellt. | väg                        | 2001                                 | 57°39′13″N 11°46′49″Ö / 57.65361°N 11.78028°Ö             |      |
| Flygtornsvägen                 | Torslanda                                                         | Leder till det tidigare flygtornet för gamla flygfältet. | väg                        | 2001                                 | 57°42′44″N 11°46′47″Ö / 57.71222°N 11.77972°Ö             |      |
| Gösta Andrées Gata             | Torslanda                                                         | Efter Gösta Andrée, som var VD för Göteborgs Flyghamn samt den förste svensk som flög över engelska kanalen. | väg                        | 2001                                 | 57°42′37″N 11°46′21″Ö / 57.71028°N 11.77250°Ö             |      |
| Hugo Grauers Gata              | Johanneberg                                                       | Hugo Grauers var rektor på Chalmers under tjugo år. | väg                        | 2001                                 | 57°41′32.1″N 11°58′31″Ö / 57.692250°N 11.97528°Ö          |      |
| Janneliden                     | Kärra                                                             | Nordväst om Östra Fagerdala fanns en skicklig snickare och småbrukare, som fick en backe (lid) uppkallad efter sig. | väg                        | 2001                                 | 57°48′21.8″N 11°58′52″Ö / 57.806056°N 11.98111°Ö          |      |
| Johannas Väg                   | Kärra                                                             | Sjögrens Johannas var en väg mellan Östra och Västra Fagerdala. Johanna var änka och mjölkerska på Klarebergs gård och sålde på Kungstorget i Göteborg, det hon kunde hitta i skogen; mossa och bär med mera. | väg                        | 2001                                 | 57°48′21″N 11°58′49″Ö / 57.80583°N 11.98028°Ö             |      |
| Karin Kavlis Plats             | Lorensberg                                                        | Efter Göteborgs stadsteaters första kvinnliga chef, Karin Kavli. | plats                      | 2001                                 | 57°41′50″N 11°58′51″Ö / 57.69722°N 11.98083°Ö             |      |
| Krattskogsvägen                | Kärra                                                             | Förekomsten av så kallad "krattskog" är utmärkande för området, lövskog med inslag av asp och ek. | väg                        | 2001                                 | 57°48′45″N 11°58′38″Ö / 57.81250°N 11.97722°Ö             |      |
| Kvibergs Broväg                | Kviberg                                                           | Fortsättning på Brovägen (tradition), och som särskiljning mot brogatorna i Göteborg. | väg                        | 2001                                 | 57°43′49″N 12°2′2″Ö / 57.73028°N 12.03389°Ö               |      |
| Kärrbergsvägen                 | Torslanda                                                         | Väg till Kärrberget. | väg                        | 2001                                 |                                                           |      |
| Kärrs Hage                     | Torslanda                                                         | Efter byn Kärr i Torslanda socken. Äldre namnformer; Kier (1487), Kierre (1586), Kiärr (1659), Kierr (1665), Kiär (1680) och Kärr (1811-1881). | väg                        | 2001                                 | 57°42′43″N 11°46′22″Ö / 57.71194°N 11.77278°Ö             |      |
| Lilleby Höjd                   | Lilleby                                                           | Efter topografin. | väg                        | 2001                                 | 57°44′53″N 11°49′18″Ö / 57.74806°N 11.82167°Ö             |      |
| Livas Väg                      | Askim                                                             | Efter Olivia "Liva" Nilsson (1875–1940), känd och omtyckt barnmorska i trakten. Livas Väg utgår från huset där hon bodde vid Hulanvägen 8. Namnet avregistrerat 2016 då Livas Väg aldrig byggdes och ny plan ändrade förutsättningarna för sträckningen. | väg                        | 2001, avregistrerat 2016-09-26       |                                                           |      |
| Mobergets Väg                  | Kärra                                                             | Leder uppför Moberget. | väg                        | 2001                                 | 57°48′54″N 11°58′30″Ö / 57.81500°N 11.97500°Ö             |      |
| Norra Stallbacksvägen          | Kärra                                                             | Lokal anknytning till namnet Stallbacken. Gruppnamn; hästar. | väg                        | 2001                                 | 57°48′43″N 11°59′5″Ö / 57.81194°N 11.98472°Ö              |      |
| Olgas Trappor                  | Landala                                                           | Efter Olga Boberg (1887–1971), som var portvakt på Chalmers. På Chalmers kom hon att bli en central person i många teknologers liv, hjälpsam med allt. Hon kunde sy i en skjortknapp som satt lös och hon kunde vara en förstående vän för en betryckt chalmerist. Hon började som städerska 1925 då Chalmers fanns vid Storgatan, och blev portvakt där 1943. Boberg gick i pension 1956 och valdes 1959 till hedersmedlem i studentkåren. Det blev en självklarhet för chalmerister på utlandsresa att sända henne ett vykort. Då kunde det räcka med att adressera kortet: Olga, Chalmers, Sweden. Olga, Sweden gick också fram. Det finns en gata som heter Olgastraße i Tyskland, och en gatuskylt därifrån "råkade" hamna hos en chalmerist. Skylten sattes därefter upp vid de trappor som leder ner till Kårhuset. Trapporna har sedan dess kallats Olgas Trappor. | trappa                     | 2001                                 | 57°41′21.3″N 11°58′31.3″Ö / 57.689250°N 11.975361°Ö       |      |
| Sabinas Väg                    | Kärra                                                             | En kvinna med namnet Sabina bodde enligt tradition på platsen. | väg                        | 2001                                 | 57°48′53″N 11°58′26″Ö / 57.81472°N 11.97389°Ö             |      |
| Skovelvägen                    | Kärra                                                             | En skvaltkvarn har skovlar, och inom området Östra Fagerdal fanns en sådan. | väg                        | 2001                                 | 57°48′18″N 11°58′53″Ö / 57.80500°N 11.98139°Ö             |      |
| Skyttepaviljongens Gata        | Torslanda                                                         | På platsen låg en skyttepaviljong. | väg                        | 2001                                 | 57°42′54″N 11°45′34″Ö / 57.71500°N 11.75944°Ö             |      |
| Smöjträvägen                   | Kärra                                                             | Så kallade "smöjträd" förekommer i området, med betydelsen "vårdbundet träd". Smöjning var en metod för att bota engelska sjukan. | väg                        | 2001                                 | 57°48′44″N 11°58′28″Ö / 57.81222°N 11.97444°Ö             |      |
| Snäckebergsvägen               | Torslanda                                                         | Uppför Snäckeberget inom Amhults Trädgårdsstad går denna väg. | väg                        | 2001                                 | 57°42′44″N 11°46′35″Ö / 57.71222°N 11.77639°Ö             |      |
| Sophus Petersens Backe         | Lorensberg                                                        | Efter den legendariske krögaren Sophus Petersen, den förste i raden av fyra generationer Göteborgskrögare från samma familj. Född i Danmark. | gångväg                    | 2001                                 | 57°41′53.5″N 11°58′44.9″Ö / 57.698194°N 11.979139°Ö       |      |
| Stora Holms Säteri             | Tuve                                                              | Väg från tidigare Säteriet Holm. | väg                        | 2001                                 | 57°46′15″N 11°54′37″Ö / 57.77083°N 11.91028°Ö             |      |
| Svarvstensvägen                | Kärra                                                             | Stenen i en jättegryta kallas svarvsten. Vid byggnation av Östra Fagerdal påträffades jättegrytor. | väg                        | 2001                                 | 57°48′13″N 11°58′50″Ö / 57.80361°N 11.98056°Ö             |      |
| Teknologplatsen                | Johanneberg                                                       | Vid Chalmers huvudentré. | plats                      | 2001                                 | 57°41′21″N 11°58′30″Ö / 57.68917°N 11.97500°Ö             |      |
| Tjuvdalsliden                  | Askim                                                             | Tjuvar och smugglare sägs ha haft sitt tillhåll i "Tjuvdalen". | väg                        | 2001                                 | 57°37′18″N 11°52′59″Ö / 57.62167°N 11.88306°Ö             |      |
| Torskogsliden                  | Lilleby                                                           | Med anknytning till Torskogsvägen. | väg                        | 2001                                 | 57°44′20″N 11°47′25″Ö / 57.73889°N 11.79028°Ö             |      |
| Trulsdal                       | Olofstorp                                                         | Efter gården Trulsdal. | väg                        | 2001                                 | 57°47′57.6″N 12°12′13.5″Ö / 57.799333°N 12.203750°Ö       |      |
| Trädgårdsmästarens Väg         | Askim                                                             | Genom lämningar efter en handelsträdgård, startad 1923 av Josef Andersson (1905–1996). I folkmun har området kallats "Trädgårdsmästarns". | väg                        | 2001                                 | 57°34′38.37″N 11°56′32.96″Ö / 57.5773250°N 11.9424889°Ö   |      |
| Vera Sandbergs Allé            | Johanneberg                                                       | Vera Sandberg (1895–1980) var Sveriges första kvinnliga teknolog, som 1917 skrevs in på Chalmers. | allé                       | 2001                                 | 57°41′34″N 11°58′31″Ö / 57.69278°N 11.97528°Ö             |      |
| Anemongången                   | Delsjön                                                           | Inom Delsjökolonien. | gång                       | 2002                                 | 57°41′49.98″N 12°2′10.35″Ö / 57.6972167°N 12.0362083°Ö    |      |
| Asmundtorp Nedergård           | Säve                                                              | Efter en av gårdarna i Asmundtorp. | väg                        | 2002                                 | 57°47′14.82″N 11°55′33.74″Ö / 57.7874500°N 11.9260389°Ö   |      |
| Barken Beatrices Gata          | Sannegården                                                       | Efter ett fraktfartyg som brukade anlöpa Sannegårdshamnen. | väg                        | 2002                                 | 57°42′21″N 11°55′22″Ö / 57.70583°N 11.92278°Ö             |      |
| Barken Storegrunds Gata        | Sannegården                                                       | Efter ett av de fraktfartyg som trafikerade Sannegårdshamnen. | väg                        | 2002                                 | 57°42′23″N 11°55′25″Ö / 57.70639°N 11.92361°Ö             |      |
| Bergsfoten                     | Askim                                                             | Vid foten av ett intilliggande berg. | väg                        | 2002                                 | 57°37′37″N 11°56′45″Ö / 57.62694°N 11.94583°Ö             |      |
| Bertil von Wachenfeldts Väg    | Kviberg                                                           | Efter sportjournalisten och friidrottaren Bertil von Wachenfeldt. | väg                        | 2002                                 | 57°44′38.91″N 12°2′7.96″Ö / 57.7441417°N 12.0355444°Ö     |      |
| Bigarrågången                  | Delsjön                                                           | Inom Delsjökolonien. Efter bäret bigarrå. | gång                       | 2002                                 | 57°41′49.98″N 12°2′10.35″Ö / 57.6972167°N 12.0362083°Ö    |      |
| Björreds Äng                   | Olofstorp                                                         | Efter Björredsvägen (gården Björred). | äng                        | 2002                                 | 57°47′52.45″N 12°8′55.67″Ö / 57.7979028°N 12.1487972°Ö    |      |
| Bonnabacken                    | Lindholmen                                                        | År 1930 upphörde torgverksamheten på platsen, i folkmun "Bonnabacken". Fiskare och bönder sålde här sina varor. | väg                        | 2002                                 | 57°42′24″N 11°55′53″Ö / 57.70667°N 11.93139°Ö             |      |
| Edwin Ahlqvists Väg            | Kviberg                                                           | Efter boxningspromotorn Edwin Ahlqvist. | väg                        | 2002                                 | 57°44′43.9″N 12°2′9.7″Ö / 57.745528°N 12.036028°Ö         |      |
| Eric Börjessons Väg            | Kviberg                                                           | Erik Börjesson var en av Sveriges främsta anfallsspelare i fotboll under tidigt 1900-tal. (Notera stavningen – enligt kommunens gatuadressregister.) | väg                        | 2002                                 | 57°44′38.21″N 12°2′5.8″Ö / 57.7439472°N 12.034944°Ö       |      |
| Eriksbergsmotet                | Sannegården                                                       | Sannegårdsmotet utgick, och ersattes av Eriksbergsmotet. | mot                        | 2002                                 | 57°42′37″N 11°55′29″Ö / 57.71028°N 11.92472°Ö             |      |
| Gråsparvsgången                | Delsjön                                                           | Inom Delsjökolonien. | gång                       | 2002                                 | 57°41′49.98″N 12°2′10.35″Ö / 57.6972167°N 12.0362083°Ö    |      |
| Gulmårevägen                   | Tuve                                                              | Gruppnamn (Gulmåra). | väg                        | 2002                                 | 57°43′47″N 11°56′30″Ö / 57.72972°N 11.94167°Ö             |      |
| Gunnel Weinås Väg              | Kviberg                                                           | Efter idrottstränaren Gunnel Weinås (1935–1981). Mest känd som tränare för simhopparen och olympiamästaren Ulrika Knape från Göteborg | väg                        | 2002                                 | 57°44′51″N 12°2′12″Ö / 57.74750°N 12.03667°Ö              |      |
| Harry Lundahls Väg             | Kviberg                                                           | Efter fotbollsspelaren och journalisten Harry Lundahl. | väg                        | 2002                                 | 57°44′43″N 12°2′16″Ö / 57.74528°N 12.03778°Ö              |      |
| Helge Härnemans Väg            | Kviberg                                                           | Efter sportjournalisten, revyförfattaren och kåsören Helge Härneman. | väg                        | 2002                                 | 57°44′44″N 12°2′19″Ö / 57.74556°N 12.03861°Ö              |      |
| Hultsbrobacken                 | Askim                                                             | Från Hultsbrovägen. | väg                        | 2002                                 | 57°38′17.9″N 11°55′26.1″Ö / 57.638306°N 11.923917°Ö       |      |
| Kaverös Äng                    | Järnbrott                                                         | I området är Kaverös ett gammalt namn. | väg                        | 2002                                 | 57°39′40″N 11°55′2″Ö / 57.66111°N 11.91722°Ö              |      |
| Källdammsvägen                 | Torslanda                                                         | I närheten av Källdammen. | väg                        | 2002                                 | 57°42′50″N 11°46′35″Ö / 57.71389°N 11.77639°Ö             |      |
| Kärrfibblestigen               | Kärra                                                             | Kärrfibblan i området nämns särskilt i naturinventering inför detaljplanen. | väg                        | 2002                                 | 57°48′25″N 11°58′59″Ö / 57.80694°N 11.98306°Ö             |      |
| Liljegången                    | Delsjön                                                           | Inom Delsjökolonien. | gång                       | 2002                                 | 57°41′49.98″N 12°2′10.35″Ö / 57.6972167°N 12.0362083°Ö    |      |
| Lilla Inägogatan               | Kyrkbyn                                                           | Men anknytning till Inägogatan. | väg                        | 2002                                 | 57°42′36″N 11°54′41.3″Ö / 57.71000°N 11.911472°Ö          |      |
| Lilla Torskogsbacken           | Lilleby                                                           | Anknyter till Torskogsbacken. | väg                        | 2002                                 | 57°44′20.7″N 11°47′16.7″Ö / 57.739083°N 11.787972°Ö       |      |
| Lilla Trulsdal                 | Olofstorp                                                         | Efter gården Trulsdal. | väg                        | 2002                                 | 57°47′55.7″N 12°12′17.5″Ö / 57.798806°N 12.204861°Ö       |      |
| Maj Kullenbergs Gångväg        | Vasastaden                                                        | Maj Kullenberg (1910-1996) var ordförande för Göteborgs Kvinnliga Diskussionsklubb. Gångväg i Nya Allén. | gångväg                    | 2002                                 | 57°42′2.1″N 11°57′55.6″Ö / 57.700583°N 11.965444°Ö        |      |
| Malvavägen                     | Tuve                                                              | Tidigare Malvagatan. Gruppnamn växter. | väg                        | 2002                                 | 57°43′56.5″N 11°56′24.3″Ö / 57.732361°N 11.940083°Ö       |      |
| Morellgången                   | Delsjön                                                           | Inom Delsjökolonien. | gångväg                    | 2002                                 | 57°41′49.98″N 12°2′10.35″Ö / 57.6972167°N 12.0362083°Ö    |      |
| Murklockegången                | Delsjön                                                           | Inom Delsjökolonien. | gångväg                    | 2002                                 | 57°41′49.98″N 12°2′10.35″Ö / 57.6972167°N 12.0362083°Ö    |      |
| Nathalia Ahlströms Gångväg     | Vasastaden                                                        | Efter Nathalia Ahlström (1877-1969), ordförande för Göteborgs Kvinnliga Diskussionsklubb. Gångväg i Nya Allén. | gångväg                    | 2002                                 | 57°42′3.9″N 11°57′55.8″Ö / 57.701083°N 11.965500°Ö        |      |
| Nordslätts Höjd                | Säve                                                              | Med anknytning till Nordslättsvägen. | väg                        | 2002                                 | 57°49′42″N 11°54′53″Ö / 57.82833°N 11.91472°Ö             |      |
| Olenas Lycka                   | Torslanda                                                         | Olenas Stig (2001) utgick, och ersattes av Olenas Lycka. Lokal förankring i Amhults Trädgårdsstad. | väg                        | 2002                                 | 57°42′48″N 11°45′59″Ö / 57.71333°N 11.76639°Ö             |      |
| Rabarbergången                 | Delsjön                                                           | Inom Delsjökolonien. | gångväg                    | 2002                                 | 57°41′49.98″N 12°2′10.35″Ö / 57.6972167°N 12.0362083°Ö    |      |
| Röds Norgård                   | Torslanda                                                         | Lokalt förankrat namn. | väg                        | 2002                                 | 57°43′8″N 11°45′45″Ö / 57.71889°N 11.76250°Ö              |      |
| Salamandervägen                | Torslanda                                                         | En sällsynt och fridlyst art av ödlan salamander, finns i området. Man har tagit hänsyn till detta i områdesplanen. | väg                        | 2002                                 | 57°42′50″N 11°46′28″Ö / 57.71389°N 11.77444°Ö             |      |
| Skogsbacken                    | Kärra                                                             | Efter topografin. | väg                        | 2002                                 | 57°46′22″N 11°59′18″Ö / 57.77278°N 11.98833°Ö             |      |
| Skonaren Ingos Gata            | Sannegården                                                       | Efter skonaren Ingo, det enda svenska fartyg som blivit kulturminnesförklarat och som fraktade kol och koks till Sannegårdshamnen. Fartyget byggdes som en tremastad skonare av varvsägaren Gustav C. Groth som namngav det efter sin svåger Ingo Busch. Ingo ägs av ”Stiftelsen för skonaren Ingo” och används även som skolfartyg | väg                        | 2002                                 | 57°42′31″N 11°55′35″Ö / 57.70861°N 11.92639°Ö             |      |
| Småtrollens Väg                | Lilleby                                                           | Margit Holmberg (1912-1989) var författare till Trollmors visa. Berget intill heter Trolleberget. | väg                        | 2002                                 | 57°44′18″N 11°46′49″Ö / 57.73833°N 11.78028°Ö             |      |
| Solgläntan                     | Säve                                                              | Vägen leder till en fastighet med det namnet. | väg                        | 2002                                 | 57°48′53″N 11°58′16″Ö / 57.81472°N 11.97111°Ö             |      |
| Spelmansgården                 | Askim                                                             | Spelemans var en i trakten känd fiolspelare. Vägen leder till en gård med det namnet. | väg                        | 2002                                 | 57°33′51.3″N 11°58′39.2″Ö / 57.564250°N 11.977556°Ö       |      |
| Sven Rydells Plats             | Gårda                                                             | Efter fotbollslegenden, idrottsfrämjaren och sportjournalisten Sven Rydell. Ersätter Sven Rydells Gata som utgått vid ändringar i stadsplanen. | väg                        | 2002                                 | 57°42′17″N 11°59′8″Ö / 57.70472°N 11.98556°Ö              |      |
| Sven Strömbergs Väg            | Kviberg                                                           | Kviberg 2002. Uppkallad efter friidrottaren och sportjournalisten Sven Strömberg. | väg                        | 2002                                 | 57°44′44″N 12°2′12″Ö / 57.74556°N 12.03667°Ö              |      |
| Syrhålamotet                   | Torslanda                                                         | Anknyter till traktnamnet Syrhåla. | mot                        | 2002                                 | 57°43′4″N 11°49′4″Ö / 57.71778°N 11.81778°Ö               |      |
| Sörhallsparken                 | Sannegården                                                       | Vedertaget traktnamn. | park                       | 2002                                 | 57°42′15″N 11°55′29″Ö / 57.70417°N 11.92472°Ö             |      |
| Sörhallspromenaden             | Sannegården                                                       | En kvarnbyggnad från 1880-talet, Sörhallen, har ankrnytning till promenadvägen. | gångväg                    | 2002                                 | 57°42′18″N 11°55′13″Ö / 57.70500°N 11.92028°Ö             |      |
| Tofsmesgången                  | Delsjön                                                           | Inom Delsjökolonin. | gångväg                    | 2002                                 | 57°41′49.98″N 12°2′10.35″Ö / 57.6972167°N 12.0362083°Ö    |      |
| Tomatvägen                     | Tuve                                                              | Efter grönsaken tomat. Gruppnamn - nyttoväxter. | väg                        | 2002                                 | 57°43′49.1″N 11°56′31.8″Ö / 57.730306°N 11.942167°Ö       |      |
| Trollmors Väg                  | Lilleby                                                           | Med anknytning till Småtrollens Väg. | väg                        | 2002                                 | 57°44′18″N 11°47′6″Ö / 57.73833°N 11.78500°Ö              |      |
| Trädkryparegången              | Delsjön                                                           | Inom Delsjökolonin. | gångväg                    | 2002                                 | 57°41′49.98″N 12°2′10.35″Ö / 57.6972167°N 12.0362083°Ö    |      |
| Växthusvägen                   | Tuve                                                              | Efter ett flertal växthus i området. | väg                        | 2002                                 | 57°43′58″N 11°56′27″Ö / 57.73278°N 11.94083°Ö             |      |
| Ångaren Artemis Gata           | Sannegården                                                       | Efter fraktfartyg som trafikerade Sannegårdshamnen. | väg                        | 2002                                 | 57°42′26″N 11°55′28″Ö / 57.70722°N 11.92444°Ö             |      |
| Ångaren Ediths Gata            | Sannegården                                                       | Efter fraktfartyg som trafikerade Sannegårdshamnen. | väg                        | 2002                                 | 57°42′30″N 11°55′29″Ö / 57.70833°N 11.92472°Ö             |      |
| Ångaren Ernas Gata             | Sannegården                                                       | Efter fraktfartyg som trafikerade Sannegårdshamnen. | väg                        | 2002                                 | 57°42′28″N 11°55′27″Ö / 57.70778°N 11.92417°Ö             |      |
| Ångaren Figges Gata            | Sannegården                                                       | Efter fraktfartyg som trafikerade Sannegårdshamnen. | väg                        | 2002                                 | 57°42′31.5″N 11°55′28.9″Ö / 57.708750°N 11.924694°Ö       |      |
| Ångaren Indias Gata            | Sannegården                                                       | Efter fraktfartyg som trafikerade Sannegårdshamnen. | väg                        | 2002                                 | 57°42′25″N 11°55′27″Ö / 57.70694°N 11.92417°Ö             |      |
| A O Elliots Väg                | Slottsskogen                                                      | Efter polismästaren och rådmannen i Göteborg, Anders Oscar Elliot. | väg                        | 2003                                 | 57°40′57″N 11°56′51″Ö / 57.68250°N 11.94750°Ö             |      |
| Aklejavägen                    | Tuve                                                              | Gruppnamn, växter. | väg                        | 2003                                 | 57°43′55″N 11°56′21″Ö / 57.73194°N 11.93917°Ö             |      |
| Aspedalsgläntan                | Tuve                                                              | Belägen i en dalgång med Asp (träd) | glänta                     | 2003                                 | 57°44′28″N 11°54′15″Ö / 57.74111°N 11.90417°Ö             |      |
| August Kobbs Stig              | Slottsskogen                                                      | Efter skaparen av Slottsskogsparken, August Kobb. | stig                       | 2003                                 | 57°41′29″N 11°56′40″Ö / 57.69139°N 11.94444°Ö             |      |
| Bellevue                       | Kviberg                                                           | Efter köpmannen Sally Heymans egendom Bellevue, uppkallades denna vägkorsning. Byggnaden brann ner 1973 och uppfördes omkring 1880. | väg                        | 2003                                 | 57°43′57.11″N 12°1′28.98″Ö / 57.7325306°N 12.0247167°Ö    |      |
| Bergspromenaden                | Slottsskogen                                                      | Mellan Säldammen och Hålekärrsbacken i Slottsskogen, går denna kuperade gångväg. | gångväg                    | 2003                                 | 57°41′4.5″N 11°56′31.5″Ö / 57.684583°N 11.942083°Ö        |      |
| Billdals Park                  | Askim                                                             | Sedan tidigare ett vedertaget namn i Billdal. | park                       | 2003                                 | 57°35′7″N 11°56′32″Ö / 57.58528°N 11.94222°Ö              |      |
| Björn Hedvalls Stig            | Slottsskogen                                                      | Efter Björn Hedvall, som 1964–86 var föreståndare för Slottsskogsobservatoriet. | stig                       | 2003                                 | 57°41′29.5″N 11°56′38.5″Ö / 57.691528°N 11.944028°Ö       |      |
| Björngårdsvägen                | Slottsskogen                                                      | Efter Björngårdsvillan, som den passerar. | väg                        | 2003                                 | 57°41′8.9″N 11°56′42.2″Ö / 57.685806°N 11.945056°Ö        |      |
| Björngårdsängen                | Slottsskogen                                                      | Framför Björngårdsvillan ligger denna äng. | äng                        | 2003                                 | 57°41′9″N 11°56′41″Ö / 57.68583°N 11.94472°Ö              |      |
| Bragestigen                    | Slottsskogen                                                      | Gångväg till Säldammen, via Bragehöjden. | stig                       | 2003                                 | 57°40′54.9″N 11°56′27.5″Ö / 57.681917°N 11.940972°Ö       |      |
| Burgårdsparken                 | Heden                                                             | Efter landeriet Burgården. | park                       | 2003                                 | 57°42′8″N 11°59′19″Ö / 57.70222°N 11.98861°Ö              |      |
| Burgårdsplatsen                | Heden                                                             | Ersätter namnet Berzelii Plan (2000). Efter landeriet Burgården. | plats                      | 2003                                 | 57°41′59″N 11°59′9″Ö / 57.69972°N 11.98583°Ö              |      |
| Byggens Väg                    | Askim                                                             | Ersätter Hilmas Väg, som utgått. Efter byggmästaren Ernst Andersson (1877-1957), som bland annat uppförde Askims kommunalhus. Han var ofta anlitad och uppskattad inom Askims kommun. Han kallades oftast för "Byggens" eller "Byggens Ernst". | väg                        | 2003                                 | 57°34′26.1″N 11°56′42.4″Ö / 57.573917°N 11.945111°Ö       |      |
| Bältespännarparken             | Heden                                                             | Efter Johan Peter Molins skulpturgrupp Bältespännarna. | park                       | 2003                                 | 57°42′11″N 11°58′19″Ö / 57.70306°N 11.97194°Ö             |      |
| Dansereds Gård                 | Bergum                                                            | Lokalt anknutet namn. | väg                        | 2003                                 | 57°48′55″N 12°9′34″Ö / 57.81528°N 12.15944°Ö              |      |
| Dovhjortsstigen                | Slottsskogen                                                      | Runt djurhägnen går denna gångväg. | gångväg                    | 2003                                 | 57°41′13.1″N 11°56′19.2″Ö / 57.686972°N 11.938667°Ö       |      |
| Falkebohöjden                  | Torslanda                                                         | Topografiskt betingat namn. | väg                        | 2003                                 | 57°42′49″N 11°45′50″Ö / 57.71361°N 11.76389°Ö             |      |
| Flunsåsparken                  | Tolered                                                           | Flönsås Liderna kallades detta område i skifteshandlingarna. Flunsås har därefter blivit vedertaget. | park                       | 2003                                 | 57°43′27″N 11°55′34″Ö / 57.72417°N 11.92611°Ö             |      |
| Fågeldammsvägen                | Slottsskogen                                                      | Utmed Fågeldammen i Slottsskogsparken. | väg                        | 2003                                 | 57°41′7.8″N 11°57′2.9″Ö / 57.685500°N 11.950806°Ö         |      |
| Gullkullen                     | Torslanda                                                         | Ett hemman sägs ha fått sitt namn efter det att en fattig karl gift till sig gården Gullkullen. | väg                        | 2003                                 | 57°43′36″N 11°50′51″Ö / 57.72667°N 11.84750°Ö             |      |
| Hålekärrsbacken                | Slottsskogen                                                      | Efter Hålekärret i området. | väg                        | 2003                                 | 57°41′22.8″N 11°56′31.5″Ö / 57.689667°N 11.942083°Ö       |      |
| Johan Willins Plats            | Gårda                                                             | Vid Johan Willins Gata. Willin (1732-1772) var fattighuspräst, och startade skolor för fattiga barn vid Stampen och i Haga; Willinska fattigfriskolorna. | plats                      | 2003                                 |                                                           |      |
| Kamomillvägen                  | Tuve                                                              | Gruppnamn efter växter. Tidigare –gatan. | väg                        | 2003                                 | 57°43′53″N 11°56′34″Ö / 57.73139°N 11.94278°Ö             |      |
| Krimlanns Gård                 | Torslanda                                                         | Namnändrat från Krimlans Gata (2001). Inom Amhults by är detta ett gammalt gårdsnamn. Vägen bildade då en ring kring gården. | väg                        | 2003                                 | 57°42′44.3″N 11°45′57.1″Ö / 57.712306°N 11.765861°Ö       |      |
| Krogens Gård                   | Torslanda                                                         | Namnändrat från Krogens Gata (2001). Gammalt gårdsnamn i Amhults by. Krog med betydelsen krok, böj. | väg                        | 2003                                 | 57°42′46″N 11°46′3″Ö / 57.71278°N 11.76750°Ö              |      |
| Kvibergsnäs Allé               | Utby                                                              | Leder fram till Kvibergsnäs landeri. | allé                       | 2003                                 | 57°44′0″N 12°2′26″Ö / 57.73333°N 12.04056°Ö               |      |
| Lapparns Lycka                 | Olofstorp                                                         | Relaterad till Lapparnas Väg. Bergums fattighus låg på fastigheten intill, efter en skomakare som bodde där kallat Lapparns. | väg                        | 2003                                 |                                                           |      |
| Lapparns Väg                   | Olofstorp                                                         | Relaterad till Lapparnas Lycka. | väg                        | 2003                                 | 57°47′42.25″N 12°12′51.73″Ö / 57.7950694°N 12.2143694°Ö   |      |
| Lilla Bommen                   | Gullbergsvass, Nordstaden                                         | Efter en träbom vid Östra Hamnkanalens början. Ersätter namnet Hamntorget, som utgått då hyresgästerna i stället önskade adressen Lilla Bommen. Namnet är väl etablerat i folkmun. | torg                       | 2003                                 | 57°42′42.7″N 11°58′2.5″Ö / 57.711861°N 11.967361°Ö        |      |
| Lilla Brunnehagsvägen          | Olofstorp                                                         | Anknyter till Brunnehagsvägen. | väg                        | 2003                                 | 57°45′3.149″N 11°55′35.61″Ö / 57.75087472°N 11.9265583°Ö  |      |
| Lilla Ekebacken                | Angered                                                           | Anknyter till Ekebacken. | väg                        | 2003                                 | 57°47′12.64″N 12°5′21.93″Ö / 57.7868444°N 12.0894250°Ö    |      |
| Lilla Framnäsgatan             | Krokslätt                                                         | Anknyter till Framnäsgatan | väg                        | 2003                                 | 57°41′4.5″N 11°59′40.6″Ö / 57.684583°N 11.994611°Ö        |      |
| Lilla Regementsvägen           | Kviberg                                                           | Anknyter till Regementsvägen. | väg                        | 2003                                 | 57°44′15″N 12°1′40″Ö / 57.73750°N 12.02778°Ö              |      |
| Lille-Johans Lycka             | Torslanda                                                         | Lokal förankring i Amhults by. | väg                        | 2003                                 | 57°42′41″N 11°46′11″Ö / 57.71139°N 11.76972°Ö             |      |
| Lindholmsplatsen               | Lindholmen                                                        | Anknyter till stadsdelen Lindholmen | plats                      | 2003                                 | 57°42′24.9″N 11°56′19.3″Ö / 57.706917°N 11.938694°Ö       |      |
| Låssby Äng                     | Björlanda                                                         | Traktnamnet Låssby är under olika beteckningar känt sedan 1388. Öknamnet Ljöt är känt sedan 1388, med betydelsen ”ful” egentligen stamord till lyte. | väg                        | 2003                                 | 57°44′39″N 11°49′53″Ö / 57.74417°N 11.83139°Ö             |      |
| Museivägen                     | Slottsskogen                                                      | Leder till Naturhistoriska museet, från Slottsskogspromenaden. | väg                        | 2003                                 | 57°41′18.89″N 11°56′54.8″Ö / 57.6885806°N 11.948556°Ö     |      |
| Mörängens Lycka                | Torslanda                                                         | Inom Amhults Trädgårdsstad. Lokalt förankrat. | väg                        | 2003                                 | 57°42′41.6″N 11°46′4.3″Ö / 57.711556°N 11.767861°Ö        |      |
| Plantskolevägen                | Slottsskogen                                                      | Slottsskogens plantskola ligger här. | väg                        | 2003                                 | 57°41′16.5″N 11°56′11″Ö / 57.687917°N 11.93639°Ö          |      |
| Plikta                         | Slottsskogen                                                      | Lekplats i Slottsskogen bakom Åhemmet. Se: Plekta. | plats                      | 2003                                 | 57°41′22″N 11°56′46″Ö / 57.68944°N 11.94611°Ö             |      |
| Slottsskogspromenaden          | Slottsskogen                                                      | En huvudväg i Slottsskogen. | väg                        | 2003                                 | 57°41′8.4″N 11°56′50.7″Ö / 57.685667°N 11.947417°Ö        |      |
| Spånkullen                     | Sävenäs                                                           | Efter lokal träförädlingsindustri – gruppnamn. | väg                        | 2003                                 | 57°43′2″N 12°3′20″Ö / 57.71722°N 12.05556°Ö               |      |
| Stenareds Eriksberg            | Olofstorp                                                         | Efter gården Eriksberg. | väg                        | 2003                                 | 57°48′23.10″N 12°11′40.18″Ö / 57.8064167°N 12.1944944°Ö   |      |
| Stenängens Lycka               | Torslanda                                                         | Lokalt förankrat i Amhults Trädgårdsstad. | väg                        | 2003                                 | 57°42′42″N 11°46′14″Ö / 57.71167°N 11.77056°Ö             |      |
| Sven Eliassons Äng             | Kortedala                                                         | Efter Sven Eliasson (1910-1975) som ordnade idrotts- och fritidsaktiviteter för ungdomar på ängen. Han var en duktig botaniker, och arbetade i stadens tjänst med parker, skolträdgårdar med mera. Han satt i Göteborgs botaniska trädgårds styrelse. | plats                      | 2003                                 |                                                           |      |
| Säldammsbacken                 | Slottsskogen                                                      | Väg förbi Säldammen. | väg                        | 2003                                 | 57°41′1.9″N 11°56′30.2″Ö / 57.683861°N 11.941722°Ö        |      |
| Thord Lindbloms Väg            | Kviberg                                                           | Efter tecknaren i Rekord-Magasinet 1943 till 1968, Thord Lindblom (1920-1989). | väg                        | 2003                                 | 57°44′39.6″N 12°2′11.59″Ö / 57.744333°N 12.0365528°Ö      |      |
| Vedbacken                      | Slottsskogen                                                      | Mellan Plantskolevägen och Bergspromenad brukade man stapla ved. Namnet efter det. | väg                        | 2003                                 | 57°40′53.6″N 11°56′11″Ö / 57.681556°N 11.93639°Ö          |      |
| Willinsbron                    | Gårda                                                             | Anknyter till Willinsgatan, som numera utgått. | bro                        | 2003                                 | 57°42′33″N 11°59′48″Ö / 57.70917°N 11.99667°Ö             |      |
| Vännernas Gård                 | Torslanda                                                         | Efter lokalt förankrat namn inom Amhults Trädgårdsstad. | väg                        | 2003                                 | 57°42′41.7″N 11°46′1.7″Ö / 57.711583°N 11.767139°Ö        |      |
| Åkereds Äng                    | Näset                                                             | Med anknytning till Åkeredsvägen, efter hemmanet Åkered på 1600-talet. | äng                        | 2003                                 | 57°38′0.2″N 11°53′58.9″Ö / 57.633389°N 11.899694°Ö        |      |
| Överåsparken                   | Bö                                                                | Namnet är vedertaget. | park                       | 2003                                 | 57°42′17.14″N 11°59′50.69″Ö / 57.7047611°N 11.9974139°Ö   |      |
| A R Lorents Gata               | Majornas 1:a rote                                                 | Efter Abraham Robert Lorent (1770-1833) som 1810 anlade ett sockerbruk vid Klippan i Göteborg, samt ett porterbruk 1813. De kallades för Lorentska verken. | gata                       | 2004                                 | 57°41′21″N 11°54′27″Ö / 57.68917°N 11.90750°Ö             |      |
| Adrian Petersons Gångväg       | Heden                                                             | Efter arkitekten Adrian C. Peterson, som ritat många viktiga byggnader i staden. | gångväg                    | 2004                                 | 57°42′4″N 11°58′11.8″Ö / 57.70111°N 11.969944°Ö           |      |
| Albert Ehrensvärds Gångväg     | Heden                                                             | Efter landshövding Albert Ehrensvärd. | gångväg                    | 2004                                 | 57°42′6.3″N 11°58′4.5″Ö / 57.701750°N 11.967917°Ö         |      |
| Aron Jonasons Gångväg          | Heden                                                             | Efter hovfotografen, med mera Aron Jonason. Gångväg i Nya Allén. | gångväg                    | 2004                                 | 57°42′10.4″N 11°58′12.4″Ö / 57.702889°N 11.970111°Ö       |      |
| Backa Strandgata               | Backa                                                             | Etablerat namn som fastställts först nu. | gata                       | 2004                                 | 57°44′48″N 11°59′53″Ö / 57.74667°N 11.99806°Ö             |      |
| Beda Hallbergs Gångväg         | Heden                                                             | Efter Majblommans initiativtagare Beda Hallberg. | gångväg                    | 2004                                 | 57°42′1.9″N 11°57′46.6″Ö / 57.700528°N 11.962944°Ö        |      |
| Bittan Johanssons Gångväg      | Kungsladugård                                                     | Efter ishockeyprofilen Bengt "Bittan" Johansson (1918-1983), även känd som "Mr Frölunda". Gångväg vid Frölundaborg. | gångväg                    | 2004                                 | 57°40′37.5″N 11°56′8.7″Ö / 57.677083°N 11.935750°Ö        |      |
| Björlanda Storegård            | Björlanda                                                         | I anslutning till den tidigare bondgården Storegård. | väg                        | 2004                                 |                                                           |      |
| Björsareds Genväg              | Olofstorp                                                         | Efter gården Björsared. | väg                        | 2004                                 | 57°47′43.1″N 12°8′40.1″Ö / 57.795306°N 12.144472°Ö        |      |
| Björsbo Gård                   | Olofstorp                                                         | Efter gården Björsbo. | väg                        | 2004                                 | 57°49′43″N 12°10′7″Ö / 57.82861°N 12.16861°Ö              |      |
| Bolerovägen                    | Angered                                                           | Kategorinamn, dans (bolero), samt anknyter till dansutbildningen på Angereds gymnasium. | väg                        | 2004                                 | 57°47′28.13″N 12°3′6.4″Ö / 57.7911472°N 12.051778°Ö       |      |
| Carl Kylbergs Gångväg          | Heden                                                             | Efter konstnären Carl Kylberg, en av Göteborgskoloristerna. | gångväg                    | 2004                                 | 57°42′5.6″N 11°58′14.6″Ö / 57.701556°N 11.970722°Ö        |      |
| Chalmersplatsen                | Landala                                                           | Vid den västra mynningen av Chalmerstunneln har ett torg uppkommit som bildar entré till Chalmers. Platsen ligger inom högskolans område. | plats                      | 2004                                 | 57°41′23″N 11°58′25″Ö / 57.68972°N 11.97361°Ö             |      |
| Doktor Wengbergs Gata          | Guldheden                                                         | Efter läkaren Hilma Wengberg (1878-1946), en av de tidigaste kvinnliga läkarna i Göteborg. | gata                       | 2004                                 | 57°40′41″N 11°58′23″Ö / 57.67806°N 11.97306°Ö             |      |
| Emelie Lejmans Väg             | Björlanda                                                         | Åren 1878-1920 tjänstgjorde Emelie Lejman som den först anställda lärarinnan i Björlanda. Vägen går mot Trulsegårdsskolan. | väg                        | 2004                                 | 57°45′22.7″N 11°49′53.9″Ö / 57.756306°N 11.831639°Ö       |      |
| Eriksbo Lilläng                | Hjällbo                                                           | Området ansluter till Eriksbo gårdars marker. | gata                       | 2004                                 | 57°46′22.2″N 12°2′33.4″Ö / 57.772833°N 12.042611°Ö        |      |
| Floras Kulle                   | Heden                                                             | Vedertaget namn i Nya Allén. Enligt romersk mytologi heter blomstringens och ungdomens gudinna Flora. | plats                      | 2004                                 | 57°42′7″N 11°58′1″Ö / 57.70194°N 11.96694°Ö               |      |
| Förskolevägen                  | Askim                                                             | Väg till förskolebyggnad, den första i Hovås. | väg                        | 2004                                 | 57°37′29″N 11°55′54″Ö / 57.62472°N 11.93167°Ö             |      |
| Gillis Edenhjelms Gångväg      | Heden                                                             | Efter landshövdingen i Göteborgs och Bohus län, Gillis Edenhjelm. | gångväg                    | 2004                                 | 57°42′6.3″N 11°58′2.2″Ö / 57.701750°N 11.967278°Ö         |      |
| Harry Martinsons Väg           | Sandarna                                                          | Efter författaren och nobelpristagaren Harry Martinson. Gång- och cykelväg vid vattnet mellan Röda sten och Nya Varvet. | gångväg                    | 2004                                 | 57°41′12.7″N 11°53′48.74″Ö / 57.686861°N 11.8968722°Ö     |      |
| J F Carpelans Gångväg          | Heden                                                             | Efter landshövdingen i Göteborgs och Bohus län, Johan Fredrik Carpelan | gångväg                    | 2004                                 | 57°42′8″N 11°58′1.7″Ö / 57.70222°N 11.967139°Ö            |      |
| Jans Väg                       | Askim                                                             | Efter den lokalt kände Jan Andersson (1855-1946) på Hovås Stora. Det hus som han lät uppföra, ligger vid slutet av vägen. | väg                        | 2004                                 | 57°37′28″N 11°55′59″Ö / 57.62444°N 11.93306°Ö             |      |
| Jeanna Oterdahls Gångväg       | Heden                                                             | Efter Jeanna Oterdahl (1879-1965), författare och lärare vid Mathilda Halls skola för flickor. Hon var kväkare och mycket religiös. | gångväg                    | 2004                                 | 57°42′6.5″N 11°58′7.2″Ö / 57.701806°N 11.968667°Ö         |      |
| Johan Sannes Torg              | Sannegården                                                       | Efter redaren Johan Sanne, som trafikerade Sannegårdshamnen med kolbåtar. | torg                       | 2004                                 | 57°42′23″N 11°55′31″Ö / 57.70639°N 11.92528°Ö             |      |
| Johanna Hedéns Gångväg         | Heden                                                             | Efter barnmorskan och fältskären Johanna Hedén. | gångväg                    | 2004                                 | 57°41′58.8″N 11°57′46.9″Ö / 57.699667°N 11.963028°Ö       |      |
| Kalvmossen                     | Kallebäck                                                         | Gammalt, men ej tidigare fastställt namn. | plats                      | 2004                                 |                                                           |      |
| Koriandergatan                 | Gårdsten                                                          | Efter kryddan koriander - gruppnamn. | gata                       | 2004                                 | 57°48′45.87″N 12°2′0.62″Ö / 57.8127417°N 12.0335056°Ö     |      |
| Kungspassagen                  | Inom Vallgraven                                                   | Namnet är vedertaget. | gata                       | 2004                                 | 57°42′17.7″N 11°58′3.5″Ö / 57.704917°N 11.967639°Ö        |      |
| Lars Israel Wahlmans Väg       | Slottsskogen                                                      | Efter arkitekt Lars Israel Wahlman, professor på Chalmers som ritade Slottsskogsvallen. | väg                        | 2004                                 | 57°40′43.8″N 11°56′14.2″Ö / 57.678833°N 11.937278°Ö       |      |
| Lilla Bergkullavägen           | Olofstorp                                                         | Med anknytning till Bergkullavägen. | väg                        | 2004                                 | 57°48′14.1″N 12°10′32.7″Ö / 57.803917°N 12.175750°Ö       |      |
| Lilla Nordfjällsvägen          | Näset                                                             | Med anknytning till Nordfjällsvägen. | väg                        | 2004                                 | 57°37′10.7″N 11°53′30.7″Ö / 57.619639°N 11.891861°Ö       |      |
| Lilla Sparvgatan               | Olskroken                                                         | Med anknytning till Sparvgatan. | gata                       | 2004                                 |                                                           |      |
| Lilla Vagnmakaregatan          | Utby                                                              | Med anknytning till Vagnmakaregatan. | gata                       | 2004                                 |                                                           |      |
| Louis Enders Gångväg           | Heden                                                             | Efter arkitekt Louis Enders. Gångväg i Nya Allén. | gångväg                    | 2004                                 | 57°42′3.03″N 11°58′7″Ö / 57.7008417°N 11.96861°Ö          |      |
| Ludde Gentzels Gångväg         | Heden                                                             | Efter skådespelaren Ludde Gentzel. Gångväg i Nya Allén. | gångväg                    | 2004                                 | 57°42′7″N 11°58′12.7″Ö / 57.70194°N 11.970194°Ö           |      |
| Långevatten                    | Olofstorp                                                         | Känt naturnamn i trakten. | väg                        | 2004                                 | 57°49′52″N 12°7′58″Ö / 57.83111°N 12.13278°Ö              |      |
| Maja Kjellins Gångväg          | Heden                                                             | Efter läkaren och lokalhistorikern Maja Kjellin. | gångväg                    | 2004                                 | 57°42′0.7″N 11°57′43.5″Ö / 57.700194°N 11.962083°Ö        |      |
| Makarna Tods Plats             | Inom Vallgraven                                                   | Vid Magasinsgatan startade makarna Tod hotellverksamhet år 1815, British Hotel, senare Tods Hotel. | plats                      | 2004                                 | 57°42′16.7″N 11°57′42.6″Ö / 57.704639°N 11.961833°Ö       |      |
| Martinavägen                   | Kviberg                                                           | Efter den helige Martin av Tours. | väg                        | 2004                                 | 57°44′31″N 12°2′2.2″Ö / 57.74194°N 12.033944°Ö            |      |
| Mona-Lisa Englunds Väg         | Kviberg                                                           | Gruppnamn för framstående göteborgsidrottare. Efter Mona-Lisa Englund. | väg                        | 2004                                 | 57°44′48″N 12°2′19.4″Ö / 57.74667°N 12.038722°Ö           |      |
| Nedre Hjällbogärdet            | Hjällbo                                                           | Efter Hjällbogärdet i området. | gata                       | 2004                                 | 57°46′7.7″N 12°2′11.2″Ö / 57.768806°N 12.036444°Ö         |      |
| Nedre Hägnavägen               | Askim                                                             | Då Hägnavägen stängts av på mitten, övertar detta namn den nedre delen. | väg                        | 2004                                 | 57°37′9.8″N 11°56′35″Ö / 57.619389°N 11.94306°Ö           |      |
| Norra Sjöfarten                | Gullbergsvass                                                     | Efter det äldre gatunamnet Sjöfarten, och då nytt vägnät tillkommit. | gata                       | 2004                                 | 57°42′42″N 11°58′6″Ö / 57.71167°N 11.96833°Ö              |      |
| Pehr Eriksons Plats            | Haga                                                              | Efter journalisten Pehr Erikson (1861-1922), som bland annat låg bakom bildandet av Göteborgs Arbetarekommun 1890. | plats                      | 2004                                 | 57°41′54.29″N 11°57′24.66″Ö / 57.6984139°N 11.9568500°Ö   |      |
| Rumbavägen                     | Angered                                                           | Dansnamn (rumba) finns i området, och nya vägnamn behövs på Storås ängar. | väg                        | 2004                                 | 57°47′22″N 12°3′5″Ö / 57.78944°N 12.05139°Ö               |      |
| Salsavägen                     | Angered                                                           | Dansnamn (salsa) finns i området, och nya vägnamn behövs på Storås ängar. År 2005 förlängdes vägen. | väg                        | 2004                                 | 57°47′22″N 12°2′58″Ö / 57.78944°N 12.04944°Ö              |      |
| Smedjeholmen                   | Tuve                                                              | Tidigare del av Nordtorpsvägen. Namnet är historiskt belagt. | väg                        | 2004                                 |                                                           |      |
| Storås Ridhusväg               | Angered                                                           | Till ridhuset på Storås ängar leder denna väg. | väg                        | 2004                                 | 57°47′18.76″N 12°3′4.58″Ö / 57.7885444°N 12.0512722°Ö     |      |
| Södra Sjöfarten                | Gullbergsvass                                                     | I förhållande till Norra Sjöfarten. | gata                       | 2004                                 | 57°42′40″N 11°58′7″Ö / 57.71111°N 11.96861°Ö              |      |
| Tangovägen                     | Angered                                                           | Dansnamn (tango) finns i området, och nya vägnamn behövs på Storås ängar. | väg                        | 2004                                 | 57°47′21″N 12°3′11″Ö / 57.78917°N 12.05306°Ö              |      |
| Tor Bjurströms Gångväg         | Heden                                                             | Efter Tor Bjurström, göteborgskolorist. Gångväg i Nya Allén. | gångväg                    | 2004                                 | 57°42′5″N 11°58′12.3″Ö / 57.70139°N 11.970083°Ö           |      |
| Torgpassagen                   | Inom Vallgraven                                                   | Namnet är redan vedertaget. Nu fastställt. | gata                       | 2004                                 | 57°42′13.9″N 11°58′3.1″Ö / 57.703861°N 11.967528°Ö        |      |
| Tyghusvägen                    | Kviberg                                                           | Vägen går förbi Kvibergs regementes gamla tyghus. | väg                        | 2004                                 | 57°44′22″N 12°1′48″Ö / 57.73944°N 12.03000°Ö              |      |
| Tånguddsbacken                 | Älvsborg                                                          | Ner mot Tångudden går denna backe. | gata                       | 2004                                 | 57°40′52″N 11°52′46″Ö / 57.68111°N 11.87944°Ö             |      |
| Victoriapassagen               | Inom Vallgraven                                                   | Redan vedertaget namn. Nu fastställt. | gata                       | 2004                                 | 57°42′11.7″N 11°57′56″Ö / 57.703250°N 11.96556°Ö          |      |
| Västra Sannegårdskajen         | Sannegården                                                       | Utmed Sannegårdshamnens västra sida går denna promenadväg. | gångväg                    | 2004                                 | 57°42′22.8″N 11°55′31.5″Ö / 57.706333°N 11.925417°Ö       |      |
| Appelbergs Väg                 | Nya Varvet                                                        | Efter Carl Magnus Appelberg (1826-1896), gynekolog, militär- och provinsialläkare. Född på Nya Varvet. | väg                        | 2005                                 | 57°40′51.67″N 11°53′10.5″Ö / 57.6810194°N 11.886250°Ö     |      |
| Berghaga                       | Askim                                                             | Områdesnamn | gata                       | 2005                                 |                                                           |      |
| Berghagagången                 | Askim                                                             | Tillhör området Berghaga | gata                       | 2005                                 | 57°34′16.15″N 11°56′34.71″Ö / 57.5711528°N 11.9429750°Ö   |      |
| Berghagavägen                  | Askim                                                             | Tillhör området Berghaga | väg                        | 2005                                 | 57°34′13.80″N 11°56′32.16″Ö / 57.5705000°N 11.9422667°Ö   |      |
| Brattåskärrsvägen              | Sävenäs                                                           | Nu fastställt namn, känt sedan långt tidigare. Sträckning delvis i Partille. | väg                        | 2005                                 | 57°43′16″N 12°3′35″Ö / 57.72111°N 12.05972°Ö              |      |
| Bryggeristigen                 | Krokslätt                                                         | Vid tidigare Lyckholms bryggerier, inom Örgryte kononiområde. | stig                       | 2005                                 | 57°41′4.02″N 11°59′49.76″Ö / 57.6844500°N 11.9971556°Ö    |      |
| C A Reuterswärds Gata          | Gårda                                                             | Efter spårvägsdirektören i Göteborg 1927-1943, Carl Axel Reuterswärd. | gata                       | 2005                                 | 57°42′36.37″N 11°59′37.25″Ö / 57.7101028°N 11.9936806°Ö   |      |
| Chokladstigen                  | Krokslätt                                                         | I närheten av tidigare Kanolds chokladfabrik, inom nuvarande Örgryte koloniområde. | stig                       | 2005                                 | 57°41′4.02″N 11°59′49.76″Ö / 57.6844500°N 11.9971556°Ö    |      |
| Dunörtsvägen                   | Angered                                                           | Växten dunört förekommer lokalt. | väg                        | 2005                                 | 57°47′17.7″N 12°5′43.9″Ö / 57.788250°N 12.095528°Ö        |      |
| Fjällhultsvägen                | Olofstorp                                                         | Lokalt anknutet namn. | väg                        | 2005                                 | 57°47′41.16″N 12°13′19.17″Ö / 57.7947667°N 12.2219917°Ö   |      |
| Flygare Netzlers Väg           | Nya Varvet                                                        | Efter piloten Fritz Gustav Astley Netzler (1890-1918), som omkom under första världskriget. | väg                        | 2005                                 | 57°41′4.4″N 11°53′32.4″Ö / 57.684556°N 11.892333°Ö        |      |
| Flygare Tåhlins Väg            | Nya Varvet                                                        | Efter piloten Karl Fredrik Tåhlin (1895-1918), som omkom under första världskriget. | gata                       | 2005                                 | 57°41′5.05″N 11°53′30.2″Ö / 57.6847361°N 11.891722°Ö      |      |
| Fredrik Bloms Väg              | Nya Varvet                                                        | Efter Fredrik Blom, överste, arkitekt och professor. | väg                        | 2005                                 | 57°41′3.1″N 11°53′33.3″Ö / 57.684194°N 11.892583°Ö        |      |
| Gibraltarvallsvägen            | Johanneberg                                                       | Etablerat men tidigare ej fastställt namn vid Gibraltarvallen, inom Chalmersområdet. | väg                        | 2005                                 | 57°41′18.73″N 11°58′48.31″Ö / 57.6885361°N 11.9800861°Ö   |      |
| Grills Väg                     | Nya Varvet                                                        | Efter kommendanten på Nya Älvsborg, Claes Erik Grill | väg                        | 2005                                 | 57°40′54.23″N 11°53′13.34″Ö / 57.6817306°N 11.8870389°Ö   |      |
| Gunnilse Sandlycka             | Angered                                                           | Vägen leder till ett av flera sandtag i området. Namnet avregistrerat 2016 då adressen efter brand 2013 och ny planerad vägsträckning inte behövs. | väg                        | 2005, avregistrerat 2016-10-25       | 57°47′14.37″N 12°5′36.22″Ö / 57.7873250°N 12.0933944°Ö    |      |
| Gråbacka Äng                   | Hjällbo                                                           | Gråbacka i Linnarhult är en hemmansdel. | gata                       | 2005                                 | 57°46′33.76″N 12°4′23.37″Ö / 57.7760444°N 12.0731583°Ö    |      |
| Hovås Mullbärsgång             | Askim                                                             | Gruppnamn efter bär. | gång                       | 2005                                 | 57°35′50.3″N 11°57′34.1″Ö / 57.597306°N 11.959472°Ö       |      |
| Högesås                        | Olofstorp                                                         | Hyggåsen, Hyggeråsen, blev Högesås vid laga skifte 1879. Namn på fastighet. | väg                        | 2005                                 |                                                           |      |
| Inez Svenssons Väg             | Lilleby                                                           | Efter hustrun till "Johan i Bönn", Inez Svensson. | väg                        | 2005                                 | 57°43′59″N 11°47′49.7″Ö / 57.73306°N 11.797139°Ö          |      |
| Johan i Bönns Väg              | Lilleby                                                           | På släktgården i Torslanda Östergår bodde "Johan i Bönn" (född 1887), tillsammans med sin hustru Inez. Han byggde många av husen i trakten. "Bönn" med betydelse Botten. | väg                        | 2005                                 | 57°43′48.6″N 11°47′53.1″Ö / 57.730167°N 11.798083°Ö       |      |
| Kadettvägen                    | Kviberg                                                           | Anknyter till forna regementet på Kviberg. Gruppnamn. | väg                        | 2005                                 |                                                           |      |
| Klåva Gårdsväg                 | Askim                                                             | Hela Hovås kallades på 1500-talet för Klåvan, med betydelsen "gång i berg eller klyfta". Hemmanet Hovås låg i en sådan klyfta. | väg                        | 2005                                 | 57°36′36.7″N 11°56′33.4″Ö / 57.610194°N 11.942611°Ö       |      |
| Kryddhyllan                    | Gårdsten                                                          | Kryddor är ett gruppnamn. | gata                       | 2005                                 | 57°48′8.8″N 12°1′13.9″Ö / 57.802444°N 12.020528°Ö         |      |
| Kvickrotsvägen                 | Angered                                                           | Växten kvickrot är vanlig i området. | väg                        | 2005                                 | 57°47′21.93″N 12°5′59.51″Ö / 57.7894250°N 12.0998639°Ö    |      |
| Leijonsparres Väg              | Kommendantsängen                                                  | Efter fortifikationsofficeren Paul Ludvig Leijonsparre. | väg                        | 2005                                 | 57°41′47″N 11°57′13.6″Ö / 57.69639°N 11.953778°Ö          |      |
| Lennart Svegelius Väg          | Bö                                                                | Efter organisten i Örgryte församling och läraren på Musikhögskolan i Göteborg, Lennart Svegelius (1916-1988). | väg                        | 2005                                 | 57°42′11.4″N 12°0′18.8″Ö / 57.703167°N 12.005222°Ö        |      |
| Lilla Ellesbovägen             | Rödbo                                                             | I relation till Ellesbovägen. | väg                        | 2005                                 | 57°48′16.1″N 11°59′42.2″Ö / 57.804472°N 11.995056°Ö       |      |
| Lilla Lekullevägen             | Askim                                                             | I relation till Lekullevägen. | väg                        | 2005                                 | 57°37′47.1″N 11°55′50.7″Ö / 57.629750°N 11.930750°Ö       |      |
| Lilla Solsätervägen            | Olofstorp                                                         | I relation till Solsätervägen. | väg                        | 2005                                 | 57°48′7.1″N 12°10′13.5″Ö / 57.801972°N 12.170417°Ö        |      |
| Lilla Waterloogatan            | Gamlestaden                                                       | I relation till Waterloogatan. | gata                       | 2005                                 | 57°43′40.09″N 12°0′11.26″Ö / 57.7278028°N 12.0031278°Ö    |      |
| Luftvärnsvägen                 | Kviberg                                                           | Kopplat till LV6, Kvibergs luftvärnsregemente. | väg                        | 2005                                 | 57°44′8.8″N 12°2′13.9″Ö / 57.735778°N 12.037194°Ö         |      |
| Missionshusvägen               | Angered                                                           | Gudstjänstlokalen för Missionsförbundet låg tidigare vid vägen. | väg                        | 2005                                 | 57°47′21.24″N 12°5′55.92″Ö / 57.7892333°N 12.0988667°Ö    |      |
| Norra Fågelrovägen             | Färjestaden                                                       | I relation till Fågelrovägen | väg                        | 2005                                 | 57°41′53.53″N 11°53′43.3″Ö / 57.6982028°N 11.895361°Ö     |      |
| Norra Lysevägen                | Torslanda                                                         | Efter hemmanet Lyse är Lysevägen uppkallad. Namngiven i relation till denna. | väg                        | 2005                                 | 57°42′27.66″N 11°46′17.58″Ö / 57.7076833°N 11.7715500°Ö   |      |
| Ordonnansgatan                 | Kviberg                                                           | I relation till Kvibergs regemente. Ordonnans har betydelsen kurir. | väg                        | 2005                                 | 57°43′57.18″N 12°1′36.36″Ö / 57.7325500°N 12.0267667°Ö    |      |
| Ostindiefararen                | Lindholmen                                                        | På platsen byggdes 1995-2005 Ostindiefararen Götheborg. | gata                       | 2005                                 | 57°41′52.7″N 11°54′38.3″Ö / 57.697972°N 11.910639°Ö       |      |
| Partihandelsviadukten          | Olskroken                                                         | Vid Partihallarna. | viadukt                    | 2005                                 |                                                           |      |
| Ringlinieplatsen               | Gårda                                                             | Spårvägssällskapet Ringlinien har sina lokaler och sitt museum vid platsen. | plats                      | 2005                                 |                                                           |      |
| Rosenhällsvägen                | Hjällbo                                                           | Leder till Rosenhällsskolan. Lokal anknytning. | väg                        | 2005                                 | 57°46′36.55″N 12°2′27.79″Ö / 57.7768194°N 12.0410528°Ö    |      |
| Rödlöksvägen                   | Tuve                                                              | Efter nyttoväxter - gruppnamn. | väg                        | 2005                                 | 57°43′48.72″N 11°56′22.97″Ö / 57.7302000°N 11.9397139°Ö   |      |
| Salviaterrassen                | Gårdsten                                                          | Gruppnamn - kryddor. | gata                       | 2005                                 | 57°47′58.82″N 12°1′51.81″Ö / 57.7996722°N 12.0310583°Ö    |      |
| Sannegårdsbron                 | Sannegården                                                       | Bron över Sannegårdshamnen, förbinder Östra Sannegårdskajen med Västra Sannegårdskajen. | bro                        | 2005                                 | 57°42′17.85″N 11°55′35.04″Ö / 57.7049583°N 11.9264000°Ö   |      |
| Sixten Camps Gata              | Gårda                                                             | Efter spårvägsdirektör Sixten Camp. | gata                       | 2005                                 | 57°42′39.46″N 11°59′38.25″Ö / 57.7109611°N 11.9939583°Ö   |      |
| Sjölyckan                      | Delsjön                                                           | Vägen leder till Sportfiskarna Västs klubbhus. Ett torp med namnet Sjölyckan låg i närheten. | väg                        | 2005                                 | 57°41′30.37″N 12°2′11.28″Ö / 57.6917694°N 12.0364667°Ö    |      |
| Siöstiernas Allé               | Nya Varvet                                                        | Efter amiral Otto Siöstierna (1653-1709), född Kröger i Lübeck. | allé                       | 2005                                 | 57°41′4.2″N 11°53′30.1″Ö / 57.684500°N 11.891694°Ö        |      |
| Skeppet Ärans Väg              | Nya Varvet                                                        | År 1748 byggdes linjeskeppet Äran av Fredrik Henrik af Chapman. | väg                        | 2005                                 | 57°41′6.3″N 11°53′26.5″Ö / 57.685083°N 11.890694°Ö        |      |
| Slakthusmotet                  | Gamlestaden                                                       | Slakthusområdet började uppföras 1855. | mot                        | 2005                                 | 57°43′44″N 11°59′54″Ö / 57.72889°N 11.99833°Ö             |      |
| Aspirantvägen                  | Kviberg                                                           | Inom Kvibergs förra regementesområde. | väg                        | 2005                                 |                                                           |      |
| Soldathemsvägen                | Kviberg                                                           | Anknyter till Kvibergs regemente. Gruppnamn. | väg                        | 2005                                 |                                                           |      |
| Walckesbron                    | Gamlestaden                                                       | Efter trädgårdsmästaren Dettlow Walcke, som införde grönsaksodlingen i Göteborg och bodde på Marieholms landeri på 1700-talet. | bro                        | 2005                                 | 57°43′32.8″N 12°0′5.4″Ö / 57.725778°N 12.001500°Ö         |      |
| Vänderotsvägen                 | Angered                                                           | Namngiven efter en lokal växt, vänderot. | väg                        | 2005                                 | 57°47′17.5″N 12°5′47.5″Ö / 57.788194°N 12.096528°Ö        |      |
| Västerhagen                    | Björlanda                                                         | Lokalt förankrat namn. | gata                       | 2005                                 | 57°45′1.329″N 11°53′54.55″Ö / 57.75036917°N 11.8984861°Ö  |      |
| Återbruksvägen                 | Björlanda                                                         | Namnet Återvägen har utgått, och ersatts av detta namn. | väg                        | 2005                                 | 57°45′17″N 11°52′45.9″Ö / 57.75472°N 11.879417°Ö          |      |
| Aronsberg                      | Olofstorp                                                         | Aron Johansson ägde vid sekelskiftet 1800-1900 torpet Aronsberg. Uppkallad efter det. | gata                       | 2006                                 | 57°47′52.6″N 12°10′1.3″Ö / 57.797944°N 12.167028°Ö        |      |
| Bergviksvägen                  | Styrsö                                                            | På Vrångö går denna väg, mellan Gyssebergsvägen och Djupviksvägen. | gata                       | 2006-09-28                           | 57°34′27.6″N 11°47′12.0″Ö / 57.574333°N 11.786667°Ö       |      |
| Börjes Väg                     | Askim                                                             | År 1856 var Börje Jonsson den förste som flyttade till området. | väg                        | 2006                                 | 57°33′55.6″N 11°58′30.5″Ö / 57.565444°N 11.975139°Ö       |      |
| Carmencitas Gata               | Heden                                                             | Karaktär ur Evert Taubes diktning. | gata                       | 2006-11-22                           | 57°41′55″N 11°54′18.4″Ö / 57.69861°N 11.905111°Ö          |      |
| Dansereds Skogaväg             | Bergum                                                            | Nytt namn på den avkortade delen av vägen Dansereds Mellangård. Leder in i skogsområde | väg                        | 2006                                 | 57°49′29.1″N 12°9′17.8″Ö / 57.824750°N 12.154944°Ö        |      |
| De Fyra Vindarnas Plats        | Sannegården                                                       | Ur Evert Taubes diktning. | plats                      | 2006-11-22                           | 57°41′56″N 11°54′26″Ö / 57.69889°N 11.90722°Ö             |      |
| Elsas Väg                      | Torslanda                                                         | Ersätter Långa Kärrets Väg (2005). Efter Elsa Andreasson, "tant Elsa". Hon gick denna väg då hon skulle mjölka korna, och bodde på Amhults gård 1938-1983. | väg                        | 2006                                 | 57°42′17.2″N 11°46′17.1″Ö / 57.704778°N 11.771417°Ö       |      |
| Fritiof Anderssons Gata        | Sannegården                                                       | Karaktär ur Evert Taubes diktning, Fritiof Andersson. | gata                       | 2006-11-22                           | 57°41′58.7″N 11°54′22.5″Ö / 57.699639°N 11.906250°Ö       |      |
| Gamla Eriksgården              | Angered                                                           | Eriksgården var det gamla namnet på fastigheten Angered 4:38. Namnet avregistrerat 2016 då det inte bedrivs någon verksamhet på fastigheten och det inte finns något behov av en adress. | gata                       | 2006, avregistrerat 2016-10-25       | 57°47′24.4″N 12°6′11.8″Ö / 57.790111°N 12.103278°Ö        |      |
| Grönbräcka Äng                 | Olofstorp                                                         | Ansluter till Grönbräckavägen | väg                        | 2006-02-22                           | 57°47′53.7″N 12°12′26.28″Ö / 57.798250°N 12.2073000°Ö     |      |
| Gunnaredsstigen                | Angered                                                           | Följer namngivningen i området. | stig                       | 2006                                 | 57°48′26.1″N 12°2′46.2″Ö / 57.807250°N 12.046167°Ö        |      |
| Göteborgseskaderns Plats       | Nya Varvet                                                        | Nya Varvet var hemmahamn för Göteborgseskadern. | plats                      | 2006-09-28                           | 57°41′6.5″N 11°53′8″Ö / 57.685139°N 11.88556°Ö            |      |
| Hovås Rönnbärsgång             | Askim                                                             | Gruppnamn – bär. | gata                       | 2006-02-22                           | 57°35′45.22″N 11°57′38.76″Ö / 57.5958944°N 11.9607667°Ö   |      |
| Hovås Stenbärsväg              | Askim                                                             | Efter bär, som gruppnamn. | väg                        | 2006-09-28                           | 57°35′44.4″N 11°57′31.5″Ö / 57.595667°N 11.958750°Ö       |      |
| Huldas Karins Gata             | Sannegården                                                       | Karaktär ur Evert Taubes diktning, Huldas Karin. | gata                       | 2006-11-22                           | 57°41′57.84″N 11°54′14.15″Ö / 57.6994000°N 11.9039306°Ö   |      |
| Jordfallsbron                  | Rödbo                                                             | Uppfarten till Jordfallsbron från väster. | väg                        | 2006                                 | 57°51′27.96″N 12°0′1.603″Ö / 57.8577667°N 12.00044528°Ö   |      |
| Järkholmsliden                 | Askim                                                             | Med anknytning till Järkholmsliden. | väg                        | 2006-11-22                           | 57°36′34.00″N 11°55′22.25″Ö / 57.6094444°N 11.9228472°Ö   |      |
| Kaneltorget                    | Gårdsten                                                          | Krydddor, gruppnamn. | torg                       | 2006-09-28                           | 57°48′13″N 12°1′31″Ö / 57.80361°N 12.02528°Ö              |      |
| Karl Strannes Gata             | Sannegården                                                       | Ur Evert Taubes diktning. | gata                       | 2006-11-22                           | 57°41′56.3″N 11°54′23.4″Ö / 57.698972°N 11.906500°Ö       |      |
| Kärrs Backe                    | Torslanda                                                         | Jämför Kärrs Hage. | väg                        | 2006-02-22                           |                                                           |      |
| Landskapsstugevägen            | Slottsskogen                                                      | Förbi landskapsstugorna, från Fågeldammen till Slottsskogspromenaden, går denna gångväg. | gångväg                    | 2006-09-28                           | 57°41′8.1″N 11°57′0.3″Ö / 57.685583°N 11.950083°Ö         |      |
| Lilla Dammpromenaden           | Slottsskogen                                                      | Gångväg runt Lilla Dammen. | gångväg                    | 2006-09-28                           | 57°41′17.4″N 11°56′49.23″Ö / 57.688167°N 11.9470083°Ö     |      |
| Lilla Fågleviksvägen           | Lilleby                                                           | Anknyter till Fågleviksvägen. | väg                        | 2006-02-22                           |                                                           |      |
| Lilla Karlavagnsgatan          | Lindholmen                                                        | I relation till Karlavagnsgatan. | gata                       | 2006                                 | 57°42′38.2″N 11°56′24.7″Ö / 57.710611°N 11.940194°Ö       |      |
| Lilla Vårvädersgatan           | Biskopsgården                                                     | I relation till Vårvädersgatan | gata                       | 2006-11-22                           | 57°42′38.7″N 11°53′25.6″Ö / 57.710750°N 11.890444°Ö       |      |
| Lyse Ängar                     | Torslanda                                                         | Anknyter till gården Lyse som tidigare ägde marken. | bostadsområde              | 2006-02-22                           |                                                           |      |
| Maj på Malös Gata              | Sannegården                                                       | Ur Evert Taubes diktning, Maj på Malö. | gata                       | 2006-11-22                           | 57°41′59.2″N 11°54′19.6″Ö / 57.699778°N 11.905444°Ö       |      |
| Mellbyleden                    | Utby                                                              | Namn sedan länge utsatt på kartor och skyltar utan att tidigare ha blivit fastställt. | väg                        | 2006-02-22                           | 57°44′36.47″N 12°4′42.1″Ö / 57.7434639°N 12.078361°Ö      |      |
| Minuthandelsgatan              | Olskroken                                                         | Gruppnamn inom Partihandelsområdet, handel och försäljning. | gata                       | 2006                                 | 57°43′3.500″N 11°59′39.00″Ö / 57.71763889°N 11.9941667°Ö  |      |
| Mjölkebacksstigen              | Slottsskogen                                                      | Från Björngårdsvägen till Lilla Dammen leder denna gångväg. | stig                       | 2006-09-28                           | 57°41′19.5″N 11°56′50.3″Ö / 57.688750°N 11.947306°Ö       |      |
| Monsungatan                    | Sannegården                                                       | Ur Evert Taubes diktning. | gata                       | 2006-11-22                           | 57°41′57.6″N 11°54′26.8″Ö / 57.699333°N 11.907444°Ö       |      |
| Museibacken                    | Slottsskogen                                                      | Till Naturhistoriska museet och från Vegagatan till Linnéplatsen leder denna gångväg. | gångväg                    | 2006-09-28                           | 57°41′26.1″N 11°57′2.4″Ö / 57.690583°N 11.950667°Ö        |      |
| Nolereds Skolväg               | Torslanda                                                         | Nolered är ett gammalt prästgårdsnamn. Vägen leder till Nolereds skola. | gata                       | 2006-03-22                           |                                                           |      |
| Norra Backavägen               | Backa                                                             | I relation till Backavägen. | väg                        | 2006-02-22                           | 57°43′43.5″N 11°57′32.9″Ö / 57.728750°N 11.959139°Ö       |      |
| Norra Nordslättsvägen          | Säve                                                              | Efter gården Norslätt, Norslett på 1500-talet. I relation till Nordslättsvägen. | väg                        | 2006                                 | 57°49′51.61″N 11°55′4.020″Ö / 57.8310028°N 11.91778333°Ö  |      |
| Norrskensgatan                 | Bergsjön                                                          | Astronomi norrsken, gruppnamn. | gata                       | 2006-02-22                           | 57°45′46.96″N 12°4′14.26″Ö / 57.7630444°N 12.0706278°Ö    |      |
| Pepitas Gata                   | Sannegården                                                       | Ur Evert Taubes diktning. | gata                       | 2006-11-22                           | 57°41′57.8″N 11°54′14.4″Ö / 57.699389°N 11.904000°Ö       |      |
| Redebacken                     | Älvsborg                                                          | Lokalt förankrat namn. | gata                       | 2006-11-22                           | 57°40′16.7″N 11°52′58.4″Ö / 57.671306°N 11.882889°Ö       |      |
| Ringösvängen                   | Tingstadsvassen                                                   | På Ringön går denna vägslinga. | väg                        | 2006                                 | 57°43′17″N 11°57′35.3″Ö / 57.72139°N 11.959806°Ö          |      |
| Rositas Gata                   | Sannegården                                                       | Ur Evert Taubes diktning. | gata                       | 2006-11-22                           | 57°41′55.2″N 11°54′11.9″Ö / 57.698667°N 11.903306°Ö       |      |
| Rönnerdahls gata               | Sannegården                                                       | Ur Evert Taubes diktning, Rönnerdahl. Vid Sannegårdshamnen. | gata                       | 2006-11-22                           | 57°41′56.7″N 11°54′16.4″Ö / 57.699083°N 11.904556°Ö       |      |
| Rörläggarens Väg               | Olofstorp                                                         | Rörläggaren Karl Erik Clasborg ägde en fastighet vid vägen. | gata                       | 2006                                 |                                                           |      |
| Skallviksvägen                 | Näset                                                             | Namnet har utgått men tagits upp igen med ny sträckning. | väg                        | 2006-02-22                           |                                                           |      |
| Stenberga                      | Olofstorp                                                         | Lokalt namn. | väg                        | 2006                                 |                                                           |      |
| Styckegodsgatan                | Arendal                                                           | Anknyter till områdets verksamhet som frakthamn. | gata                       | 2006-02-22                           | 57°42′8.33″N 11°49′11.5″Ö / 57.7023139°N 11.819861°Ö      |      |
| Tennvägen                      | Lilleby                                                           | Efter metallen tenn, gruppnamn. | väg                        | 2006-03-22                           | 57°44′25.9″N 11°47′48.9″Ö / 57.740528°N 11.796917°Ö       |      |
| Trädgårdsstigen                | Angered                                                           | Området där stigen går är rikt på trädgårdar. | stig                       | 2006                                 | 57°48′15.79″N 12°2′56.16″Ö / 57.8043861°N 12.0489333°Ö    |      |
| Vakthusbacken                  | Nya Varvet                                                        | Väg till det gamla vakthuset. | väg                        | 2006                                 | 57°41′7.8″N 11°53′4″Ö / 57.685500°N 11.88444°Ö            |      |
| Vibrafongatan                  | Järnbrott                                                         | Efter musikinstrumentet vibrafon. Gruppnamn. | gata                       | 2006-09-28                           | 57°39′13.1″N 11°54′48.4″Ö / 57.653639°N 11.913444°Ö       |      |
| Vita Gavelns Väg               | Nya Varvet                                                        | I folkmun kallades inventariekammaren på varvet för "Vita Vägga", efter sin kritvita gavelvägg som också var ett sjömärke. Huset uppfördes 1750. | väg                        | 2006                                 | 57°41′8.609″N 11°53′8.149″Ö / 57.68572472°N 11.88559694°Ö |      |
| Väpplingvägen                  | Olofstorp                                                         | Efter växten väppling i området. | väg                        | 2006-09-28                           |                                                           |      |
| Västra Sjöfarten               | Nordstan                                                          | Mellan Packhusplatsen och Lilla Bommen. Efter det äldre gatunamnet Sjöfarten, och då nytt vägnät tillkommit. | gata                       | 2006-03-22                           |                                                           |      |
| Astris Gata                    | Sannegården, Färjestaden                                          | Inom västra Eriksberg. Temat för namnsättningen skulle anknyta till Evert Taube och hans författarskap. Namnförslaget Astri Taubes Gata återremitterades till namnberedningen med påpekandet att hon hette Astri Bergman Taube. Detta skulle emellertid bli för långt varför kulturnämnden gav namnberedningen i uppdrag att utreda om man kan ge namnet Astris Gata i stället. | gata                       | 2007-02-20                           | 57°41′58.1″N 11°54′7.7″Ö / 57.699472°N 11.902139°Ö        |      |
| Lyckestigen                    | Askim                                                             | Vägen upp till Hultåsens Sportstugeförening. | väg                        | 2007-02-20                           | 57°37′54.8″N 11°55′37.8″Ö / 57.631889°N 11.927167°Ö       |      |
| Lärje Bangårdsgata             | Gamlestaden                                                       | Bergslagernas Järnvägssällskap har anhållit om ett namn på den gata som från Slakthusgatan (vid korsningen Waterloogatan) leder norrut till BJ:s bangård och sällskapets museiobjekt. Man har själva föreslagit Lärje Bangårdsväg, alternativt Lärje Bangårdsgata vilka redan finns i folkmun. Samråd har skett med Banverkets Region Väst. | gata                       | 2007-02-20                           | 57°43′55.4″N 12°0′15.8″Ö / 57.732056°N 12.004389°Ö        |      |
| Salviadalen                    | Gårdsten                                                          | Nytt bostadsområde vid Salviagatan. | väg/område                 | 2007-02-20                           | 57°47′58.53″N 12°2′2.36″Ö / 57.7995917°N 12.0339889°Ö     |      |
| Ströms Vinkelväg               | Olofstorp                                                         | Vid Ströms Väg. Ett mindre område bebyggs i Olofstorp. Namnet beskriver träffande gatans form. | gata                       | 2007-02-20                           | 57°47′52.6″N 12°9′41.7″Ö / 57.797944°N 12.161583°Ö        |      |
| Åsdammsstigen                  | Askim                                                             | Adress från Åsdammsvägen i Skintebo i stället för den igenbommade och svårframkomliga från Skintebovägen. | stig                       | 2007-02-20                           | 57°35′10.3″N 11°55′59.7″Ö / 57.586194°N 11.933250°Ö       |      |
| Flyghamnslyckan                | Torslanda                                                         | |                            | 2007-03-29                           | 57°42′4.428″N 11°46′6.233″Ö / 57.70123000°N 11.76839806°Ö |      |
| Glöstorps Röseväg              | Tuve                                                              | | väg                        | 2007-03-29                           | 57°45′9.313″N 11°54′59.58″Ö / 57.75258694°N 11.9165500°Ö  |      |
| Gröngölingsgatan               | Backa                                                             | | gata                       | 2007-03-29                           | 57°44′11.1″N 11°57′43.5″Ö / 57.736417°N 11.962083°Ö       |      |
| Morsestigen                    | Järnbrott                                                         | | gångstig                   | 2007-03-29                           | 57°39′10.9″N 11°55′25.03″Ö / 57.653028°N 11.9236194°Ö     |      |
| Strandskategatan               | Backa                                                             | | gata                       | 2007-03-29                           | 57°44′6.9″N 11°57′27.8″Ö / 57.735250°N 11.957722°Ö        |      |
| Kvibergs Stallgårdar           | Kviberg                                                           | Inom gamla Lv6:s kasernområde. Vedertaget namn. | gata                       | 2007-05-24                           | 57°44′13.83″N 12°1′51.38″Ö / 57.7371750°N 12.0309389°Ö    |      |
| Marketenterivägen              | Kviberg                                                           | Inom gamla Lv6:s kasernområde. Infartsvägen från Kvibergsvägen och norrut förbi det tidigare Marketenteriet. | gata                       | 2007-05-24                           | 57°44′13.3″N 12°1′59.7″Ö / 57.737028°N 12.033250°Ö        |      |
| Nedre Kaserngården             | Kviberg                                                           | Inom gamla Lv6:s kasernområde. | gata                       | 2007-05-24                           | 57°44′6.444″N 12°1′53.65″Ö / 57.73512333°N 12.0315694°Ö   |      |
| Nils Oderstams Gångstig        | Bö                                                                | Gångstigen mellan Örgryte församlingshem och Örgryte Kyrkogata. Kyrkorådet i Örgryte församling beslöt för några år sedan att föreslå att mindre gator och gångstigar omkring Örgryte nya kyrka och Örgryte församlingshem skulle namnges efter personer som på olika sätt varit engagerade i Örgryte församling och betytt mycket för dess liv och verksamhet. | gångstig                   | 2007-05-24                           | 57°42′8.89″N 12°0′17.01″Ö / 57.7024694°N 12.0047250°Ö     |      |
| Övre Kaserngården              | Kviberg                                                           | Inom gamla Lv6:s kasernområde. Vedertaget namn. | gata                       | 2007-05-24                           | 57°44′8.702″N 12°1′53.48″Ö / 57.73575056°N 12.0315222°Ö   |      |
| Kockheds Gård                  | Tuve                                                              | Kockheds Gård har adressen Grimåsvägen 27 B. Gården ligger en bit ifrån vägen. | fastighet                  | 2007-08-23                           | 57°49′51.5″N 11°58′28″Ö / 57.830972°N 11.97444°Ö          |      |
| Nils Svenssons Gata            | Arendal                                                           | Stadsbyggnadskontoret i samarbete med Volvo genomförde ett arbete för att åstadkomma bättre infrastruktur inom Arendals gamla varvsområde. | gata                       | 2007-08-23                           |                                                           |      |
| S:t Jörgens Port               | Backa                                                             | Fastigheterna Backa 245:2 och Backa 246:2 (f.d. portvaktsstugorna till S:t Jörgens Sjukhus) ligger inte vid Lillhagsvägen, men har likväl adresserna Lillhagsvägen 155 respektive 157. Man vill därför byta adress till S:t Jörgens Port. | fastighet                  | 2007-08-23                           | 57°44′56.44″N 11°57′2.3″Ö / 57.7490111°N 11.950639°Ö      |      |
| Utrustningsvägen               | Arendal                                                           | Stadsbyggnadskontoret i samarbete med Volvo genomförde ett arbete för att åstadkomma bättre infrastruktur inom Arendals gamla varvsområde. | gata                       | 2007-08-23                           | 57°43′18.9″N 11°49′57.2″Ö / 57.721917°N 11.832556°Ö       |      |
| Villa Kvarnkullen              | Torslanda                                                         | Kvarnkullen 1 är ett fristående hus mitt emot Torslanda kyrka. Vid infarten står en skylt med namnet Kvarnkullen. Innan man kommer fram till Kvarnkullen ligger Kvarnkullevägen. Ofta delas posten till Kvarnkullen ut till adressen Kvarnkullevägen 1. Fastigheten associeras ofta med namnet Villa Kvarnkullen. | fastighet                  | 2007-08-23                           |                                                           |      |
| Villa Parkudden                | Brämaregården                                                     | Vid Keillers park. Fastigheten Brämaregården 737:818 behöver en adress och därmed ett gatunamn. Huset, som uppfördes 1912, heter Parkudden eller Villa Parkudden. Vägen går från Rambergsvägen. | fastighet                  | 2007-08-23                           | 57°42′56.2″N 11°56′32.5″Ö / 57.715611°N 11.942361°Ö       |      |
| Bratteråsbacken                | Sannegården                                                       | Intill KF:s gamla kvarnanläggning Juvel. | gata                       | 2007-09-20                           | 57°42′13.1″N 11°54′59.8″Ö / 57.703639°N 11.916611°Ö       |      |
| Frihamnen                      | Lundbyvassen                                                      | Vägen från entrén till spetsen på Norra Frihamnspiren. | gata                       | 2007-09-20                           | 57°43′6.018″N 11°57′36.70″Ö / 57.71833833°N 11.9601944°Ö  |      |
| Gamla Skarpetegen              | Lilleby                                                           | Nybyggnation vid Älvegårdsvägen i Lilleby. I anslutning till den lokala namnfloran. | gata                       | 2007-09-20                           | 57°44′15.55″N 11°48′25.28″Ö / 57.7376528°N 11.8070222°Ö   |      |
| Nya Älvegårdsvägen             | Lilleby                                                           | Nybyggnation vid Älvegårdsvägen i Lilleby. I anslutning till den lokala namnfloran. | gata                       | 2007-09-20                           | 57°43′57.4″N 11°48′22.4″Ö / 57.732611°N 11.806222°Ö       |      |
| Kanaltorget                    | Gullbergsvass, Nordstaden                                         | I samband med tillkomsten av Götatunneln skapades en öppen yta i Östra Hamngatans förlängning mot norr. Området användes för diverse aktiviteter under felaktiga, icke fastställda namn. Därför aktualiserades det sedan länge obrukade namnet Kanaltorget för platsen. Kanaltorget i Nordstaden fick sitt namn 1883 och var placerat i direkt anslutning till Östra Hamnkanalen. Namnet togs ur bruk i samband med Östra Nordstadens färdigställande. | torg                       | 2007-09-20                           | 57°42′38.28″N 11°57′58.14″Ö / 57.7106333°N 11.9661500°Ö   |      |
| Pir 4                          | Sannegården                                                       | Älvstranden Utveckling AB har i en skrivelse klargjort att de nya namnen på pirar som tillkom och beslutades 1991 (Spontpiren och Bogserpiren) inte blivit etablerade i dagligt tal. I stället har de äldre namnen från varvstiden använts vilket har skapat förvirring. Företaget ansöker således om att Spontpiren och Bogserpiren byter namn till Pir 5 respektive Pir 4. | pir                        | 2007-09-20                           | 57°42′03.24″N 11°55′07.82″Ö / 57.7009000°N 11.9188389°Ö   |      |
| Pir 5                          | Sannegården                                                       | Älvstranden Utveckling AB har i en skrivelse klargjort att de nya namnen på pirar som tillkom och beslutades 1991 (Spontpiren och Bogserpiren) inte blivit etablerade i dagligt tal. I stället har de äldre namnen från varvstiden använts vilket har skapat förvirring. Företaget ansöker således om att Spontpiren och Bogserpiren byter namn till Pir 5 respektive Pir 4. | pir                        | 2007-09-20                           | 57°42′02.20″N 11°55′03.86″Ö / 57.7006111°N 11.9177389°Ö   |      |
| Hammarbergs Backe              | Torp                                                              | Den lilla vägen mellan Iskällareliden och trädgårdsmästeriet. Namnet efter grosshandlaren Peter Hammarberg. Den Hammarbergska familjen ägde Lilla Torp under stora delar av 1800-talet. | gata                       | 2007-10-30                           | 57°41′57.5″N 12°1′28.4″Ö / 57.699306°N 12.024556°Ö        |      |
| Skärvstensvägen                | Lilleby                                                           | Vid nybyggnation i anslutning till Älvegårdsvägen. Namnet Skärvstensvägen med anledning av de många fornlämningar som finns i grannskapet och Sörmarkavägen efter ett lokalt platsnamn. | gata                       | 2007-10-30                           | 57°43′57.6″N 11°48′5.5″Ö / 57.732667°N 11.801528°Ö        |      |
| Sörmarkavägen                  | Lilleby                                                           | Vid nybyggnation i anslutning till Älvegårdsvägen. Namnet Sörmarkavägen efter ett lokalt platsnamn. | gata                       | 2007-10-30                           |                                                           |      |
| Ysters Väg                     | Torp                                                              | I anslutning till Lilla Torps gamla växthus och stall. Vägen mellan Töpelsgatan och stallet. Namnet framtaget efter samråd med personal vid polisens stall. Yster var en legendarisk polishäst, känd och ihågkommen inom yrkeskåren. | gata                       | 2007-10-30                           | 57°42′1.4″N 12°1′36.6″Ö / 57.700389°N 12.026833°Ö         |      |
| Axel Krooks Gångväg            | Landala, Annedal                                                  | Gångvägen mellan Övre Besvärsgatan och Raketgatan. | gångväg                    | 2008-01-24                           | 57°41′31.6″N 11°57′55.4″Ö / 57.692111°N 11.965389°Ö       |      |
| Bele Nordins Väg               | Landala                                                           | Infartsvägen till Fjäderborgen från Malmstensgatan. | infartsväg                 | 2008-01-24                           | 57°41′38.06″N 11°58′5.98″Ö / 57.6939056°N 11.9683278°Ö    |      |
| Besvärsgången                  | Landala, Annedal                                                  | Gångvägen mellan Besvärsgatan och Övre Besvärsgatan. | gångväg                    | 2008-01-24                           | 57°41′33.03″N 11°57′49.38″Ö / 57.6925083°N 11.9637167°Ö   |      |
| Bror Carlssons Trappor         | Landala                                                           | Trapporna upp till Fjäderborgen från Södra Viktoriagatan. | trappväg                   | 2008-01-24                           | 57°41′38.88″N 11°58′1.73″Ö / 57.6941333°N 11.9671472°Ö    |      |
| Kallebäcks Västergård          | Kallebäck                                                         | Vägen mellan Gamla Boråsvägen och Svenska Brukshunds-klubbens kansli. Kanslibyggnaden är den ombyggda mangårdsbyggnaden till Skårs Västergård. Då stadsdelen Kallebäck bildades 1923 fick gården namnet Kallebäcks Västergård, vilket också är Brukshundsklubbens postadress. | väg                        | 2008-01-24                           | 57°40′42.19″N 12°1′51.44″Ö / 57.6783861°N 12.0309556°Ö    |      |
| Norra Stenebyvägen             | Tuve                                                              | I samband med ändrade vägsträckningar i anslutning till Volvos anläggning i Steneby. | väg                        | 2008-01-24                           | 57°45′26.11″N 11°52′51.31″Ö / 57.7572528°N 11.8809194°Ö   |      |
| Äckrornavägen                  | Sörred                                                            | Inom Volvos område i Sörred. I samarbete med Volvo har namnförslaget Äckrornavägen presenterats. Namnet härrör efter en gård som tidigare legat på platsen. | gata                       | 2008-01-24                           | 57°43′28.8″N 11°50′46.7″Ö / 57.724667°N 11.846306°Ö       |      |
| Älvkvarnsvägen                 | Lilleby                                                           | Med anledning av nybyggnationen vid Älvegårdsvägen. Den aktuella vägen leder vidare genom ett område med flera skålgropsförekomster. | väg                        | 2008-01-24                           | 57°44′11.9″N 11°48′37.3″Ö / 57.736639°N 11.810361°Ö       |      |
| Kattegatt                      | Arendal                                                           | I Älvsborgshamnen. Inom området finns namntemat – hav och sjö. Kattegatt | väg                        | 2008-02-19                           | 57°41′45″N 11°50′33.8″Ö / 57.69583°N 11.842722°Ö          |      |
| Nordsjön                       | Arendal                                                           | I Älvsborgshamnen. Inom området finns namntemat – hav och sjö. | väg                        | 2008-02-19                           | 57°41′39.1″N 11°50′9.7″Ö / 57.694194°N 11.836028°Ö        |      |
| Skärhamnsgatan                 | Sävenäs                                                           | I samband med nybyggnation söder och norr om Torpagatan. I området finns namntemat – kustsamhällen i Bohuslän. | gata                       | 2008-02-19                           | 57°43′12.7″N 12°2′43.9″Ö / 57.720194°N 12.045528°Ö        |      |
| Smögengatan                    | Sävenäs                                                           | I samband med nybyggnation söder och norr om Torpagatan. I området finns namntemat – kustsamhällen i Bohuslän. | gata                       | 2008-02-19                           | 57°43′11.7″N 12°2′46.5″Ö / 57.719917°N 12.046250°Ö        |      |
| Stenholmsvägen                 | Näset                                                             | På Smithska udden, från Runstensvägen ned till udden Stenholmen. Namnet framtaget i samarbete med vägföreningen på platsen. | väg                        | 2008-02-19                           | 57°36′48.62″N 11°53′14.32″Ö / 57.6135056°N 11.8873111°Ö   |      |
| Södra Frihamnspiren            | Lundbyvassen                                                      | I Frihamnen från Frihamnsmotet ned till Södra Frihamnspiren (Bananpiren). | väg                        | 2008-02-19                           | 57°43′9.340″N 11°57′39.96″Ö / 57.71926111°N 11.9611000°Ö  |      |
| Spinettbacken                  | Järnbrott                                                         | Den branta backen från Södra Dragspelsgatan ner mot huset "Käppen" i riktning mot Pianogatan och Frölunda torg. Namnet var ett medborgarförslag i en namntävling som stadsdelsförvaltningen i Frölunda utlyst avseende ett antal gångvägar. | gångväg                    | 2008-03-19                           | 57°39′7.2″N 11°55′0.9″Ö / 57.652000°N 11.916917°Ö         |      |
| T-backen                       | Olofstorp                                                         | Den norra delen av T-vägen i Björsared har förlängts vilket skapat problem med fastighetsnumreringen. Den nya förlängningens namn framtaget i samråd med de boende. | väg                        | 2008-03-19                           | 57°47′27.9″N 12°8′51.3″Ö / 57.791083°N 12.147583°Ö        |      |
| Dockvallsgatan                 | Arendal                                                           | Inom Arendals gamla varvsområde, som Volvo övertagit. | gata                       | 2008-04-29                           | 57°41′44″N 11°49′16.9″Ö / 57.69556°N 11.821361°Ö          |      |
| Fraktgodsgatan                 | Arendal                                                           | Inom Arendals gamla varvsområde, som Volvo övertagit. | gata                       | 2008-04-29                           | 57°42′14.7″N 11°48′54.4″Ö / 57.704083°N 11.815111°Ö       |      |
| Hultavägen                     | Angered                                                           | Lexbydalsvägen löper från Angereds kyrka in i Partille kommun där vägen har samma namn. Olyckligtvis är vägen numrerad från början i båda kommunerna vilket har inneburit ett flertal misstag. Namnberedningen har valt att återgå till vägens tidigare namn för undvikande av framtida missförstånd. | väg                        | 2008-04-29                           | 57°47′14.5″N 12°6′7.8″Ö / 57.787361°N 12.102167°Ö         |      |
| Oskarsbergsvägen               | Olofstorp                                                         | Nybyggd väg. | väg                        | 2008-04-29                           | 57°47′51.9″N 12°9′23.9″Ö / 57.797750°N 12.156639°Ö        |      |
| Panoramavägen                  | Rambergsstaden                                                    | Sedan länge används namnet Panoramavägen på vägen uppe på Ramberget. Namnet är nu så etablerat att namnberedningen finner för gott att föreslå kulturnämnden att fastställa namnet. | väg                        | 2008-04-29                           | 57°42′54.1″N 11°56′5.3″Ö / 57.715028°N 11.934806°Ö        |      |
| Reservoarstigen                | Landala                                                           | Gångvägen mellan Övre Besvärsgatan och det gamla vattentornet (Landala högzonsreservoar). | gångväg                    | 2008-04-29                           | 57°41′36.3″N 11°57′53.9″Ö / 57.693417°N 11.964972°Ö       |      |
| Risholmsvägen                  | Syrhåla                                                           | I samband med hamnens utbyggnad på Risholmen skapades behov av adresser vilket också innebar krav på ett vägnamn. | väg                        | 2008-04-29                           | 57°41′28.3″N 11°48′15.5″Ö / 57.691194°N 11.804306°Ö       |      |
| Östra Sörredsvägen             | Sörred                                                            | I samband med uppförande av en bilprovningsanläggning i anslutning till den södra delen av Sörredsvägen ändras sträckningen av Lilla Sörredsvägen och behov uppkommer av ett nytt vägnamn. | väg                        | 2008-04-29                           | 57°42′55.4″N 11°50′58.2″Ö / 57.715389°N 11.849500°Ö       |      |
| Bräcke Västergårds Väg         | Bräcke                                                            | Inom området för Bräcke diakoni. Väg utan tidigare fastställt namn. | väg                        | 2008-05-22                           | 57°42′24.8″N 11°53′40″Ö / 57.706889°N 11.89444°Ö          |      |
| Bräcke Östergårds Väg          | Bräcke                                                            | Inom området för Bräcke diakoni. Väg utan tidigare fastställt namn. | väg                        | 2008-05-22                           | 57°42′28.3″N 11°53′53.8″Ö / 57.707861°N 11.898278°Ö       |      |
| Diakonivägen                   | Bräcke                                                            | Inom området för Bräcke diakoni. Väg utan tidigare fastställt namn. | väg                        | 2008-05-22                           | 57°42′22.9″N 11°53′35.4″Ö / 57.706361°N 11.893167°Ö       |      |
| Edvard Rodhes Väg              | Bräcke                                                            | Inom området för Bräcke diakoni. Väg utan tidigare fastställt namn. | väg                        | 2008-05-22                           | 57°42′23.4″N 11°53′49.2″Ö / 57.706500°N 11.897000°Ö       |      |
| Ellen Hanssons Väg             | Bräcke                                                            | Inom området för Bräcke diakoni. Väg utan tidigare fastställt namn. | väg                        | 2008-05-22                           | 57°42′26.8″N 11°53′51.7″Ö / 57.707444°N 11.897694°Ö       |      |
| Garnfot                        | Sörred                                                            | I anslutning till fastigheten Bur 1:10 inom stadsdelen Sörred. Det gamla namnet för fastigheten är Garnfot. | väg                        | 2008-05-22                           | 57°42′58.7″N 11°47′21.3″Ö / 57.716306°N 11.789250°Ö       |      |
| Martha Sennegårds Väg          | Bräcke                                                            | Inom området för Bräcke diakoni. Väg utan tidigare fastställt namn. | väg                        | 2008-05-22                           | 57°42′30.4″N 11°53′57.5″Ö / 57.708444°N 11.899306°Ö       |      |
| Röda Stråket                   | Änggården                                                         | Sedan länge finns ett namnsystem på vägar inom Sahlgrenska sjukhusområdet, baserat på ett antal stråk för att enkelt kunna vägleda patienter inom det tätbebyggda området. Detta vägnät har aldrig fastställts av Kulturnämnden och ingår således inte i stadens kart- och adressystem. Vägnätet består av Röda, Bruna, Gröna, Blå, Vita och Gula Stråken. | väg                        | 2008-05-22                           | 57°40′57.95″N 11°57′41.69″Ö / 57.6827639°N 11.9615806°Ö   |      |
| Bruna Stråket                  | Änggården                                                         | Sedan länge finns ett namnsystem på vägar inom Sahlgrenska sjukhusområdet, baserat på ett antal stråk för att enkelt kunna vägleda patienter inom det tätbebyggda området. Detta vägnät har aldrig fastställts av Kulturnämnden och ingår således inte i stadens kart- och adressystem. Vägnätet består av Röda, Bruna, Gröna, Blå, Vita och Gula Stråken. | väg                        | 2008-05-22                           | 57°40′57.95″N 11°57′41.69″Ö / 57.6827639°N 11.9615806°Ö   |      |
| Gröna Stråket                  | Änggården                                                         | Sedan länge finns ett namnsystem på vägar inom Sahlgrenska sjukhusområdet, baserat på ett antal stråk för att enkelt kunna vägleda patienter inom det tätbebyggda området. Detta vägnät har aldrig fastställts av Kulturnämnden och ingår således inte i stadens kart- och adressystem. Vägnätet består av Röda, Bruna, Gröna, Blå, Vita och Gula Stråken. | väg                        | 2008-05-22                           | 57°40′57.95″N 11°57′41.69″Ö / 57.6827639°N 11.9615806°Ö   |      |
| Blå Stråket                    | Änggården                                                         | Sedan länge finns ett namnsystem på vägar inom Sahlgrenska sjukhusområdet, baserat på ett antal stråk för att enkelt kunna vägleda patienter inom det tätbebyggda området. Detta vägnät har aldrig fastställts av Kulturnämnden och ingår således inte i stadens kart- och adressystem. Vägnätet består av Röda, Bruna, Gröna, Blå, Vita och Gula Stråken. | väg                        | 2008-05-22                           | 57°40′57.95″N 11°57′41.69″Ö / 57.6827639°N 11.9615806°Ö   |      |
| Vita Stråket                   | Änggården                                                         | Sedan länge finns ett namnsystem på vägar inom Sahlgrenska sjukhusområdet, baserat på ett antal stråk för att enkelt kunna vägleda patienter inom det tätbebyggda området. Detta vägnät har aldrig fastställts av Kulturnämnden och ingår således inte i stadens kart- och adressystem. Vägnätet består av Röda, Bruna, Gröna, Blå, Vita och Gula Stråken. | väg                        | 2008-05-22                           | 57°40′57.95″N 11°57′41.69″Ö / 57.6827639°N 11.9615806°Ö   |      |
| Gula Stråket                   | Änggården                                                         | Sedan länge finns ett namnsystem på vägar inom Sahlgrenska sjukhusområdet, baserat på ett antal stråk för att enkelt kunna vägleda patienter inom det tätbebyggda området. Detta vägnät har aldrig fastställts av Kulturnämnden och ingår således inte i stadens kart- och adressystem. Vägnätet består av Röda, Bruna, Gröna, Blå, Vita och Gula Stråken. | väg                        | 2008-05-22                           | 57°40′57.95″N 11°57′41.69″Ö / 57.6827639°N 11.9615806°Ö   |      |
| Diagnosvägen                   | Sävenäs                                                           | Adresser för byggnaderna inom Östra sjukhusområdet. | gata                       | 2008-09-30                           | 57°43′21″N 12°2′59″Ö / 57.72250°N 12.04972°Ö              |      |
| Karnevalsstråket               | Hjällbo                                                           | Stigar och gångvägar i Hammarkullen | gångväg                    | 2008-09-30                           | 57°46′47.32″N 12°1′56.49″Ö / 57.7798111°N 12.0323583°Ö    |      |
| Lilla Blomstigen               | Hjällbo                                                           | Stigar och gångvägar i Hammarkullen | stig                       | 2008-09-30                           | 57°46′59.89″N 12°2′4.713″Ö / 57.7833028°N 12.03464250°Ö   |      |
| Nytorpsliden                   | Hjällbo                                                           | Stigar och gångvägar i Hammarkullen | gångväg                    | 2008-09-30                           | 57°46′31.39″N 12°1′46.97″Ö / 57.7753861°N 12.0297139°Ö    |      |
| Hålstigen                      | Hjällbo                                                           | Stigar och gångvägar i Hammarkullen | stig                       | 2008-09-30                           |                                                           |      |
| Hängestensdalen                | Näset                                                             | Gatuadress för fastigheten Näset 759:697. Fastigheten ligger i anslutning till Hängestensvägen. I äldre handlingar rörande fastigheten har namnet Hängestensdalen påträffats. | väg                        | 2008-09-30                           | 57°37′24.3″N 11°52′47.3″Ö / 57.623417°N 11.879806°Ö       |      |
| Journalvägen                   | Sävenäs                                                           | Adresser för byggnaderna inom Östra sjukhusområdet. | gata                       | 2008-09-30                           | 57°43′16″N 12°3′12″Ö / 57.72111°N 12.05333°Ö              |      |
| Receptvägen                    | Sävenäs                                                           | Adresser för byggnaderna inom Östra sjukhusområdet. | gata                       | 2008-09-30                           | 57°43′23″N 12°3′10″Ö / 57.72306°N 12.05278°Ö              |      |
| Remissvägen                    | Sävenäs                                                           | Adresser för byggnaderna inom Östra sjukhusområdet. | gata                       | 2008-09-30                           | 57°43′14″N 12°3′14″Ö / 57.72056°N 12.05389°Ö              |      |
| Rondvägen                      | Sävenäs                                                           | Adresser för byggnaderna inom Östra sjukhusområdet. | gata                       | 2008-09-30                           | 57°43′14″N 12°3′6″Ö / 57.72056°N 12.05167°Ö               |      |
| Rosenhällsstigen               | Hjällbo                                                           | Stigar och gångvägar i Hammarkullen | stig                       | 2008-09-30                           | 57°46′28.41″N 12°2′33.92″Ö / 57.7745583°N 12.0427556°Ö    |      |
| Sandeslättsbacken              | Hjällbo                                                           | Stigar och gångvägar i Hammarkullen | gångväg                    | 2008-09-30                           | 57°46′44.52″N 12°2′5.012″Ö / 57.7790333°N 12.03472556°Ö   |      |
| Skolstigen                     | Hjällbo                                                           | Stigar och gångvägar i Hammarkullen | stig                       | 2008-09-30                           | 57°46′41.58″N 12°1′56.42″Ö / 57.7782167°N 12.0323389°Ö    |      |
| Storåsstigen                   | Hjällbo                                                           | Stigar och gångvägar i Hammarkullen | stig                       | 2008-09-30                           |                                                           |      |
| Trappstigen                    | Hjällbo                                                           | Stigar och gångvägar i Hammarkullen | stig                       | 2008-09-30                           |                                                           |      |
| Vitaminvägen                   | Sävenäs                                                           | Adresser för byggnaderna inom Östra sjukhusområdet. | gata                       | 2008-09-30                           | 57°43′7″N 12°3′10″Ö / 57.71861°N 12.05278°Ö               |      |
| Askims Strandväg               | Askim                                                             | Vägsträckningen mellan Hults Sörgårdsväg igenom badanläggningen och vidare norrut mot kolonistugeområdet vid Marholmsvägen. | väg                        | 2008-10-30                           | 57°37′34.3″N 11°55′56.5″Ö / 57.626194°N 11.932361°Ö       |      |
| Kastanjegatan                  | Älvsborg                                                          | I samband med nybyggnation. En mindre parallell lokalgata utmed Torgny Segerstedtsgatan. I området finns gatunamn efter namnkategorin svenska träd. | gata                       | 2008-10-30                           | 57°40′12″N 11°52′28.6″Ö / 57.67000°N 11.874611°Ö          |      |
| Kaverösporten                  | Högsbo                                                            | Påbyggnad med lägenheter ovanpå det befintliga P-huset på Tunnlandsgatan. | gata                       | 2008-10-30                           | 57°40′2.3″N 11°55′26.5″Ö / 57.667306°N 11.924028°Ö        |      |
| Kortedala Idrottsväg           | Kortedala                                                         | Vägen mellan korsningen Almanacksvägen/Tideräkningsgatan och idrottsanläggningen Kortedalavallen. | väg                        | 2008-10-30                           | 57°45′3.3″N 12°2′14.6″Ö / 57.750917°N 12.037389°Ö         |      |
| Lilla Terminalvägen            | Arendal                                                           | I anslutning till Terminalvägen inom Arendals gamla varvsområde. | väg                        | 2008-10-30                           | 57°41′56.1″N 11°48′43″Ö / 57.698917°N 11.81194°Ö          |      |
| Rustmästaregatan               | Kviberg                                                           | Ytterligare ett gatunamn inom den nya Kvibergsstaden. Kulturnämnden fastställde 2005 ett antal namn efter kategorin "militära titlar", vilka samtliga fick ändelsen –väg. Ändelsen –gata ansluter bättre till omgivande gatunamnskick. Alla tidigare fastställda gatunamn i området får ändelsen –gata. | gata                       | 2008-10-30                           | 57°43′57.8″N 12°1′33.8″Ö / 57.732722°N 12.026056°Ö        |      |
| Bockkranen                     | Sannegården                                                       | I anslutning till torrdockan i västra Eriksberg och de nybyggda områdena väster därom. | plats                      | 2008-12-11                           | 57°41′51″N 11°54′35″Ö / 57.69750°N 11.90972°Ö             |      |
| Borstbindaregatan              | Kvillebäcken, Brämaregården                                       | Inom ett område begränsat av Färgfabriksgatan i norr och Hjalmar Brantingsgatan i söder samt Fjärdingsgatan i väster och Kvillebäcken i öster, revs den äldre bebyggelsen. I den nya detaljplanen kom några av de äldre gatunamnen att finnas kvar. Eftersom området tidigare präglades av småindustri föreslogs Borstbindaregatan. | gata                       | 2008-12-11                           | 57°43′16.2″N 11°56′50.1″Ö / 57.721167°N 11.947250°Ö       |      |
| Dockbron                       | Sannegården                                                       | I anslutning till torrdockan i västra Eriksberg och de nybyggda områdena väster därom. | bro                        | 2008-12-11                           | 57°41′54.6″N 11°54′32.5″Ö / 57.698500°N 11.909028°Ö       |      |
| D W Flobecks Plats             | Sannegården                                                       | I anslutning till torrdockan i västra Eriksberg och de nybyggda områdena väster därom. | plats                      | 2008-12-11                           |                                                           |      |
| Färjenäsparken                 | Sannegården                                                       | I anslutning till torrdockan i västra Eriksberg och de nybyggda områdena väster därom. | park                       | 2008-12-11                           | 57°41′50″N 11°54′9″Ö / 57.69722°N 11.90250°Ö              |      |
| Färjenästerrassen              | Sannegården                                                       | I anslutning till torrdockan i västra Eriksberg och de nybyggda områdena väster därom. | plats                      | 2008-12-11                           |                                                           |      |
| Glimmerstigen                  | Näset                                                             | Inom Runstens Sommarstugeförenings område på Smithska udden. Namnet efter närheten till de gamla stenbrotten på udden. | väg                        | 2008-12-11                           | 57°36′43.9″N 11°53′20.3″Ö / 57.612194°N 11.888972°Ö       |      |
| Knostervägen                   | Näset                                                             | Inom Runstens Sommarstugeförenings område på Smithska udden. Namnet efter närheten till de gamla stenbrotten på udden. | väg                        | 2008-12-11                           | 57°36′44″N 11°53′26.9″Ö / 57.61222°N 11.890806°Ö          |      |
| Knut Ströms Plats              | Lorensberg                                                        | På Stadsteaterns baksida. Uppkallad efter Knut Ström (1887-1971), en av den göteborgska teaterscenens mest framstående regissörer och scenografer. | plats                      | 2008-12-11                           | 57°41′52″N 11°58′52″Ö / 57.69778°N 11.98111°Ö             |      |
| Lilla Bulyckevägen             | Syrhåla                                                           | I anslutning till Bulyckevägen. | väg                        | 2008-12-11                           | 57°43′30.2″N 11°48′44″Ö / 57.725056°N 11.81222°Ö          |      |
| Lilla Fjäderharvsgatan         | Angered                                                           | En liten del av Fjäderharvsgatan går österut mot Gunnaredsskolan och Gunnareds Gård. | gata                       | 2008-12-11                           | 57°47′54.2″N 12°3′28.5″Ö / 57.798389°N 12.057917°Ö        |      |
| Lilla Hälleflundregatan        | Fiskebäck                                                         | Adress för verksamhets- och lagerbyggnader i anslutning till Fiskebäcks hamnanläggning. | gata                       | 2008-12-11                           |                                                           |      |
| Penselgatan                    | Kvillebäcken, Brämaregården                                       | Inom ett område begränsat av Färgfabriksgatan i norr och Hjalmar Brantingsgatan i söder samt Fjärdingsgatan i väster och Kvillebäcken i öster, revs den äldre bebyggelsen. I den nya detaljplanen kom några av de äldre gatunamnen att finnas kvar. Eftersom området tidigare präglades av småindustri föreslogs Penselgatan. | gata                       | 2008-12-11                           | 57°43′21″N 11°56′57″Ö / 57.72250°N 11.94917°Ö             |      |
| Pölsebo                        | Sannegården                                                       | I anslutning till torrdockan i västra Eriksberg och de nybyggda områdena väster därom. | plats                      | 2008-12-11                           |                                                           |      |
| Pölsebobacken                  | Sannegården                                                       | I anslutning till torrdockan i västra Eriksberg och de nybyggda områdena väster därom. | plats                      | 2008-12-11                           |                                                           |      |
| Sjösandsvägen                  | Näset                                                             | Inom Runstens Sommarstugeförenings område på Smithska udden. Namnet efter närheten till de gamla stenbrotten på udden. | väg                        | 2008-12-11                           | 57°36′45″N 11°53′23″Ö / 57.61250°N 11.88972°Ö             |      |
| Solventilsgatan                | Kvillebäcken, Brämaregården                                       | Inom ett område begränsat av Färgfabriksgatan i norr och Hjalmar Brantingsgatan i söder samt Fjärdingsgatan i väster och Kvillebäcken i öster, revs den äldre bebyggelsen. I den nya detaljplanen kom några av de äldre gatunamnen att finnas kvar. Eftersom Gustaf Dalénsgatan finns kvar i den nya stadsplanen föreslogs Solventilsgatan. | gata                       | 2008-12-11                           | 57°43′21″N 11°56′46″Ö / 57.72250°N 11.94611°Ö             |      |
| Torrdockan                     | Sannegården                                                       | I anslutning till torrdockan i västra Eriksberg och de nybyggda områdena väster därom. | plats                      | 2008-12-11                           |                                                           |      |
| Vassparken                     | Sannegården                                                       | I anslutning till torrdockan i västra Eriksberg och de nybyggda områdena väster därom. | park                       | 2008-12-11                           | 57°41′54.75″N 11°54′41.74″Ö / 57.6985417°N 11.9115944°Ö   |      |
| Vintergatan                    | Sannegården                                                       | I den inre norra delen av Sannegårdshamnen. Då marken norr om industristråket planlades på Norra Älvstranden fick gatorna namn efter astronomiska och astrologiska objekt eftersom Alexander Keiller som var inblandad i planeringen hade ett stort intresse för astrologi och även astronomi. Namnet anknyter till det övriga äldre gatunätet och namnet Vintergatan var föreslaget för en gata strax väster om Sannegårdshamnen men som aldrig kom till utförande. | gata                       | 2008-12-11                           | 57°42′34″N 11°55′44″Ö / 57.70944°N 11.92889°Ö             |      |
| Västra Dockpiren               | Sannegården                                                       | I anslutning till torrdockan i västra Eriksberg och de nybyggda områdena väster därom. | plats                      | 2008-12-11                           | 57°41′47.9″N 11°54′31.5″Ö / 57.696639°N 11.908750°Ö       |      |
| Västra Dockvallen              | Sannegården                                                       | I anslutning till torrdockan i västra Eriksberg och de nybyggda områdena väster därom. | stråk                      | 2008-12-11                           | 57°41′56.1″N 11°54′30.1″Ö / 57.698917°N 11.908361°Ö       |      |
| Östra Dockpiren                | Sannegården                                                       | I anslutning till torrdockan i västra Eriksberg och de nybyggda områdena väster därom. | plats                      | 2008-12-11                           | 57°41′48.9″N 11°54′36.4″Ö / 57.696917°N 11.910111°Ö       |      |
| Östra Dockvallen               | Sannegården                                                       | I anslutning till torrdockan i västra Eriksberg och de nybyggda områdena väster därom. | stråk                      | 2008-12-11                           | 57°41′56.1″N 11°54′34.5″Ö / 57.698917°N 11.909583°Ö       |      |
| Bensinvägen                    | Bräcke                                                            | Infartsvägen från Öckeröleden in i Shells raffinaderi i Bräcke. Ett vägnamn som tidigare fastställts i området men som utgått till följd av stadsplaneändring. | väg                        | 2009-03-24                           | 57°42′13.96″N 11°52′47.14″Ö / 57.7038778°N 11.8797611°Ö   |      |
| Fruktträdsgatan                | Tuve                                                              | I samband med nyproduktion av bostadsbebyggelse vid Wieselgrensgatan. Ett slående inslag på nybyggnadsområdet är en större mängd äldrefruktträd. | gata                       | 2009-03-24                           | 57°43′49.2″N 11°56′11.8″Ö / 57.730333°N 11.936611°Ö       |      |
| Jupitergatan                   | Bergsjön                                                          | I samband med nyproduktion av småhus söder om Saturnusgatan med infart från Bergsjövägen. Inom stadsdelen Bergsjön används namn efter kategorin "rymd och universum". | gata                       | 2009-03-24                           | 57°45′9″N 12°4′34.1″Ö / 57.75250°N 12.076139°Ö            |      |
| Arvid Lignells Väg             | Askim                                                             | I nytt småhusområde i södra Brottkärr. Bebyggelsen grupperar sig runt vägen till Uggledal (fastställt vägnamn Uggledal). Vägnamn med anknytning till området. Arvid Lignell inköpte och bebodde Uggledal från och med år 1914. | väg                        | 2009-04-28                           | 57°35′49.9″N 11°55′33.8″Ö / 57.597194°N 11.926056°Ö       |      |
| Banvaktsvägen                  | Askim                                                             | I nytt småhusområde i södra Brottkärr. Bebyggelsen grupperar sig runt vägen till Uggledal (fastställt vägnamn Uggledal). Vägnamn med anknytning till området. Uppkallad efter banvakten Hultman, vars stuga låg alldeles väster om vägens avslutning. | väg                        | 2009-04-28                           | 57°35′59.73″N 11°55′37.34″Ö / 57.5999250°N 11.9270389°Ö   |      |
| Gröna Annas Gata               | Tingstadsvassen                                                   | Inom kvarteret Balanshjulet som nu byggs NO om Porslinsfabrikens gamla tomt. Gatunamnet Gröna Annas Gata efter Porslinsfabrikens mest kända porslinsserie. | gata                       | 2009-04-28                           | 57°43′8.9″N 11°57′13.3″Ö / 57.719139°N 11.953694°Ö        |      |
| Gunviken                       | Askim                                                             | I nytt småhusområde i södra Brottkärr. Bebyggelsen grupperar sig runt vägen till Uggledal (fastställt vägnamn Uggledal). Vägnamn med anknytning till området. Gunviken är namnet på en äldre gård i området med kulturhistoriskt värde. | väg                        | 2009-04-28                           | 57°35′49.4″N 11°55′42″Ö / 57.597056°N 11.92833°Ö          |      |
| Ivar Wikers Väg                | Askim                                                             | I nytt småhusområde i södra Brottkärr. Bebyggelsen grupperar sig runt vägen till Uggledal (fastställt vägnamn Uggledal). Vägnamn med anknytning till området. Ivar Wikers, (1883-1963), var född i Askim och var under många år kommunalnämndens ordförande. | väg                        | 2009-04-28                           | 57°35′48.1″N 11°55′22.2″Ö / 57.596694°N 11.922833°Ö       |      |
| Bangårdsgatan                  | Stampen                                                           | I samband med uppförandet av nya bostadshus utmed Friggagatans norra del behövs ett kompletterande gatunamn. Den nya bebyggelsen gränsar till bangårdsområdet norr därom. | gata                       | 2009-06-16                           | 57°42′38.6″N 11°59′8.7″Ö / 57.710722°N 11.985750°Ö        |      |
| Lexby Odlareväg                | Björlanda                                                         | Namn på väg genom området Lexby Odlarförening. Marken upplåts av Fastighetskontoret för husbehovsodling. | väg                        | 2009-06-16                           | 57°44′54.1″N 11°52′15.4″Ö / 57.748361°N 11.870944°Ö       |      |
| Sockerbruket                   | Majorna                                                           | Higab äger och driver det gamla sockerbruket vid Klippan som företagshotell. Adressen till anläggningens många entréer har varit Banehagsgatan med en numrering som med tiden blivit svårorienterad. Higab begärde att få fastställt platsnamnet Sockerbruket (med fastlagda gränser). Kulturnämnden fastställde plats- och gatunamnet Sockerbruket. | gata och plats             | 2009-06-16                           | 57°41′20.7″N 11°54′24.4″Ö / 57.689083°N 11.906778°Ö       |      |
| Amazonvägen                    | Sörred                                                            | Vägnamnet fram till Volvos huvudkontor i Sörred, Volvo Bergegårdsväg, ledde ofta till förväxling med Bergegårdsvägen i Torslanda. Med anledning av detta begärde Volvo ett namnbyte. Vägnamnet Amazonvägen till minne av företagets legendariska bilmodell. | väg                        | 2009-10-27                           | 57°43′16″N 11°51′29.7″Ö / 57.72111°N 11.858250°Ö          |      |
| Angereds Lastgata              | Angered                                                           | Transporter till verksamheter och butiker i Angereds Centrum sker via en enkelriktad delvis underliggande gata med infart från Kultivatorgatan. | gata                       | 2009-10-27                           | 57°47′39.4″N 12°2′55.1″Ö / 57.794278°N 12.048639°Ö        |      |
| Fiskebäcks Hamn                | Fiskebäck                                                         | Fiskhamnsområdet i Fiskebäck hade tidigare adressen Hälleflundregatan. Numreringen blev med tiden rörig och svåröverskådlig varför ett nytt gatunamn behövdes. | gata                       | 2009-10-27                           | 57°38′40.7″N 11°51′32.6″Ö / 57.644639°N 11.859056°Ö       |      |
| Lilla Mosstuvevägen            | Tuve                                                              | Nytt småhusområde i anslutning till Mosstuvevägen. | väg                        | 2009-10-27                           | 57°45′9.4″N 11°56′9.5″Ö / 57.752611°N 11.935972°Ö         |      |
| Munkebäcks Sidogata            | Kålltorp                                                          | Lokalgata som löper parallellt med Munkebäcksgatan där Munkebäcksgymnasiet tidigare låg. Byggnaden kommer i framtiden att hysa ett flertal verksamheter som alla behöver en adress. Dessa går inte att numrera från Munkebäcksgatan. Namnet avregistrerades 2016-02-01 i samband med att Munkebäcks Allé antogs. | gata                       | 2009-10-27, avregistrerat 2016-02-01 | 57°43′14.9″N 12°1′31″Ö / 57.720806°N 12.02528°Ö           |      |
| Ytterhamnsmotet                | Arendal                                                           | Nytt mot mellan Torslandavägen och Skagerack (vägnamn) i samband med ombyggnad av väg 155 (Torslandavägen). | mot                        | 2009-10-27                           | 57°42′13.6″N 11°51′51.3″Ö / 57.703778°N 11.864250°Ö       |      |
| Ytterhamnsvägen                | Arendal                                                           | Ny gata mellan Torslandavägen och Skagerack (vägnamn) i samband med ombyggnad av väg 155 (Torslandavägen). | gata                       | 2009-10-27                           | 57°41′45.9″N 11°51′36.6″Ö / 57.696083°N 11.860167°Ö       |      |
| Byvädersgatan                  | Biskopsgården                                                     | Nytt småhusområde mellan södra och norra Biskopsgården. I Biskopsgården och Länsmansgården är gator namnsatta inom namnkategorin "väder". | gata                       | 2009-12-10                           | 57°43′12″N 11°53′21″Ö / 57.72000°N 11.88917°Ö             |      |
| Cykelvädersgatan               | Biskopsgården                                                     | Nytt småhusområde mellan södra och norra Biskopsgården. I Biskopsgården och Länsmansgården är gator namnsatta inom namnkategorin "väder". | gata                       | 2009-12-10                           | 57°43′13″N 11°53′34″Ö / 57.72028°N 11.89278°Ö             |      |
| Dammkärrsbacken                | Styrsö                                                            | Nytt småhusområde i anslutning till Dammkärrsvägen. | gata                       | 2009-12-10                           | 57°36′55.8″N 11°46′9.3″Ö / 57.615500°N 11.769250°Ö        |      |
| Hinsholmens Bryggväg           | Älvsborg                                                          | Utmed Hinsholmskilens småbåtshamn. | väg                        | 2009-12-10                           | 57°39′35″N 11°51′8″Ö / 57.65972°N 11.85222°Ö              |      |
| Lilla Marconigatan             | Järnbrott                                                         | I anslutning till Frölunda torg vid Vibrafongatan byggs nya bostäder ovanpå ett befintligt P-däck. | gata                       | 2009-12-10                           | 57°39′13″N 11°54′52″Ö / 57.65361°N 11.91444°Ö             |      |
| Transistorgatan                | Järnbrott                                                         | Nytt bostadsområde på platsen för gamla Järnbrottsskolan. Namnkategorin i området är "radio och telegrafi". | gata                       | 2009-12-10                           | 57°39′25″N 11°55′19″Ö / 57.65694°N 11.92194°Ö             |      |
| Ceresplatsen                   | Sannegården                                                       | Den öppna yta i den inre delen av Sannegårdshamnen. Då torget/platsen ligger i förlängningen av Ceresgatan bör namnet bli Ceresplatsen. | torg                       | 2010-03-22                           | 57°42′32″N 11°55′40″Ö / 57.70889°N 11.92778°Ö             |      |
| Dalanäsvägen                   | Färjestaden                                                       | Vägen som ansluter till Karl IX:s Väg. Området kallas i dagligt tal Dalanäs efter ett äldre traktnamn. | väg                        | 2010-03-22                           | 57°41′36″N 11°54′4″Ö / 57.69333°N 11.90111°Ö              |      |
| Delsjö Golfbaneväg             | Delsjön, Kallebäck, Skår                                          | Väg i Delsjöns fritidsområde. Från Gamla Boråsvägen över golfbanan ner till Liedbergsgatan i Örgryte. | väg                        | 2010-03-22                           | 57°41′12.4″N 12°1′4.9″Ö / 57.686778°N 12.018028°Ö         |      |
| Delsjönässtigen                | Delsjön, Kallebäck, Skår                                          | Väg i Delsjöns fritidsområde. Stigen över Delsjönäset fram till väg 14. | stig                       | 2010-03-22                           | 57°41′13″N 12°3′32.5″Ö / 57.68694°N 12.059028°Ö           |      |
| Delsjö Tvärväg                 | Delsjön, Kallebäck, Skår                                          | Väg i Delsjöns fritidsområde. Från Delsjö Golfbaneväg över golfbanan fram till Storatorpsvägen. | väg                        | 2010-03-22                           | 57°41′15.7″N 12°1′23.8″Ö / 57.687694°N 12.023278°Ö        |      |
| Eriksbo Torg                   | Angered                                                           | Fastighetsägaren Familjebostäder använder redan namnet Eriksbo Torg på torget i Eriksbo. Namnet etablerat inom området. | torg                       | 2010-03-22                           | 57°46′18″N 12°2′12″Ö / 57.77167°N 12.03667°Ö              |      |
| Härlanda Skogsväg              | Delsjön, Kallebäck, Skår                                          | Väg i Delsjöns fritidsområde. Från Smörslottsgatan vidare norr om Härlanda tjärn till Nedergårdsgatan i Kålltorp. | väg                        | 2010-03-22                           | 57°42′24.9″N 12°2′0.1″Ö / 57.706917°N 12.033361°Ö         |      |
| Kamratgårdsvägen               | Delsjön, Kallebäck, Skår                                          | Väg i Delsjöns fritidsområde. Från Alfred Gärdes Väg fram till Kamratgården. | väg                        | 2010-03-22                           | 57°41′46″N 12°1′49″Ö / 57.69611°N 12.03028°Ö              |      |
| Kapten Bertilssons Väg         | Delsjön, Kallebäck, Skår                                          | Väg i Delsjöns fritidsområde. Från Brudaremossen fram till Bertilssons stuga. Namnet är givet efter stugans innehavare, kapten Per Daniel Bertilsson. | väg                        | 2010-03-22                           | 57°41′13.7″N 12°3′42″Ö / 57.687139°N 12.06167°Ö           |      |
| Kastmyntsgatan                 | Högsbo                                                            | I anslutning till Växelmyntsgatan på Högsbohöjd. I området har gatunätet namn efter temat mynt och valutor. | gata                       | 2010-03-22                           | 57°40′19″N 11°54′41″Ö / 57.67194°N 11.91139°Ö             |      |
| Kindboviksvägen                | Delsjön, Kallebäck, Skår                                          | Väg i Delsjöns fritidsområde. Från Delsjökärrsvägen ned till Boråsvägen. | väg                        | 2010-03-22                           | 57°41′3.8″N 12°5′10.2″Ö / 57.684389°N 12.086167°Ö         |      |
| Ormeslättsstigen               | Delsjön, Kallebäck, Skår                                          | Väg i Delsjöns fritidsområde. Mellan Smörslottsgatan vidare söder om tjärnen fram till väg 7. | stig                       | 2010-03-22                           | 57°42′19.6″N 12°2′37.5″Ö / 57.705444°N 12.043750°Ö        |      |
| Norra Sjöslingan               | Delsjön, Kallebäck, Skår                                          | Väg i Delsjöns fritidsområde. Gångväg runt Stora Delsjön. | väg                        | 2010-03-22                           | 57°41′26.36″N 12°2′10.61″Ö / 57.6906556°N 12.0362806°Ö    |      |
| Västra Sjöslingan              | Delsjön, Kallebäck, Skår                                          | Väg i Delsjöns fritidsområde. Gångväg runt Stora Delsjön. | väg                        | 2010-03-22                           | 57°41′10.53″N 12°2′3.494″Ö / 57.6862583°N 12.03430389°Ö   |      |
| Södra Sjöslingan               | Delsjön, Kallebäck, Skår                                          | Väg i Delsjöns fritidsområde. Gångväg runt Stora Delsjön. | väg                        | 2010-03-22                           | 57°40′36.86″N 12°3′0.848″Ö / 57.6769056°N 12.05023556°Ö   |      |
| Skålmekärrsvägen               | Delsjön, Kallebäck, Skår                                          | Väg i Delsjöns fritidsområde. Från väg 5 söder ut mot Brudaremossen förbi Skatås. Efter gammalt namn på Skatås. | väg                        | 2010-03-22                           | 57°42′19.3″N 12°2′22.5″Ö / 57.705361°N 12.039583°Ö        |      |
| Slättåsvägen                   | Delsjön, Kallebäck, Skår                                          | Väg i Delsjöns fritidsområde. Från Smörslottsgatan söder ut till väg 8. | väg                        | 2010-03-22                           | 57°42′21.52″N 12°3′32.91″Ö / 57.7059778°N 12.0591417°Ö    |      |
| Storatorpsvägen                | Delsjön, Kallebäck, Skår                                          | Väg i Delsjöns fritidsområde. Från Delsjövägen fram till Teknikbacken. | väg                        | 2010-03-22                           | 57°42′0.377″N 12°1′13.71″Ö / 57.70010472°N 12.0204750°Ö   |      |
| Svarttjärnsvägen               | Delsjön, Kallebäck, Skår                                          | Väg i Delsjöns fritidsområde. Från väg 10 vid Svarttjärn söder ut till väg 8. | väg                        | 2010-03-22                           | 57°42′31.5″N 12°3′42.9″Ö / 57.708750°N 12.061917°Ö        |      |
| Västra Långevattnet            | Delsjön, Kallebäck, Skår                                          | Väg i Delsjöns fritidsområde. Från väg 11 ned till väg 8 via Västra Långevattnet. | väg                        | 2010-03-22                           |                                                           |      |
| Flaggberget                    | Askim                                                             | I nybyggt område i anslutning till Fjordvägen mitt emot kallbadhuset i Hovås. Namnet Flaggberget efter den kulle som bebyggelsen grupperas runt. | gata                       | 2010-04-26                           | 57°36′50.7″N 11°55′34.8″Ö / 57.614083°N 11.926333°Ö       |      |
| John Bunyans Väg               | Björlanda, Sörred                                                 | Väg som förbinder Sörredsvägen med Hisingsleden vid Volvos logistikcentrum på bland annat Kålsereds gamla odlingsmarker. Efter amatörarkeologen John Bunyan Johansson. | väg                        | 2010-04-26                           | 57°44′10.5″N 11°52′2.5″Ö / 57.736250°N 11.867361°Ö        |      |
| Kärrs Ängar                    | Torslanda                                                         | Väg i nytt småhusområde i anslutning till Ekvatorsvägen i Amhult. | väg                        | 2010-04-26                           | 57°42′11.00″N 11°45′36.08″Ö / 57.7030556°N 11.7600222°Ö   |      |
| Linjespringarens Väg           | Angered                                                           | Vid nordöstra hörnet av Angeredsgymnasiet. Linjespringarens Väg med anledning av handbollsföreningen Wasaiterna. | väg                        | 2010-04-26                           | 57°47′42.38″N 12°3′19.41″Ö / 57.7951056°N 12.0553917°Ö    |      |
| Mikael Ljungbergs Väg          | Slottsskogen                                                      | I anslutning till Frölundaborg och fram till Friidrottens Hus. Till minne av den kände brottaren Mikael Ljungberg (1970–2004). | väg                        | 2010-04-26                           | 57°40′40.8″N 11°56′9.4″Ö / 57.678000°N 11.935944°Ö        |      |
| Lasse Dahlqvists Plats         | Älvsborg                                                          | Platsen där Styrsöbolagets båtar har sin terminal vid Saltholmen. För att uppmärksamma 100-årsminnet av Lasse Dahlqvists födelse den 14 september 1910. | plats                      | 2010-05-24                           | 57°39′40″N 11°50′34″Ö / 57.66111°N 11.84278°Ö             |      |
| Per Angers Plats               | Vasastaden                                                        | I Kungsparken. Efter den svenske diplomaten Per Anger. | plats                      | 2010-05-24                           | 57°42′2.38″N 11°58′3.97″Ö / 57.7006611°N 11.9677694°Ö     |      |
| Arne Augustssons Plats         | Sannegården                                                       | Den öppna platsen i anslutning till den återstående resten av fartygsbädden på Eriksberg. Namnet till minne av varvsarbetaren på Eriksberg och skådespelaren Arne Augustsson, född 21 februari 1919, död 18 maj 2005. Han var främst knuten till Folkteatern men medverkade också i ett antal filmer. | plats                      | 2010-06-15                           | 57°41′56″N 11°54′39″Ö / 57.69889°N 11.91083°Ö             |      |
| Blockflöjtsgatan               | Rud                                                               | Gata i nytt småhusområde alldeles väster om Frölundagymnasiet. Namntema i området är musikinstrument. | gata                       | 2010-06-15                           | 57°39′30.4″N 11°54′44.5″Ö / 57.658444°N 11.912361°Ö       |      |
| Cymbalgatan                    | Rud                                                               | Gata i nytt småhusområde alldeles väster om Frölundagymnasiet. Namntema i området är musikinstrument. | gata                       | 2010-06-15                           | 57°39′28.3″N 11°54′44.6″Ö / 57.657861°N 11.912389°Ö       |      |
| Gunvors Backe                  | Guldheden                                                         | Gångväg som löper från Syster Estrids Gata 7 ner till Mossebergs parklek, skola och dagis. Gunvor Olsson var dagmamma boende i fastigheten Syster Estrids Gata 7. Hennes engagemang i inte bara de egna dagbarnen utan i alla barn som lekte på lekplatsen gjorde henne synnerligen omtyckt. Gunvor Olsson gick ur tiden 2002. Hon var känd hos alla barnen under namnet Gunvor. Namnformen är vanlig på småvägar och gångvägar där inga adresser finns. | gångväg                    | 2010-06-15                           | 57°40′49.5″N 11°58′19.9″Ö / 57.680417°N 11.972194°Ö       |      |
| Kornettgatan                   | Järnbrott                                                         | Gata i nytt småhusområde norr om Frölunda kulturhus. Inom området gäller kategorinamn enligt temat musikinstrument. | gata                       | 2010-06-15                           | 57°39′24″N 11°54′32″Ö / 57.65667°N 11.90889°Ö             |      |
| Lilla Kornettgatan             | Järnbrott                                                         | Gata i nytt småhusområde norr om Frölunda kulturhus. Inom området gäller kategorinamn enligt temat musikinstrument. | gata                       | 2010-06-15                           | 57°39′22″N 11°54′34″Ö / 57.65611°N 11.90944°Ö             |      |
| Trombongatan                   | Järnbrott                                                         | Gata i nytt småhusområde norr om Frölunda kulturhus. Inom området gäller kategorinamn enligt temat musikinstrument. | gata                       | 2010-06-15                           | 57°39′21″N 11°54′37″Ö / 57.65583°N 11.91028°Ö             |      |
| Trumgatan                      | Rud                                                               | Gata i nytt småhusområde alldeles väster om Frölundagymnasiet. Namntema i området är musikinstrument. | gata                       | 2010-06-15                           | 57°39′26.2″N 11°54′45.1″Ö / 57.657278°N 11.912528°Ö       |      |
| Trumpetgatan                   | Järnbrott                                                         | Gata i nytt småhusområde norr om Frölunda kulturhus. Inom området gäller kategorinamn enligt temat musikinstrument. | gata                       | 2010-06-15                           | 57°39′18.3″N 11°54′30.1″Ö / 57.655083°N 11.908361°Ö       |      |
| Tvärflöjtsgatan                | Rud                                                               | Gata i nytt småhusområde alldeles väster om Frölundagymnasiet. Namntema i området är musikinstrument. Namnberedningen föreslog tidigare namnet Banjogatan, men detta namn fanns redan. | gata                       | 2010-09-27                           | 57°39′33″N 11°54′45″Ö / 57.65917°N 11.91250°Ö             |      |
| Fanny Gréns Väg                | Änggården                                                         | Vägen genom Botaniska trädgården från entrén upp till grinden mot Änggårdsterrängen. Tidigare var adressen Carl Skottsberg Gata 22 A för hela området. Fanny Broberg (1845-1933), född Grén, var dotter till den mycket kände apotekaren Arvid Henrik Grén, en tid ägare till både Stora och Lilla Änggården. Fanny tillbringade som barn somrarna på och runt Lilla Änggården, som var familjens sommarställe. Hennes farbror hade Stora Änggården som sommarbostad, så man kan förmoda att hon även vistades där med sina kusiner. Hon gifte sig med lantbrukaren Carl Henrik Broberg 1877. De nygifta kom att flytta in på Stora Änggården. Hennes farbror fick bygga sig ett nytt hus (mitt emellan Stora och Lilla Änggården). Fanny bodde på Stora Änggården fram till 1893, då fastigheten just sålts till Göteborgs stad. Hon var en av dem som undertecknade köpekontraktet i december 1892. Därmed kan man säga att hon utgör en direkt länk till Botaniska trädgården, som började anläggas drygt 20 år senare (första planteringarna är från 1916) på Stora Änggårdens marker, då ägda av staden. Att namnet Fanny Grén rekommenderas, och inte Fanny Broberg, beror på att denna Göteborgsfamiljs släktnamn (Grén) är väl värd att uppmärksammas för sina insatser för Göteborg. | väg                        | 2010-10-25                           | 57°40′55.2″N 11°57′11.8″Ö / 57.682000°N 11.953278°Ö       |      |
| Gunnareds Industriväg          | Angered                                                           | Väg i nytt industriområde i korsningen mellan Rävebergsvägen och Rannebergsvägen i Angered. | väg                        | 2010-10-25                           | 57°48′29.3″N 12°2′36.7″Ö / 57.808139°N 12.043528°Ö        |      |
| Per Wendelbos Väg              | Änggården                                                         | Vägen in till Göteborgs universitets Institution för växt- och miljövetenskaper. Namnet Per Wendelbos Väg efter Botaniska trädgårdens prefekt under åren 1965-1981. Den chef som betytt mest för att göra trädgården internationellt uppmärksammad. Han bidrog också till ett aktivt samarbete mellan trädgården och det som då kallades Botaniska Institutionen vid Göteborgs universitet. Var allmänt uppskattad av personalen som stor inspiratör. | väg                        | 2010-10-25                           | 57°40′57″N 11°56′58″Ö / 57.68250°N 11.94944°Ö             |      |
| Härlanda Park                  | Kålltorp                                                          | Gamla Härlanda fängelseområde har av Higab fått namnet Härlanda Park. Ett namn som med tiden blivit väl etablerat. | plats                      | 2011-01-20                           | 57°43′0″N 12°0′59″Ö / 57.71667°N 12.01639°Ö               |      |
| Krogabäcksvägen                | Askim                                                             | I anslutning till "Kodakhuset" (nu Origohuset) i Billdal. I anslutning till området rinner Krogabäcken. | väg                        | 2011-01-20                           | 57°35′52.3″N 11°57′7.6″Ö / 57.597861°N 11.952111°Ö        |      |
| Lerbäck                        | Skogome                                                           | Området omfattar mark som tidigare tillhörde dels Skogome by och dels Lerbäcks by. | område                     | 2011-01-20                           | 57°46′28.59″N 11°56′59.81″Ö / 57.7746083°N 11.9499472°Ö   |      |
| Lilla Tunnlandsgatan           | Högsbo                                                            | Kort gata från Tunnlandsgatan. | gata                       | 2011-01-20                           | 57°40′6.9″N 11°56′1.1″Ö / 57.668583°N 11.933639°Ö         |      |
| Slakthuset                     | Gamlestaden                                                       | Slakthusområdet i Gamlestaden haft gatuadresser efter Slakthusgatan, Lilla Waterloogatan etc. Higab, som äger och förvaltar området föreslog ett områdesnamn – Slakthuset som bas för numrering och adressättning. | område                     | 2011-01-20                           | 57°43′43″N 12°0′4″Ö / 57.72861°N 12.00111°Ö               |      |
| Bergums Hovgårdsväg            | Bergum                                                            | Tvärvägen Benjaminsvägen från Björsbovägen till två fastigheter bytte namn då Benjaminsvägen också fanns i Partille. Nya namnet Bergums Hovgårdsväg efter den ena fastigheten - gamla Hovgården. | väg                        | 2011-02-15                           | 57°49′1.6″N 12°10′7.2″Ö / 57.817111°N 12.168667°Ö         |      |
| Lennart Rönnmarks Plats        | Johanneberg                                                       | En liten öppen plats utmed Sven Hultins Gata i anslutning till institutionen för Bygg- och miljöteknik. Professor Lennart Rönnmark (1909 – 2003) var rektor för Chalmers under åren 1958–1966. Under hans ledning genomgick högskolan stora organisatoriska förändringar, tillväxt i forsknings- och undervisningsverksamheten samt utbyggnad på området "Nya Chalmers". Rönnmarks insatser bedöms fortfarande vara av stor betydelse för högskolans utveckling. | plats                      | 2011-02-15                           | 57°41′14.9″N 11°58′33.4″Ö / 57.687472°N 11.975944°Ö       |      |
| Stokkebyes Kvarnväg            | Gårdsten                                                          | Ny avfart och bro över väg och järnväg till industri- och handelsområdet som ligger mellan vägen och älven byggdes i samband med ombyggnaden av E 45:an vid Agnesberg. Namnet efter grundaren av P.O. Stokkebyes Kvarn (senare känd under namnet AXA kvarn). | väg                        | 2011-02-15                           | 57°47′25.9″N 12°0′40.9″Ö / 57.790528°N 12.011361°Ö        |      |
| Barbro Hörbergs Gata           | Torp                                                              | På tomten för det numera avrivna radio- och TV-huset vid Delsjövägen. Anknytning till Göteborgs kultur och radio- och TV-verksamhet. Efter sångerskan Barbro Hörberg. | gata                       | 2011-04-28                           | 57°41′58.73″N 12°0′56.35″Ö / 57.6996472°N 12.0156528°Ö    |      |
| Gunn Wållgrens Gata            | Torp                                                              | På tomten för det numera avrivna radio- och TV-huset vid Delsjövägen. Anknytning till Göteborgs kultur och radio- och TV-verksamhet. Efter skådespelerskan Gunn Wållgren. | gata                       | 2011-04-28                           | 57°41′58.73″N 12°0′56.35″Ö / 57.6996472°N 12.0156528°Ö    |      |
| Hagge Geigerts Trappor         | Annedal                                                           | Efter artisten Hagge Geigert (1925-2000). Trappväg från Lilla Bergsgatan upp till Nilssonsberg. Geigert bodde under många år på adressen Lilla Bergsgatan 3. | trappor                    | 2011-04-28                           | 57°41′44.89″N 11°57′38.38″Ö / 57.6958028°N 11.9606611°Ö   |      |
| Helge Zimdals Gångväg          | Landala                                                           | Till minne av professor Helge Zimdal (1903-2001), verksam vid Chalmers 1951-1970. Gångväg från Sven Hultins Gata till Kolonigatan i Landala Egnahemsområde. | gångväg                    | 2011-04-28                           | 57°41′17.72″N 11°58′26.33″Ö / 57.6882556°N 11.9739806°Ö   |      |
| Jöns Rundbäcks Plats           | Kvillebäcken                                                      | Plats utmed Gamla Tuvevägen bildad i samband med ny bebyggelse mellan Gustaf Dahlénsgatan och Kvillebäcken. Platsen belägen i anslutning till Rundbäcksgatan. | plats                      | 2011-04-28                           | 57°43′23.37″N 11°56′50.37″Ö / 57.7231583°N 11.9473250°Ö   |      |
| Kent Anderssons Gata           | Torp                                                              | På tomten för det numera avrivna radio- och TV-huset vid Delsjövägen. Anknytning till Göteborgs kultur och radio- och TV-verksamhet. Efter skådespelaren Kent Andersson | gata                       | 2011-04-28                           | 57°41′58.73″N 12°0′56.35″Ö / 57.6996472°N 12.0156528°Ö    |      |
| Myggan Ericsons Gata           | Torp                                                              | På tomten för det numera avrivna radio- och TV-huset vid Delsjövägen. Anknytning till Göteborgs kultur och radio- och TV-verksamhet. Efter teatermannen Uno "Myggan" Ericson. | gata                       | 2011-04-28                           | 57°41′58.73″N 12°0′56.35″Ö / 57.6996472°N 12.0156528°Ö    |      |
| Märta Ternstedts Gata          | Torp                                                              | På tomten för det numera avrivna radio- och TV-huset vid Delsjövägen. Anknytning till Göteborgs kultur och radio- och TV-verksamhet. Efter skådespelerskan Märta Ternstedt. | gata                       | 2011-04-28                           | 57°41′58.73″N 12°0′56.35″Ö / 57.6996472°N 12.0156528°Ö    |      |
| Nils Dahlbecks Gata            | Torp                                                              | På tomten för det numera avrivna radio- och TV-huset vid Delsjövägen. Anknytning till Göteborgs kultur och radio- och TV-verksamhet. Efter radio- och TV-medarbetaren Nils Dahlbeck. | gata                       | 2011-04-28                           | 57°41′58.73″N 12°0′56.35″Ö / 57.6996472°N 12.0156528°Ö    |      |
| Pusterviksbron                 | Inom Vallgraven                                                   | Den gamla Pusterviksbron revs på 1950-talet då stadsplanen ändrades och ersattes då med två broar – Östra och Västra Pusterviksbron. Efter Götatunnelns tillblivelse har åter de två broarna ersatts med endast en bro. Ett återtagande av det ursprungliga namnet – Pusterviksbron förefaller i sammanhanget naturligt. | bro                        | 2011-04-28                           | 57°42′7″N 11°57′17″Ö / 57.70194°N 11.95472°Ö              |      |
| Sonya Hedenbratts Gata         | Torp                                                              | På tomten för det numera avrivna radio- och TV-huset vid Delsjövägen. Anknytning till Göteborgs kultur och radio- och TV-verksamhet. Efter skådespelerskan Sonya Hedenbratt. | gata                       | 2011-04-28                           | 57°41′58.73″N 12°0′56.35″Ö / 57.6996472°N 12.0156528°Ö    |      |
| Steen Priwins Gata             | Torp                                                              | På tomten för det numera avrivna radio- och TV-huset vid Delsjövägen. Anknytning till Göteborgs kultur och radio- och TV-verksamhet. Efter TV-producenten Steen Priwin. | gata                       | 2011-04-28                           | 57°41′58.73″N 12°0′56.35″Ö / 57.6996472°N 12.0156528°Ö    |      |
| Sten-Åke Cederhöks Gata        | Torp                                                              | På tomten för det numera avrivna radio- och TV-huset vid Delsjövägen. Anknytning till Göteborgs kultur och radio- och TV-verksamhet. Efter skådespelaren Sten-Åke Cederhök. | gata                       | 2011-04-28                           | 57°41′58.73″N 12°0′56.35″Ö / 57.6996472°N 12.0156528°Ö    |      |
| Synvillans Gata                | Torp                                                              | På tomten för det numera avrivna radio- och TV-huset vid Delsjövägen. Anknytning till Göteborgs kultur och radio- och TV-verksamhet. Efter det tidigare radio- och TV-huset Synvillan. | gata                       | 2011-04-28                           | 57°41′58.73″N 12°0′56.35″Ö / 57.6996472°N 12.0156528°Ö    |      |
| Viveka Seldahls Gata           | Torp                                                              | På tomten för det numera avrivna radio- och TV-huset vid Delsjövägen. Anknytning till Göteborgs kultur och radio- och TV-verksamhet. Efter skådespelerskan Viveka Seldahl | gata                       | 2011-04-28                           | 57°41′58.73″N 12°0′56.35″Ö / 57.6996472°N 12.0156528°Ö    |      |
| Åke Falcks Gata                | Torp                                                              | På tomten för det numera avrivna radio- och TV-huset vid Delsjövägen. Anknytning till Göteborgs kultur och radio- och TV-verksamhet. Efter regissören Åke Falck. | gata                       | 2011-04-28                           | 57°41′58.73″N 12°0′56.35″Ö / 57.6996472°N 12.0156528°Ö    |      |
| Bönekullevägen                 | Tuve                                                              | Väg i verksamhetsområde i korsningen Hisingsleden och Holmvägen i Tuve. Vägen stryker förbi Bönekullen. | väg                        | 2011-06-16                           | 57°46′27.13″N 11°53′41.29″Ö / 57.7742028°N 11.8948028°Ö   |      |
| Ottos Väg                      | Styrsö                                                            | Väg mellan Husviksvägen och Brännö skola på Brännö. Vägen löper förbi Brännö Värdshus. Huset beboddes förr av mästerlotsen Otto Granström (1860-1935) och värdshuset drivs idag av hans barnbarn. | väg                        | 2011-06-16                           | 57°38′28.3″N 11°46′41.2″Ö / 57.641194°N 11.778111°Ö       |      |
| Rosengången                    | Rambergsstaden                                                    | Inom Lundbykoloniens område löper två parallella vägar mellan kolonistugorna. Sedan länge används namnen Rosengången och Syrengången av koloniföreningens medlemmar. Namnen fastställdes. | väg                        | 2011-06-16                           | 57°43′4.3″N 11°55′30.2″Ö / 57.717861°N 11.925056°Ö        |      |
| Syrengången                    | Rambergsstaden                                                    | Inom Lundbykoloniens område löper två parallella vägar mellan kolonistugorna. Sedan länge används namnen Rosengången och Syrengången av koloniföreningens medlemmar. Namnen fastställdes. | väg                        | 2011-06-16                           | 57°43′2.6″N 11°55′31.1″Ö / 57.717389°N 11.925306°Ö        |      |
| Tulebergsstigen                | Änggården                                                         | Väg som löper från Tulebergsvägen sydost över till ett småhusområde. | väg                        | 2011-06-16                           |                                                           |      |
| Friidrottens Väg               | Slottsskogen                                                      | Byte från namnet Viljo Nousiainens Gångväg. | gångväg                    | 2011-09-29                           | 57°40′36″N 11°56′14″Ö / 57.67667°N 11.93722°Ö             |      |
| John E Olsons Plats            | Majorna                                                           | På platsen mellan Allmänna Vägen och Karl Johansgatan i Majorna och Slintins Gångväg på gångvägen öster om platsen. John E Olson var Sveriges sista segelfartygsredare och en av dem som grundade Gamla Majpojkars Förbund. | plats                      | 2011-09-29                           | 57°41′45″N 11°55′28″Ö / 57.69583°N 11.92444°Ö             |      |
| Lilla Solstrålegatan           | Biskopsgården och Tuve                                            | Ansluter till Solstrålegatan och Lilla Björlandavägen i Tuve. | gata                       | 2011-09-29                           | 57°44′20.5″N 11°53′59.1″Ö / 57.739028°N 11.899750°Ö       |      |
| Skeppstadsvägen                | Torslanda                                                         | Namnen inom kolonin var väl inarbetade sedan gammalt, men fick tillägget "Skeppstads" så att de inte ska förväxlas med andra vägar i kommunen. | väg                        | 2011-09-29                           | 57°41′55″N 11°46′47″Ö / 57.69861°N 11.77972°Ö             |      |
| Skeppstads Andväg              | Torslanda                                                         | Namnen inom kolonin var väl inarbetade sedan gammalt, men fick tillägget "Skeppstads" så att de inte ska förväxlas med andra vägar i kommunen. | väg                        | 2011-09-29                           | 57°41′55.4″N 11°47′7.3″Ö / 57.698722°N 11.785361°Ö        |      |
| Skeppstads Ejderväg            | Torslanda                                                         | Namnen inom kolonin var väl inarbetade sedan gammalt, men fick tillägget "Skeppstads" så att de inte ska förväxlas med andra vägar i kommunen. | väg                        | 2011-09-29                           | 57°41′51″N 11°46′44″Ö / 57.69750°N 11.77889°Ö             |      |
| Skeppstads Gateskärsväg        | Torslanda                                                         | Namnen inom kolonin var väl inarbetade sedan gammalt, men fick tillägget "Skeppstads" så att de inte ska förväxlas med andra vägar i kommunen. | väg                        | 2011-09-29                           | 57°41′48″N 11°46′53″Ö / 57.69667°N 11.78139°Ö             |      |
| Skeppstads Ljungväg            | Torslanda                                                         | Namnen inom kolonin var väl inarbetade sedan gammalt, men fick tillägget "Skeppstads" så att de inte ska förväxlas med andra vägar i kommunen. | väg                        | 2011-09-29                           | 57°41′58″N 11°47′8″Ö / 57.69944°N 11.78556°Ö              |      |
| Skeppstads Måsväg              | Torslanda                                                         | Namnen inom kolonin var väl inarbetade sedan gammalt, men fick tillägget "Skeppstads" så att de inte ska förväxlas med andra vägar i kommunen. | väg                        | 2011-09-29                           | 57°42′5″N 11°46′45″Ö / 57.70139°N 11.77917°Ö              |      |
| Skeppstads Ringväg             | Torslanda                                                         | Namnen inom kolonin var väl inarbetade sedan gammalt, men fick tillägget "Skeppstads" så att de inte ska förväxlas med andra vägar i kommunen. | väg                        | 2011-09-29                           | 57°41′58″N 11°47′0″Ö / 57.69944°N 11.78333°Ö              |      |
| Skeppstads Strandväg           | Torslanda                                                         | Namnen inom kolonin var väl inarbetade sedan gammalt, men fick tillägget "Skeppstads" så att de inte ska förväxlas med andra vägar i kommunen. | väg                        | 2011-09-29                           | 57°41′50″N 11°46′57″Ö / 57.69722°N 11.78250°Ö             |      |
| Skeppstads Tärnväg             | Torslanda                                                         | Namnen inom kolonin var väl inarbetade sedan gammalt, men fick tillägget "Skeppstads" så att de inte ska förväxlas med andra vägar i kommunen. | väg                        | 2011-09-29                           | 57°42′0″N 11°46′48″Ö / 57.70000°N 11.78000°Ö              |      |
| Skeppstads Ärleväg             | Torslanda                                                         | Namnen inom kolonin var väl inarbetade sedan gammalt, men fick tillägget "Skeppstads" så att de inte ska förväxlas med andra vägar i kommunen. | väg                        | 2011-09-29                           | 57°41′55″N 11°46′50″Ö / 57.69861°N 11.78056°Ö             |      |
| Slintins Gångväg               | Majorna                                                           | På platsen mellan Allmänna Vägen och Karl Johansgatan i Majorna och Slintins Gångväg på gångvägen öster om platsen. Majornas mest ökända värdshus, krogen Ärevunnen, kallades "Slintin" i folkmun. | gångväg                    | 2011-09-29                           | 57°41′44.90″N 11°55′28.43″Ö / 57.6958056°N 11.9245639°Ö   |      |
| Augustas Väg                   | Askim                                                             | Efter tidigare ägaren av fastigheten vid vägen, Augusta Johansson. | väg                        | 2011-11-24                           | 57°34′32.8″N 11°58′35.9″Ö / 57.575778°N 11.976639°Ö       |      |
| Flygstationsvägen              | Torslanda                                                         | Gata söder om de gamla flygledningsbyggnaderna vid före detta Torslanda flygplats. | gata                       | 2011-11-24                           | 57°42′38.1″N 11°46′57.5″Ö / 57.710583°N 11.782639°Ö       |      |
| Fraktflyget                    | Torslanda                                                         | Gata söder om de gamla flygledningsbyggnaderna vid före detta Torslanda flygplats. | gata                       | 2011-11-24                           | 57°42′35.3″N 11°46′51″Ö / 57.709806°N 11.78083°Ö          |      |
| Krutvägen                      | Kviberg                                                           | Inom gamla regementsområdet. Ansluter till den ej fastställda Krutbacken. | väg                        | 2011-11-24                           | 57°44′16.27″N 12°2′8.11″Ö / 57.7378528°N 12.0355861°Ö     |      |
| Kvillebäcksparken              | Kvillebäcken och Backa                                            | Parkstråket utmed Kvillebäckens östra och västra sida. | park                       | 2011-11-24                           | 57°43′21″N 11°57′0″Ö / 57.72250°N 11.95000°Ö              |      |
| Postflyget                     | Torslanda                                                         | Gata söder om de gamla flygledningsbyggnaderna vid före detta Torslanda flygplats. | gata                       | 2011-11-24                           | 57°42′31.8″N 11°46′45.1″Ö / 57.708833°N 11.779194°Ö       |      |
| Segelflyget                    | Torslanda                                                         | Gata söder om de gamla flygledningsbyggnaderna vid före detta Torslanda flygplats. | gata                       | 2011-11-24                           | 57°42′37.2″N 11°46′30.7″Ö / 57.710333°N 11.775194°Ö       |      |
| Sjöflyget                      | Torslanda                                                         | Gata söder om de gamla flygledningsbyggnaderna vid före detta Torslanda flygplats. | gata                       | 2011-11-24                           | 57°42′36.2″N 11°46′31.8″Ö / 57.710056°N 11.775500°Ö       |      |
| S:t Pauli Kyrkoplan            | Olskroken                                                         | Intill Sankt Pauli kyrka. | plats                      | 2011-11-24                           | 57°42′52″N 12°0′11″Ö / 57.71444°N 12.00306°Ö              |      |
| Kvibergs Kyrkogårdsväg         | Kviberg                                                           | Vid Kvibergs kyrkogård. | väg                        | 2012-04-26                           | 57°44′11.24″N 12°1′19.52″Ö / 57.7364556°N 12.0220889°Ö    |      |
| Plutovägen                     | Bergsjön                                                          | Väg upp till Bergsjöns vattentorn. | väg                        | 2012-04-26                           | 57°45′23″N 12°3′51″Ö / 57.75639°N 12.06417°Ö              |      |
| Skeppstads Trastväg            | Torslanda                                                         | Inom Skeppstadskolonin i Torslanda. I enlighet med tidigare namnsättning och namntraditioner i området. | väg                        | 2012-04-26                           | 57°41′59″N 11°46′35.6″Ö / 57.69972°N 11.776556°Ö          |      |
| Skyttegillets Väg              | Högsbo                                                            | Vid Högsbo skjutfält för att hedra Göteborgs Skyttegille, startat 1882, av bland annat Viktor Rydberg. | väg                        | 2012-04-26                           | 57°40′12.6″N 11°56′28.8″Ö / 57.670167°N 11.941333°Ö       |      |
| Blixtbrickegatan               | Inom Vallgraven                                                   | Vid Skeppsbron, efter de brickor som förr användes för anställning av tillfällig arbetskraft inom hamnens stuveriarbete. | gata                       | 2012-05-29                           | 57°42′21.41″N 11°57′28.00″Ö / 57.7059472°N 11.9577778°Ö   |      |
| Hovås Oxsjöväg                 | Askim                                                             | Mellan Hovås Hagstig och Oxsjön. | väg                        | 2012-05-29                           | 57°36′21.9″N 11°57′49.3″Ö / 57.606083°N 11.963694°Ö       |      |
| Redareparken                   | Inom Vallgraven                                                   | Vid Skeppsbron, en park framför Merkurhuset. I åminnelse av alla redare i området. | park                       | 2012-05-29                           |                                                           |      |
| Skeppsbropiren                 | Inom Vallgraven                                                   | Vid Skeppsbron, pir intill Rosenlundskanalens mynning. | pir                        | 2012-05-29                           |                                                           |      |
| Stenpiren                      | Inom Vallgraven                                                   | Vid Skeppsbron, i anslutning till nuvarande Stenpiren. | kommunikationscentrum      | 2012-05-29                           | 57°42′21.48″N 11°57′27.88″Ö / 57.7059667°N 11.9577444°Ö   |      |
| Trädgårdsberget                | Angered                                                           | I anslutning till Gunnaredsstigen och Rävebergsvägen. Då Trädgårdsgärdet och Trädgårdsstigen ligger betydligt lägre föreslogs namnet Trädgårdsberget. | väg                        | 2012-05-29                           | 57°48′13″N 12°2′42.3″Ö / 57.80361°N 12.045083°Ö           |      |
| Träpirsgatan                   | Inom Vallgraven                                                   | Vid Skeppsbron, efter träpiren som förr var belägen strax väster om Stenpiren och främst användes för skärgårdstrafiken. | gata                       | 2012-05-29                           |                                                           |      |
| Älvegårdsgränden               | Lilleby                                                           | I anslutning till Nya Älvegårdsvägen. | gata                       | 2012-05-29                           | 57°44′8.6″N 11°48′8.6″Ö / 57.735722°N 11.802389°Ö         |      |
| Apslätten                      | Kålltorp                                                          | Apslätten, tidigare Apan eller Kålltorps Apa, är namnet på ett gräsområde i parkmiljö i stadsdelen Kålltorp. Det finns flera olika teorier om namnets uppkomst: Ett resande sällskap på 1860-talet hade en apa som rymde men återfanns på Apslätten. Området har formen av ett apsegel vilket är just trekantigt eller trapetsformat. Området har alltid varit populärt för folk som "majar" och det förekom ofta att dessa sällskap också "apade" sig. | plats                      | 2012-08-23                           | 57°42′32.02″N 12°1′44.22″Ö / 57.7088944°N 12.0289500°Ö    |      |
| Lilleby Badväg                 | Lilleby                                                           | Väg mellan Lillebyvägen och Lillebybadet. | väg                        | 2012-08-23                           | 57°44′43.4″N 11°45′19.3″Ö / 57.745389°N 11.755361°Ö       |      |
| Marklandsplatsen               | Högsbo                                                            | Intill trafikcentrum Marklandsgatan. | plats                      | 2012-08-23                           | 57°40′27″N 11°56′10.5″Ö / 57.67417°N 11.936250°Ö          |      |
| Edsviksvägen                   | Delsjön                                                           | Leder ner till Edsviken. | väg                        | 2012-09-27                           | 57°41′38.9″N 12°3′9.7″Ö / 57.694139°N 12.052694°Ö         |      |
| Frisksportaren                 | Kålltorp                                                          | Nytt namn behövs i Skatås motionscentrum som ett led i att utryckningsfordon lättare skall kunna orientera sig. På grund av platsens användning och karaktär. | väg                        | 2012-09-27                           | 57°42′12.9″N 12°2′12.3″Ö / 57.703583°N 12.036750°Ö        |      |
| Gårdstens Industriväg          | Gårdsten                                                          | Inom nytt verksamhetsområde. | väg                        | 2012-09-27                           | 57°47′49.8″N 12°1′31.1″Ö / 57.797167°N 12.025306°Ö        |      |
| Orienteraren                   | Kålltorp                                                          | Nytt namn behövs i Skatås motionscentrum som ett led i att utryckningsfordon lättare skall kunna orientera sig. På grund av platsens användning och karaktär. | väg                        | 2012-09-27                           | 57°42′13.7″N 12°2′18.3″Ö / 57.703806°N 12.038417°Ö        |      |
| Terränglöparen                 | Kålltorp                                                          | Nytt namn behövs i Skatås motionscentrum som ett led i att utryckningsfordon lättare skall kunna orientera sig. På grund av platsens användning och karaktär. | väg                        | 2012-09-27                           | 57°42′16.9″N 12°2′9.3″Ö / 57.704694°N 12.035917°Ö         |      |
| Skidåkaren                     | Kålltorp                                                          | Nytt namn behövs i Skatås motionscentrum som ett led i att utryckningsfordon lättare skall kunna orientera sig. På grund av platsens användning och karaktär. | väg                        | 2012-09-27                           | 57°42′17.4″N 12°2′4.4″Ö / 57.704833°N 12.034556°Ö         |      |
| Solrosparken                   | Kålltorp                                                          | Grönyta som är belägen mellan Björcksgatan och Solrosgatan i Kålltorp och där odling sker. | grönområde                 | 2012-09-27                           | 57°43′0.8″N 12°1′43.1″Ö / 57.716889°N 12.028639°Ö         |      |
| Ametistgatan                   | Tynnered, Önnered                                                 | Nya bostadshus kommer att uppföras i området runt Opaltorget. I området används namntemat ädelstenar. | gata                       | 2012-12-20                           | 57°38′37.33″N 11°53′55.97″Ö / 57.6437028°N 11.8988806°Ö   |      |
| Bergartsgatan                  | Backa                                                             | Ett nytt småhusområde kommer att byggas på det höglänta området i anslutning till Stora Arödsgatan i Backa. Namntema i området är bergarter. | gata                       | 2012-12-20                           | 57°44′30.93″N 11°57′35.28″Ö / 57.7419250°N 11.9598000°Ö   |      |
| Fagerlyckan                    | Kärra                                                             | Inom Fagerdals Fritidsbys område i Kärra. | väg                        | 2012-12-20                           | 57°48′13.6″N 11°58′9.5″Ö / 57.803778°N 11.969306°Ö        |      |
| Fagergläntan                   | Kärra                                                             | Inom Fagerdals Fritidsbys område i Kärra. | väg                        | 2012-12-20                           | 57°48′6.1″N 11°58′20.2″Ö / 57.801694°N 11.972278°Ö        |      |
| Granatgatan                    | Tynnered, Önnered                                                 | Nya bostadshus kommer att uppföras i området runt Opaltorget. I området används namntemat ädelstenar. | gata                       | 2012-12-20                           |                                                           |      |
| Hisingsbron                    | Gullbergsvass, Tingstadsvassen                                    | Planerad bro över älven och återanvändning av namnet Hisingsbron, som var namnet på den svängbro som löpte mellan Lilla Bommen-området och Frihamnen och invigdes 1874 och revs 1968–1969. | bro                        | 2012-12-20                           | 57°42′52.14″N 11°58′6.941″Ö / 57.7144833°N 11.96859472°Ö  |      |
| Kalkstensgatan                 | Backa                                                             | Ett nytt småhusområde kommer att byggas på det höglänta området i anslutning till Stora Arödsgatan i Backa. Namntema i området är bergarter. | gata                       | 2012-12-20                           | 57°44′33.39″N 11°57′44.56″Ö / 57.7426083°N 11.9623778°Ö   |      |
| Onyxgatan                      | Tynnered, Önnered                                                 | Nya bostadshus kommer att uppföras i området runt Opaltorget. I området används namntemat ädelstenar. | gata                       | 2012-12-20                           |                                                           |      |
| Sandstensgatan                 | Backa                                                             | Ett nytt småhusområde kommer att byggas på det höglänta området i anslutning till Stora Arödsgatan i Backa. Namntema i området är bergarter. | gata                       | 2012-12-20                           | 57°44′29.53″N 11°57′26.01″Ö / 57.7415361°N 11.9572250°Ö   |      |
| Fjällspiran                    | Angered                                                           | I området föreligger kategorinamn på fjällväxter. | väg                        | 2013-04-29                           | 57°47′57.91″N 12°4′26.93″Ö / 57.7994194°N 12.0741472°Ö    |      |
| Källö Bryggväg                 | Källö                                                             | Behov av nya vägnamn och adresser på Källö. | väg                        | 2013-04-29                           | 57°37′25.67″N 11°46′52.64″Ö / 57.6237972°N 11.7812889°Ö   |      |
| Källö Byväg                    | Källö                                                             | Behov av nya vägnamn och adresser på Källö. | väg                        | 2013-04-29                           | 57°37′27.30″N 11°46′56.98″Ö / 57.6242500°N 11.7824944°Ö   |      |
| Källöstigen                    | Källö                                                             | Behov av nya vägnamn och adresser på Källö. | väg                        | 2013-04-29                           | 57°37′37.24″N 11°46′43.26″Ö / 57.6270111°N 11.7786833°Ö   |      |
| Östra Trulsegårdsvägen         | Björlanda                                                         | Namnbyte av före detta Björlandavägen 350-360. | väg                        | 2013-04-29                           | 57°45′20.7″N 11°50′37.5″Ö / 57.755750°N 11.843750°Ö       |      |
| Gamlestads Brygga              | Gamlestaden                                                       | Inom det omfattande nybyggnadsprogrammet i västra delen av Gamlestaden. Ny torgbildning i anslutning till resecentrum. Ny gatusträckning utmed Säveån. | gata                       | 2013-05-29                           | 57°43′38.83″N 12°0′18.74″Ö / 57.7274528°N 12.0052056°Ö    |      |
| Gamlestads Torg                | Gamlestaden                                                       | Inom det omfattande nybyggnadsprogrammet i västra delen av Gamlestaden. Ny torgbildning i anslutning till resecentrum. | torg                       | 2013-05-29                           | 57°43′39.87″N 12°0′18.87″Ö / 57.7277417°N 12.0052417°Ö    |      |
| Sven Brolids Väg               | Sandarna                                                          | Väg inom Västra Begravningsplatsens område, vilken bland annat leder till Sankt Markus och Sankt Lukas Kapell, ritade av göteborgsarkitekten Sven Brolid. | väg                        | 2013-05-29                           | 57°40′48.5″N 11°54′56.4″Ö / 57.680139°N 11.915667°Ö       |      |
| Sven-Agne Larssons Väg         | Tolered                                                           | I samband med ny bebyggelse i anslutning till Wieselgrensgatan. Efter fotbollsspelaren Sven-Agne Larsson (född 1925, död 2006), som var en av grundarna av fotbollsklubben Häcken. Larsson spelade i klubben under åren 1940–1957 och var dess tränare åren 1958–1959. | väg                        | 2013-05-29                           | 57°43′26.90″N 11°55′59.94″Ö / 57.7241389°N 11.9333167°Ö   |      |
| Övre Ströms Väg                | Olofstorp                                                         | Oklar adressituationen i Olofstorp löstes i samråd med den lokala vägföreningen genom förlängning av Hallmans Väg och fastställande av namnet Övre Ströms Väg. | väg                        | 2013-05-29                           | 57°47′56.4″N 12°9′29.1″Ö / 57.799000°N 12.158083°Ö        |      |
| Bergums Prästgårdsbacke        | Olofstorp                                                         | Nya bostäder och service skall uppföras vid Bergums Prästgårdsväg i Olofstorp. Då vägen är brant får namnet Bergums Prästgårdsbacke. | väg                        | 2013-09-26                           | 57°48′10.7″N 12°10′5.2″Ö / 57.802972°N 12.168111°Ö        |      |
| Cellogatan                     | Rud                                                               | Nya bostäder skall uppföras vid Lergöksgatan i Rud. Namnkategorin i området är musik och musikinstrument. | gata                       | 2013-09-26                           |                                                           |      |
| Kvibergs Bäckväg               | Gamlestaden                                                       | I den fortgående utbyggnaden på Kviberg behövs nya namn. Dels på en ny huvudinfart till idrottsområdet och dels på tre interna vägstråk. | gång-, cykel- och mopedväg | 2013-09-26                           | 57°44′47.86″N 12°2′37.63″Ö / 57.7466278°N 12.0437861°Ö    |      |
| Kvibergs Port                  | Gamlestaden                                                       | I den fortgående utbyggnaden på Kviberg behövs nya namn. Dels på en ny huvudinfart till idrottsområdet och dels på tre interna vägstråk. | gata                       | 2013-09-26                           | 57°44′7.974″N 12°2′8.770″Ö / 57.73554833°N 12.03576944°Ö  |      |
| Millenniumgatan                | Kortedala                                                         | Nya bostäder skall uppföras vid Decenniumplan i Kortedala. Namnkategori i området är tidsrymder och almanackan. | gata                       | 2013-09-26                           | 57°45′18.73″N 12°1′15.24″Ö / 57.7552028°N 12.0209000°Ö    |      |
| Asperöslingan                  | Asperö                                                            | Nytt vägnamn på Asperö. | väg                        | 2013-11-28                           |                                                           |      |
| Folkskolegatan                 | Annedal                                                           | Det gamla utgångna namnet Folkskolegatan i Annedal tas åter i bruk i anslutning till Annedalsskolan. Namnet Folkskolegatan fastställdes 1872 men togs ur bruk på 1970-talet då stadsplanen ändrades. | gata                       | 2013-11-28                           | 57°41′35.87″N 11°57′40.45″Ö / 57.6932972°N 11.9612361°Ö   |      |
| Lindholmshamnen                | Lindholmen                                                        | Ny bebyggelse skall uppföras i anslutning till Lindholmshamnens inre norra del. |                            | 2013-11-28                           | 57°42′29″N 11°56′30″Ö / 57.70806°N 11.94167°Ö             |      |
| Marmorgatan                    | Backa                                                             | Ytterligare ett nytt namn behövs inom byggprojektet Källehöjden i anslutning till Bergartsgatan i Backa. I området finns namnkategorin bergarter. | gata                       | 2013-11-28                           | 57°44′29.85″N 11°57′39.98″Ö / 57.7416250°N 11.9611056°Ö   |      |
| Skallgången                    | Askim                                                             | En cirka 700 meter lång gångväg från Skalldalsvägens början, nära busshållplatsen Askims kyrka, upp till Hovås Jägarväg. | gångstig                   | 2013-11-28                           |                                                           |      |
| Släktforskarens Gångväg        | Lorensberg                                                        | Den gångväg som löper utmed Landsarkivets fasad mot Viktor Rydbergsgatan och som tangerar den hörna där arkivet numera har sin entré. | gångväg                    | 2013-11-28                           | 57°41′47.25″N 11°58′36.67″Ö / 57.6964583°N 11.9768528°Ö   |      |
| Termometergatan                | Biskopsgården                                                     | Nya bostäder skall uppföras vid Temperaturgatan i Biskopsgården. Namnen i området följer namnkategorin väder och meteorologi. | gata                       | 2013-11-28                           | 57°44′3.069″N 11°53′14.90″Ö / 57.73418583°N 11.8874722°Ö  |      |
| Åkes Väg                       | Olofstorp                                                         | I anslutning till Hallmans Väg. I folkmun har vägen bland de boende länge kallats Åkes Väg efter Åke Abrahamsson som mer eller mindre egenhändigt en gång byggt vägen fram till sin sommarstuga. Åke Abrahamsson avled 2003-05-15 och var under många år verksam i det dåvarande Göteborgshem. I hans arbetsuppgifter ingick bland annat att avhysa folk i ett socialt mycket nedgånget Bergsjön (Teleskopgatan). Åke hade ett varmt hjärta och hjälpte många familjer på fötter. Att avhysa hyresgäster var den sista utvägen. | väg                        | 2013-11-28                           | 57°47′55.19″N 12°9′39.02″Ö / 57.7986639°N 12.1608389°Ö    |      |
| Sven Hultins Plats             | Johanneberg                                                       | I anslutning till Sven Hultins Gata på Chalmers-området. | plats                      | 2014-03-27                           | 57°41′7.2″N 11°58′42.3″Ö / 57.685333°N 11.978417°Ö        |      |
| Medicinareberget               | Annedal                                                           | Området kallas av hävd detta. | plats                      | 2014-03-27                           | 57°41′7.5″N 11°57′31.9″Ö / 57.685417°N 11.958861°Ö        |      |
| Kålseredsslingan               | Björlanda                                                         | I området Kålsered. | väg                        | 2014-03-27                           | 57°44′38.6″N 11°51′41.8″Ö / 57.744056°N 11.861611°Ö       |      |
| Halmtorget                     | Angered                                                           | Nytt torg i stadsdelen. | torg                       | 2014-03-27                           | 57°47′48.9″N 12°2′52.7″Ö / 57.796917°N 12.047972°Ö        |      |
| Hilma Anderssons Gata          | Högsbo                                                            | Efter bageriägaren Hilma Andersson i nuvarande Högsbo industriområde. | gata                       | 2014-03-27                           |                                                           |      |
| Björlanda Prästgårdsväg        | Björlanda                                                         | Vid Store Udds Väg. | väg                        | 2014-03-27                           | 57°45′31.23″N 11°48′59.02″Ö / 57.7586750°N 11.8163944°Ö   |      |
| Meli Johanssons Väg            | Säve                                                              | Emilia "Meli" Johansson (1865-1950) ägde och brukade tillsammans med sin man Adolf Johansson (1859-1934) Björlanda mellangård som låg i området. | väg                        | 2014-03-27                           | 57°45′44.9″N 11°49′0.9″Ö / 57.762472°N 11.816917°Ö        |      |
| Oskars Lycka                   | Björlanda                                                         | Namn på en ny väg. Carl Oskar Olsson (född 1840), även kallad "Toffel-Oskar", var skomakare i Låssby och hade ett torp på platsen. | väg                        | 2014-03-27                           | 57°44′21.49″N 11°50′17.33″Ö / 57.7393028°N 11.8381472°Ö   |      |
| Flygflottiljens Väg            | Säve                                                              | I Säve flygflottiljs gamla område. | väg                        | 2014-03-27                           | 57°46′32.39″N 11°53′22.51″Ö / 57.7756639°N 11.8895861°Ö   |      |
| Flyglottornas Väg              | Säve                                                              | I Säve flygflottiljs gamla område. | väg                        | 2014-03-27                           | 57°46′44.41″N 11°53′6.592″Ö / 57.7790028°N 11.88516444°Ö  |      |
| Fältflygarnas Väg              | Säve                                                              | I Säve flygflottiljs gamla område. | väg                        | 2014-03-27                           | 57°46′40.90″N 11°53′22.48″Ö / 57.7780278°N 11.8895778°Ö   |      |
| Gamla Bergets Väg              | Säve                                                              | I Säve flygflottiljs gamla område. | väg                        | 2014-03-27                           |                                                           |      |
| Nya Bergets Väg                | Säve                                                              | I Säve flygflottiljs gamla område. | väg                        | 2014-03-27                           | 57°46′23.52″N 11°52′59.86″Ö / 57.7732000°N 11.8832944°Ö   |      |
| Förö Godtemplardal             | Styrsö                                                            | Ön har många sommarbostäder som behöver adresser. |                            | 2014-03-27                           | 57°37′42.81″N 11°50′41.68″Ö / 57.6285583°N 11.8449111°Ö   |      |
| Förö Blöta Vik                 | Styrsö                                                            | Ön har många sommarbostäder som behöver adresser. | plats                      | 2014-03-27                           | 57°37′39.48″N 11°50′41.88″Ö / 57.6276333°N 11.8449667°Ö   |      |
| Förö Norra Strandväg           | Styrsö                                                            | Ön har många sommarbostäder som behöver adresser. | väg                        | 2014-03-27                           |                                                           |      |
| Förö Östra Strandväg           | Styrsö                                                            | Ön har många sommarbostäder som behöver adresser. | väg                        | 2014-03-27                           | 57°37′39.53″N 11°51′12.77″Ö / 57.6276472°N 11.8535472°Ö   |      |
| Förö Södra Strandväg           | Styrsö                                                            | Ön har många sommarbostäder som behöver adresser. | väg                        | 2014-03-27                           | 57°37′31.55″N 11°50′54.17″Ö / 57.6254306°N 11.8483806°Ö   |      |
| Förö Västra Strandväg          | Styrsö                                                            | Ön har många sommarbostäder som behöver adresser. | väg                        | 2014-03-27                           | 57°37′42.77″N 11°50′43.99″Ö / 57.6285472°N 11.8455528°Ö   |      |
| Förö Delfinväg                 | Styrsö                                                            | Ön har många sommarbostäder som behöver adresser. | väg                        | 2014-03-27                           | 57°37′45.45″N 11°50′52.39″Ö / 57.6292917°N 11.8478861°Ö   |      |
| Förö Ejderväg                  | Styrsö                                                            | Ön har många sommarbostäder som behöver adresser. | väg                        | 2014-03-27                           | 57°37′38.73″N 11°51′1.244″Ö / 57.6274250°N 11.85034556°Ö  |      |
| Förö Måsväg                    | Styrsö                                                            | Ön har många sommarbostäder som behöver adresser. | väg                        | 2014-03-27                           | 57°37′37.16″N 11°50′57.17″Ö / 57.6269889°N 11.8492139°Ö   |      |
| Förö Utterstig                 | Styrsö                                                            | Ön har många sommarbostäder som behöver adresser. | stig                       | 2014-03-27                           | 57°37′33.05″N 11°51′8.682″Ö / 57.6258472°N 11.85241167°Ö  |      |
| Förö Tärnväg                   | Styrsö                                                            | Ön har många sommarbostäder som behöver adresser. | väg                        | 2014-03-27                           | 57°37′36.75″N 11°50′49.97″Ö / 57.6268750°N 11.8472139°Ö   |      |
| Förö Flaggstig                 | Styrsö                                                            | Ön har många sommarbostäder som behöver adresser. | stig                       | 2014-03-27                           | 57°37′38.22″N 11°50′52.85″Ö / 57.6272833°N 11.8480139°Ö   |      |
| Förö Bergstig                  | Styrsö                                                            | Ön har många sommarbostäder som behöver adresser. | stig                       | 2014-03-27                           | 57°37′34.8″N 11°50′54.4″Ö / 57.626333°N 11.848444°Ö       |      |
| Amhult Nedergård               | Torslanda                                                         | Gammalt gårdsnamn inom Amhult. | gata                       | 2014-06-10                           | 57°42′44.84″N 11°46′14.68″Ö / 57.7124556°N 11.7707444°Ö   |      |
| Dansbanevägen                  | Torslanda                                                         | Mellan Lillebyvägen och Trollmors väg i Lilleby går denna skogsväg. Samråd har skett med Torslanda Hembygdsförening. | väg                        | 2014-06-10                           | 57°44′24.1″N 11°46′57.8″Ö / 57.740028°N 11.782722°Ö       |      |
| Erna Johanssons Gata           | Krokslätt                                                         | Namnet Ernas Gata är etablerat sedan tidigare. Erna Johansson (1906-1996) hade en frukt och grönt-affär vid Bazar Alliance på Kungstorget. | gata                       | 2014-06-10                           | 57°40′46.1″N 11°59′13.7″Ö / 57.679472°N 11.987139°Ö       |      |
| Herkulesparken                 | Stadsdelsnämndsområde Lundby                                      | Fastställande av etablerat namn. | park                       | 2014-10-30                           | 57°42′59.2″N 11°56′54.5″Ö / 57.716444°N 11.948472°Ö       |      |
| Trädgårdsbacken                | Angered                                                           | Gatunamnet Trädgårdsbacken anknyter till terrängen och till tidigare valt namn. | gata                       | 2014-11-24                           | 57°48′18.30″N 12°2′43.79″Ö / 57.8050833°N 12.0454972°Ö    |      |
| Trädgårdsängen                 | Angered                                                           | Gatunamnet Trädgårdsängen anknyter till terrängen och till tidigare valt namn. | gata                       | 2014-11-24                           | 57°48′18.96″N 12°2′51.57″Ö / 57.8052667°N 12.0476583°Ö    |      |
| Skoghultsvägen                 | Olofstorp                                                         | Efter det äldre gårdsnamnet Hultet finns Hultets väg (i Lerum) och Fjällhultsvägen. Vägen leds i ett skogrikt område varför Skoghultsvägen är passande. | väg                        | 2014-11-24                           |                                                           |      |
| Brottkärr Stenkulla            | Askim, Stadsdelsnämndsområde Askim–Frölunda–Högsbo                | Längs Brottkärrs Byväg i Brottkärr finns kort väg som omedelbart behöver adress för hemtjänsten. | väg                        | 2015-03-26                           | 57°36′19.46″N 11°55′40.11″Ö / 57.6054056°N 11.9278083°Ö   |      |
| Rambergsmotet                  | Stadsdelsnämndsområde Lundby                                      | Trafikverket planerar bygga nytt järnvägsmot norr om Lindholmen i direkt anslutning till Ramberget. | mot                        | 2015-03-26                           |                                                           |      |
| Bergslagsmotet                 | Stadsdelsnämndsområde Centrum                                     | Motet vid Mårten Krakowgatan är beläget invid Bergslagsbanans stationshus som utgör ett tydligt inslag i gatubilden. Gatunamnet Bergslagsgatan som leder till stationshuset fick namn efter Bergslagsbanans stationshus 1882. Lantmäteriet föreslår att det nya motet får namnet Bergslagsmotet som då får en naturlig anknytning till det äldre gatunamnet, och på detta sätt stärks också närmiljöns lokala kommunikations- och kulturhistoria. | mot                        | 2015-03-26                           | 57°42′45.42″N 11°58′17.54″Ö / 57.7126167°N 11.9715389°Ö   |      |
| Falutorgsmotet                 | Stadsdelsnämndsområde Centrum                                     | Motet vid Mårten Krakowgatan är lokaliserat vid Falutorget vid Gasklockan. Falutorget kom till 1883 samtidigt som ändrad stadsplan avregistrerade namnet Falugatan. Namnet syftar på Falun som var Bergslagsbanans ändstation då den öppnades 1879. | mot                        | 2015-03-26                           | 57°42′59.38″N 11°58′54.83″Ö / 57.7164944°N 11.9818972°Ö   |      |
| Hovås Allé                     | Stadsdelsnämndsområde Askim–Frölunda–Högsbo                       | Nytt centrum med affärer, kulturhus/skola och bostäder i Hovås kring Origohuset vid Brottkärrsmotet. Nybyggnationen innebär ändrade vägsträckningar och nya gatunamn. En allé markerar centrumbildningen. | gata                       | 2015-03-26                           | 57°36′0.842″N 11°57′12.35″Ö / 57.60023389°N 11.9534306°Ö  |      |
| Björklundabacken               | Stadsdelsnämndsområde Askim–Frölunda–Högsbo                       | Nytt centrum med affärer, kulturhus/skola och bostäder i Hovås kring Origohuset vid Brottkärrsmotet. Nybyggnationen innebär ändrade vägsträckningar och nya gatunamn. En allé markerar centrumbildningen. | gata                       | 2015-03-26                           | 57°36′6.127″N 11°57′8.913″Ö / 57.60170194°N 11.95247583°Ö |      |
| Rosenapelgatan                 | Stadsdelsnämndsområde Lundby                                      | Mellan Lundbybadet och Lundby koloniområde vid Rambergsvallen kommer ett nytt bostadsområde att byggas. Föreningen Lundby Koloniträdgårdar bildades 1918. De för Sverige unika gatunamnen för gångfartsgator och aktivitetsstråk i området utgår från träd ämnade för trädgårdar. | gata                       | 2015-03-26                           | 57°43′4.398″N 11°55′36.43″Ö / 57.71788833°N 11.9267861°Ö  |      |
| Korstörnegatan                 | Stadsdelsnämndsområde Lundby                                      | Mellan Lundbybadet och Lundby koloniområde vid Rambergsvallen kommer ett nytt bostadsområde att byggas. Föreningen Lundby Koloniträdgårdar bildades 1918. De för Sverige unika gatunamnen för gångfartsgator och aktivitetsstråk i området utgår från träd ämnade för trädgårdar. | gata                       | 2015-03-26                           | 57°43′4.430″N 11°55′40.73″Ö / 57.71789722°N 11.9279806°Ö  |      |
| Trollhasselgatan               | Stadsdelsnämndsområde Lundby                                      | Mellan Lundbybadet och Lundby koloniområde vid Rambergsvallen kommer ett nytt bostadsområde att byggas. Föreningen Lundby Koloniträdgårdar bildades 1918. De för Sverige unika gatunamnen för gångfartsgator och aktivitetsstråk i området utgår från träd ämnade för trädgårdar. | gata                       | 2015-03-26                           | 57°43′7.399″N 11°55′39.15″Ö / 57.71872194°N 11.9275417°Ö  |      |
| Rödlönnsgången                 | Stadsdelsnämndsområde Lundby                                      | Mellan Lundbybadet och Lundby koloniområde vid Rambergsvallen kommer ett nytt bostadsområde att byggas. Föreningen Lundby Koloniträdgårdar bildades 1918. De för Sverige unika gatunamnen för gångfartsgator och aktivitetsstråk i området utgår från träd ämnade för trädgårdar. | gata                       | 2015-03-26                           | 57°43′5.251″N 11°55′40.31″Ö / 57.71812528°N 11.9278639°Ö  |      |
| Logistikvägen                  | Älvsborg, Stadsdelsnämndsområde Västra Göteborg                   | Logistik som fackämne kommer utifrån militära behov. | väg                        | 2015-04-28                           | 57°40′27.82″N 11°52′7.775″Ö / 57.6743944°N 11.86882639°Ö  |      |
| Kolmodins Väg                  | Älvsborg, Stadsdelsnämndsområde Västra Göteborg                   | Överste Rudolf Kolmodin var den förste regementschefen (1942-1946) vid dåvarande Kustartilleriet (KA 4). | väg                        | 2015-04-28                           | 57°40′38.65″N 11°52′5.203″Ö / 57.6774028°N 11.86811194°Ö  |      |
| Forthamnsvägen                 | Älvsborg, Stadsdelsnämndsområde Västra Göteborg                   | Forthamnsvägen anlades på sent 1890-tal för att kunna frakta sten från Götiska batteriet, Käringbergets minstation och Oscar II:s fort. Stenen skeppades ut från hamnen och konstgjorda grund byggdes mellan Stora och Lilla Aspholmarna och Älvsborgsön, samt mellan Svinholmarna och Stockholmsskären samt ett grund på utsidan Oscar II:s fort. | väg                        | 2015-04-28                           |                                                           |      |
| Tapphusvägen                   | Älvsborg, Stadsdelsnämndsområde Västra Göteborg                   | Vestkustens Petroleum Aktiebolag hade sin utskeppningshamn och tapphus på området. Tapphuset användes för tappning och lagring av framför allt fotogen. | väg                        | 2015-04-28                           | 57°40′45.39″N 11°51′53.04″Ö / 57.6792750°N 11.8647333°Ö   |      |
| Älvsborgsmässens Väg           | Älvsborg, Stadsdelsnämndsområde Västra Göteborg                   | Vägen leder till vad som ursprungligen var ett sommarhus för ägarfamiljen till Vestkustens Petroluem. Byggnaden används numera som garnisonsmäss. | väg                        | 2015-04-28                           | 57°40′41.13″N 11°51′53.55″Ö / 57.6780917°N 11.8648750°Ö   |      |
| Radarhöjden                    | Älvsborg, Stadsdelsnämndsområde Västra Göteborg                   | Kustartilleriet (KA) bedrev centraliserad utbildning av eldledare, radiooperatörer och radartekniker vid KA Radarskola belägen på Käringbergets högsta punkt fram till KA 4:as och Kustartilleriets nedläggning år 2000. | plats                      | 2015-04-28                           |                                                           |      |
| Kolhyvarestigen                | Älvsborg, Stadsdelsnämndsområde Västra Göteborg                   | En kolhyvare arbetar med att transportera kol, är kolbärare efter engelskans cealheaver. I slutet av Kolhyvarestigen fanns en av tre uppvärmningsanläggningar för dåvarande KA 4. | stig                       | 2015-04-28                           |                                                           |      |
| Ingemar Johanssons Plats       | Heden, Stadsdelsnämndsområde Centrum                              | Statyn Ingo - the Champ vid Ullevi skapad av konstnären Peter Linde till minne av Ingemar Johansson, Sveriges första och hittills enda världsmästare i tungviktsboxning, står sedan september 2011 på platsen. | plats                      | 2015-04-28                           | 57°42′24.44″N 11°59′8.28″Ö / 57.7067889°N 11.9856333°Ö    |      |
| Bergkristallparken             | Tynnered, Stadsdelsnämndsområde Västra Göteborg                   | Bergkristallparken ligger i Tynnered vid Bergkristallgatan som fastställdes 1965 som gruppnamn efter ädelstenar. Bergkristallparken används idag för att identifiera parken. | park                       | 2015-05-21                           | 57°39′22.15″N 11°53′19.43″Ö / 57.6561528°N 11.8887306°Ö   |      |
| Stobées Trädgård               | Majorna, Stadsdelsnämndsområde Majorna–Linné                      | Landshövding Lorentz Kristoffer Stobée (1676–1756) anlade trädgården på 1740-talet. Vid den tiden hade landshövdingarna sitt sommarresidens i mangårdsbyggnaden till Älvsborgs Kungsladugård, som hade skänkts till Göteborgs stad av drottning Kristina 1651 och sedan upplåtits som förläning till landshövdingarna. Trädgården har återskapats och återinvigdes 1994. | park                       | 2015-05-21                           | 57°41′25.84″N 11°54′37.95″Ö / 57.6905111°N 11.9105417°Ö   |      |
| Gamla Varvsparken              | Majorna, Stadsdelsnämndsområde Majorna–Linné                      | Gamla Varvsparken ligger intill Sjöfartsmuseet och Gamla Varvsgatan. Gamla Varvet finns belagt 1852 och fastställdes 1933. På det nu försvunna Gamla Varvet, Amiralitetsvarvet, byggdes segelfartyg från 1600-talets mitt framtill 1887. | park                       | 2015-05-21                           | 57°41′56.39″N 11°55′58.17″Ö / 57.6989972°N 11.9328250°Ö   |      |
| Olssons Trädgård               | Guldheden, Stadsdelsnämndsområde Centrum                          | Olssons Trädgård vid Guldhedstorget är uppkallat efter Carl Oscar Olsson (1884(?)–1938) som var en stor trädgårdsentusiast. Trädgårdens ursprungliga odlingar kom till i början av 1930-talet. | park                       | 2015-05-21                           | 57°41′22.8″N 11°57′58.91″Ö / 57.689667°N 11.9663639°Ö     |      |
| Uggleberget                    | Stadsdelsnämndsområde Askim–Frölunda–Högsbo                       | Områdets ortnamn är Uggledalen efter gården Ugledal som troligen syftar på att ugglor fanns i trakten. | gata                       | 2015-06-17                           | 57°35′51.29″N 11°57′7.31″Ö / 57.5975806°N 11.9520306°Ö    |      |
| Berguven                       | Stadsdelsnämndsområde Askim–Frölunda–Högsbo                       | Gatusträckningen uppe på platån Uggleberget föreslås få namnet Berguven. | gata                       | 2015-06-17                           | 57°35′48.31″N 11°57′4.45″Ö / 57.5967528°N 11.9512361°Ö    |      |
| Ugglebergsstigen               | Stadsdelsnämndsområde Askim–Frölunda–Högsbo                       | Den stig som löper nerför Uggleberget föreslås få namnet Ugglebergsstigen. | gångstig                   | 2015-06-17                           | 57°35′45.29″N 11°57′3.37″Ö / 57.5959139°N 11.9509361°Ö    |      |
| Gullbergstunneln               | Stadsdelsnämndsområde Centrum                                     | Trafikverket kommer att sänka ned E 45 mellan Stadstjänaregatan och Falutorget. Sträckan mellan Stadstjänaregatan och Torsgatan skall däckas över till att bli en tunnel. Senare skall tunneln förlängas till Falutorget. | tunnel                     | 2015-06-17                           | 57°42′54.58″N 11°58′41.17″Ö / 57.7151611°N 11.9781028°Ö   |      |
| Kronhjortsparken               | Bö, Stadsdelsnämndsområde Örgryte–Härlanda                        | Parken mellan Kronhjortsgatan och Örgrytevägen saknar fastställt namn. Kronhjortsgatan fastställdes 1925 eftersom man funnit hjorthorn i närheten. | park                       | 2015-06-17                           | 57°41′50.27″N 11°59′50.19″Ö / 57.6972972°N 11.9972750°Ö   |      |
| Sunnanvindsparken              | Rambergsstaden, Stadsdelsnämndsområde Lundby                      | Parken ligger i anslutning till Sunnanvindsgatan som fastställdes 1944 efter det blåsiga läget. | park                       | 2015-08-27                           | 57°43′17.08″N 11°55′41.84″Ö / 57.7214111°N 11.9282889°Ö   |      |
| Frida Hjertbergs Gata          | Johanneberg, Stadsdelsnämndsområde Centrum.                       | Kathinka Walfrida (Frida) Hjertberg (1866–1936) var en av de två första kvinnorna som valdes in till stadsfullmäktige i Göteborg. Hjertberg var ledamot under två mandatperioder, 1911–1914 och 1919–1931. Hon var rektor vid Sigrid Rudebecks skola i Göteborg 1904–1929 och satt i dess styrelse fram till 1936. Hon var bland annat ledamot i Beredningen för upprättande av ett högre allmänt läroverk för flickor. | gata                       | 2015-08-27                           | 57°41′14.83″N 11°59′10.4″Ö / 57.6874528°N 11.986222°Ö     |      |
| Kunga-Amandas Gränd            | Stadsdelsnämndsområde Askim–Frölunda–Högsbo.                      | Kunga-Amanda hette egentligen Amanda Karolina Johansson (1867–1921). Hon var sierska och ägare till Kungagården vilken hon sålde 1910 eller 1912. Gårdens ägor sträckte sig från Sandås skolan till Krogabäcken. Gården blev byggnadsminne 1973. | gränd                      | 2015-09-29                           | 57°35′57.66″N 11°56′55.52″Ö / 57.5993500°N 11.9487556°Ö   |      |
| Ängsäters Gränd                | Stadsdelsnämndsområde Askim–Frölunda–Högsbo.                      | Säter har bl.a. betydelsen utmark, utmarksäng, äng långt från byn. Otto Börjesson (1883–1971) var ägare till Brottkärr Östergård Björkliden till vilken utmarkerna vid Björklundavägen hörde. Sonen Ivar byggde en fastighet på en del av denna mark 1936. Fastigheten ägdes av familjen i fyra generationer och de bodde där tills den revs 2013. | gränd                      | 2015-09-29                           | 57°35′55.76″N 11°57′0.879″Ö / 57.5988222°N 11.95024417°Ö  |      |
| Lillgårdens Gränd              | Stadsdelsnämndsområde Askim–Frölunda–Högsbo.                      | Ägare till Lillgården var Karl Edén (1875–1939) som arbetade som kronofjärdingsman. Gårdens areal var på totalt ett hektar, varav 0,75 var åker och 0,23 så kallad avrösningsjord eller mark som vid laga skifte bedömdes som inte odlingsvärd. Manbyggnaden flyttades från Askim och byggdes om 1919. Ekonomibyggnaden uppfördes 1928. | gränd                      | 2015-09-29                           | 57°35′59.44″N 11°57′0.201″Ö / 57.5998444°N 11.95005583°Ö  |      |
| Petter-Jons Gränd              | Stadsdelsnämndsområde Askim–Frölunda–Högsbo.                      | Peter Jonsson, Petter-Jons, (1809–1884) föddes på Brottkärr Östergård och var möjligen den som byggde det första huset längs Björklundavägen. Det kallades för "Petter-Jons" ända fram till slutet av 1900-talet. | gränd                      | 2015-09-29                           | 57°35′58.63″N 11°57′5.911″Ö / 57.5996194°N 11.95164194°Ö  |      |
| Fritiof Nilsson Piratens Plats | Majorna, Stadsdelsnämndsområde Majorna–Linné.                     | Fritiof Nilsson Piraten bodde i Göteborg under åren 1931–1935. Under våren och försommaren 1932 skrev Piraten Bombi Bitt och jag på Henriksbergs terrass. | plats                      | 2015-09-29                           | 57°41′58.54″N 11°56′11.94″Ö / 57.6995944°N 11.9366500°Ö   |      |
| Donsövallen                    | Donsö i stadsdelen Styrsö, Stadsdelsnämndsområde Västra Göteborg. | Fotbollsplan i anslutning till Donsöhallen på Donsö. | fotbollsplan               | 2015-09-29                           | 57°36′18.12″N 11°48′20.6″Ö / 57.6050333°N 11.805722°Ö     |      |
| Bunkeberget                    | Stadsdelsnämndsområde Östra Göteborg.                             | Under parken på Bunkeberget ryms idag bland annat en actionpark för skateboard, BMX och inlines. Bergrummet byggdes av SKF (Svenska Kullagerfabriken) under Suezkrisen på 1950-talet. Namnet Bunkeberget finns på fler håll i landet och betecknar då ofta brant berg. | park                       | 2015-10-29                           | 57°43′54.77″N 12°00′56.34″Ö / 57.7318806°N 12.0156500°Ö   |      |
| Hulda Mattssons Gångväg        | Stadsdelsnämndsområde Östra Göteborg.                             | Hulda Mattsson (1866–1932) var gift med Anders Mattsson som tog initiativet till bildandet av Utbynäs villastad, där idag Anders Mattssonsgatan ligger, i början av 1900-talet. Hulda Mattsson var mycket religiös och tog för cirka hundra år sedan initiativet till att bygga Utby kyrka. Hon organiserade även insamlingen av pengar till bygget. Hulda Mattsson har en stark anknytning till stadsdelen Utby. | park                       | 2015-10-29                           | 57°44′25.4″N 12°3′0.8″Ö / 57.740389°N 12.050222°Ö         |      |
| Emma Jacobssons Trappor        | Landala, Stadsdelsnämndsområde Centrum.                           | Emma Jacobsson (1884–1977) ledde under åren 1939 till 1969 hemindustrin Bohus Stickning och utvecklade den från nödindustri till konsthantverk. Hon grundade Bohusslöjd med butik på Kungsportsavenyen. Familjen Jacobsson bodde i ett radhus vid Furuplatsen i Landala Egnahem. Trappan leder ner mot Chalmers. Emma Jacobson var gift med landshövdingen och fullmäktigeordförande Malte Jacobsson. | trappa                     | 2015-10-29                           | 57°41′22.4″N 11°58′21.1″Ö / 57.689556°N 11.972528°Ö       |      |
| Doktor Dahlströms Gata         | Guldheden, Stadsdelsnämndsområde Centrum.                         | Det finns en tradition i Guldheden att namnge gator till minne av välkända män och kvinnor inom sjukvården. Anna Dahlström-Nilsson var född i Göteborg den 5 oktober 1867. Hon studerade bland annat vid Majornas elementarläroverk för flickor i Göteborg, vid Wallinska flickskolan i Stockholm samt vid Uppsala där hon utsågs till medicine doktor 1908. Hon var därmed Sveriges andra och Göteborgs första kvinnliga medicine doktor. Anna Dahlström var praktiserande ögonläkare i Göteborg från 1908 och under några år var hon även läkare vid Göteborgs stads ögonpoliklinik. | gata                       | 2015-10-29                           | 57°40′41.0″N 11°58′56.3″Ö / 57.678056°N 11.982306°Ö       |      |
| Maria Johansdotters Backe      | Torslanda, Stadsdelsnämndsområde Västra Hisingen.                 | Vägsträckan är namngiven efter Britta Maria Johansdotter (1849-1927). Hon försörjde sig och sina barn huvudsakligen på att sälja mjölk. Med mjölk i kannor i ett rep över axeln från gårdarna i Hästevik tog hon ångfärjan ut till öarna och kunderna. Efter att systemet med båtsmansrotar upphörde under andra hälften av 1800-talet fick Maria överta det båtsmanstorp som fortfarande finns, men är flyttat till Torslanda Hästeviks Väg. | gata                       | 2015-11-26                           | 57°43′2.483″N 11°43′34.64″Ö / 57.71735639°N 11.7262889°Ö  |      |
| Frekvensvägen                  | Järnbrott, Stadsdelsnämndsområde Askim–Frölunda–Högsbo.           | Området har sina gatunamn efter gruppnamnet radiotermer. Frekvensvägen syftar på radiofrekvens som anger antalet svängningar per sekund och anges i Hertz. | gata                       | 2015-11-26                           | 57°39′24.15″N 11°55′11.78″Ö / 57.6567083°N 11.9199389°Ö   |      |
| Akustikvägen                   | Järnbrott, Stadsdelsnämndsområde Askim–Frölunda–Högsbo.           | Akustikvägen syftar på akustik som är läran om ljudet. | gata                       | 2015-11-26                           | 57°39′22.00″N 11°55′27.45″Ö / 57.6561111°N 11.9242917°Ö   |      |
| Röds Backe                     | Torslanda, Stadsdelsnämndsområde Västra Hisingen.                 | Leder från Flygledarvägen upp till Röds ängar. Gatorna i området är namngivna efter ortnamnet Röd. | cykelväg                   | 2015-11-26                           | 57°43′2.477″N 11°46′3.769″Ö / 57.71735472°N 11.76771361°Ö |      |
| Röds Tvärväg                   | Torslanda, Stadsdelsnämndsområde Västra Hisingen.                 | Leder från Flygledarvägen upp till Röds ängar. Gatorna i området är namngivna efter ortnamnet Röd. | cykelväg                   | 2015-11-26                           | 57°42′57.26″N 11°46′8.467″Ö / 57.7159056°N 11.76901861°Ö  |      |
| Bottne Broväg                  | Torslanda, Stadsdelsnämndsområde Västra Hisingen.                 | Efter det gamla ortnamnet Bottnen. | cykelväg                   | 2015-11-26                           | 57°44′4.675″N 11°47′31.82″Ö / 57.73463194°N 11.7921722°Ö  |      |
| Positivparken                  | Rud, Stadsdelsnämndsområde Västra Göteborg.                       | Intill Positivgatan. Namntemat i området är musikinstrument. | park                       | 2015-11-26                           | 57°39′17.28″N 11°54′43.24″Ö / 57.6548000°N 11.9120111°Ö   |      |
| Stabbeparken                   | Sävenäs, Stadsdelsnämndsområde Örgryte–Härlanda.                  | Öster om Stabbetorget och Stabbegatan. | park                       | 2015-11-26                           | 57°42′57.9″N 12°3′1.18″Ö / 57.716083°N 12.0503278°Ö       |      |
| Fagerdalsparken                | Kärra, Stadsdelsnämndsområde Västra Hisingen.                     | Intill Fagerdalsvägen, namngiven efter fastigheten Fagerdal. | park                       | 2015-11-26                           |                                                           |      |
| Tolseredsravinen               | Kärra, Stadsdelsnämndsområde Västra Hisingen.                     | Intill Stora och Lilla Tolsereds Väg, namngivna efter Stora och Lilla Tolsereds gård. | park                       | 2015-11-26                           | 57°48′30.23″N 11°58′51.07″Ö / 57.8083972°N 11.9808528°Ö   |      |
| Bergsjöns Kulturhusväg         | Bergsjön                                                          | Det nybyggda kulturhuset ligger där. | väg                        | 2022-11-30                           | 57°45′24.26″N 12°4′21.18″Ö / 57.7567389°N 12.0725500°Ö    |      |